# Sinagoga de lemn din Piatra Neamț

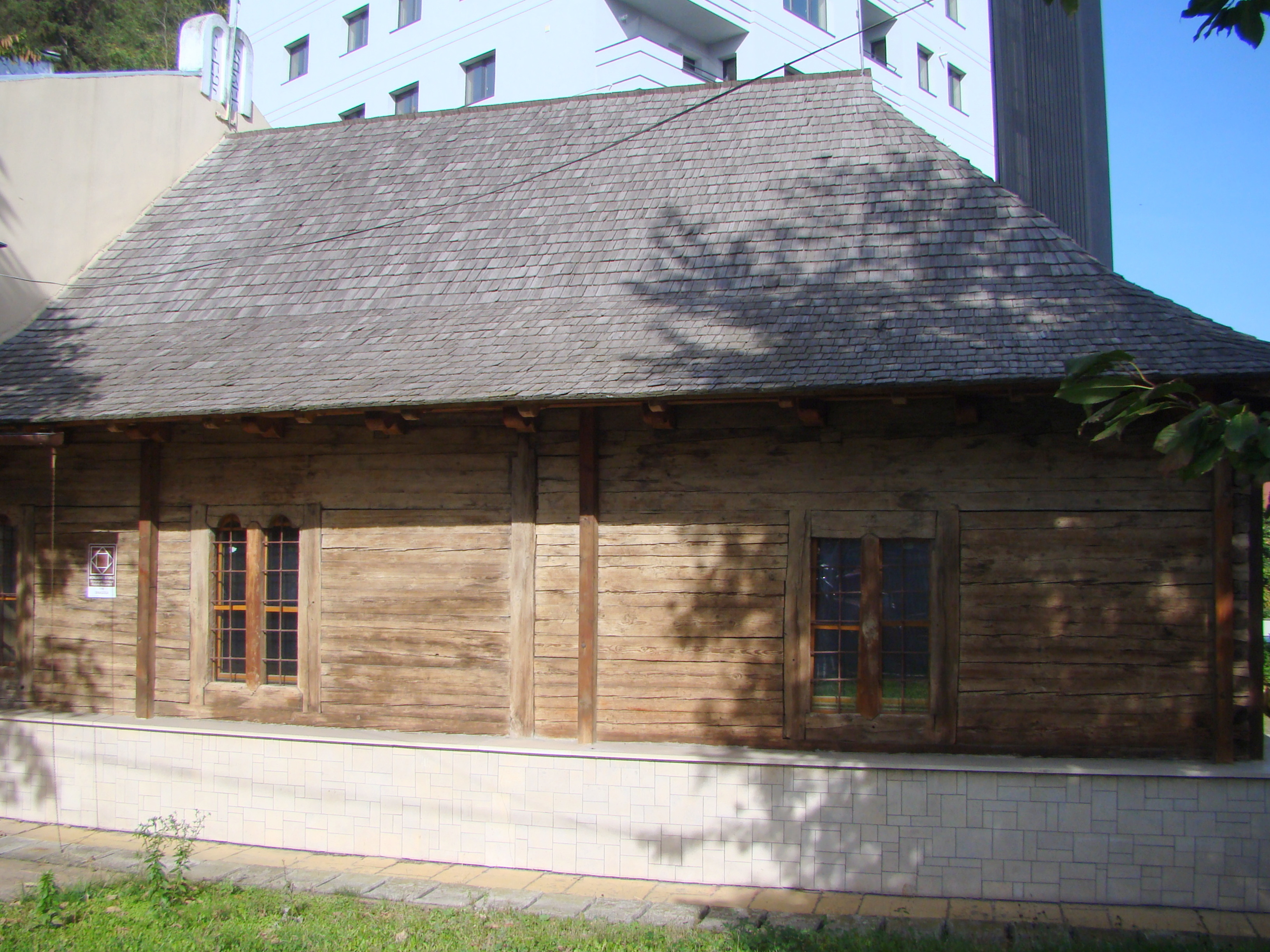
Sinagoga de lemn din Piatra Neamț (octombrie 2020)

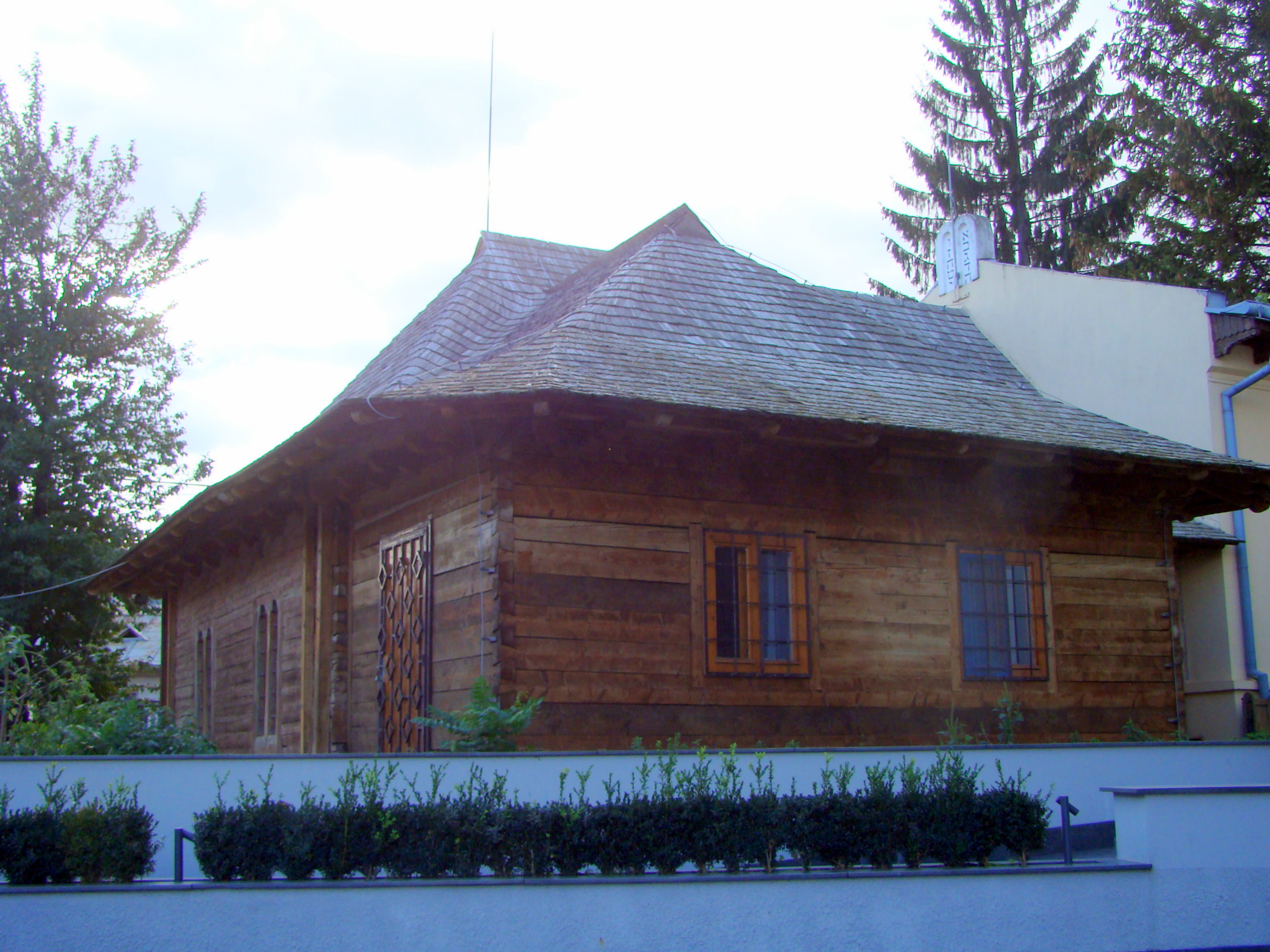
Sinagoga de lemn din Piatra Neamț (octombrie 2020)

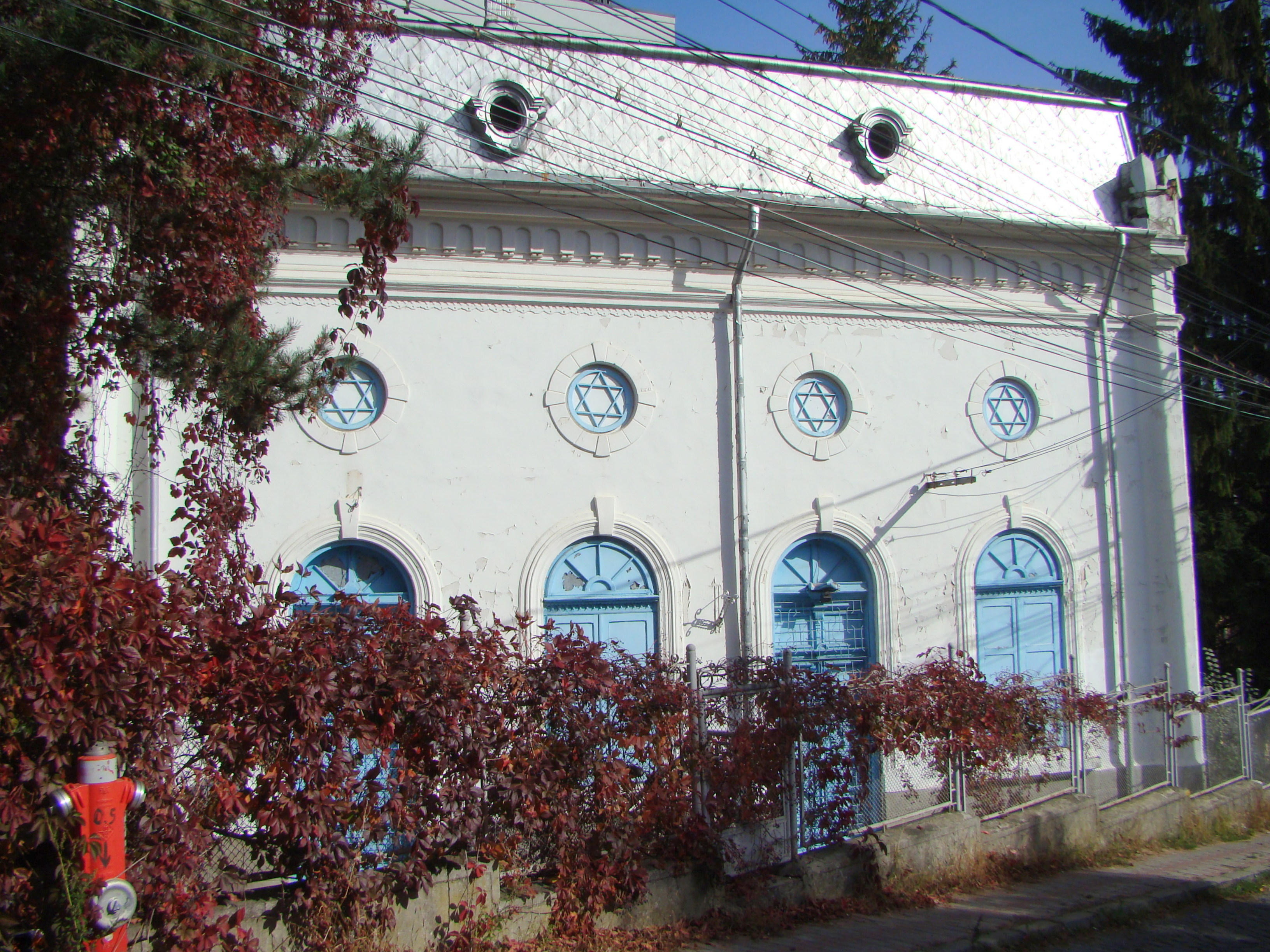
Sinagoga de zid alăturată (1905)

Sinagoga de lemn Baal Șem Tov din Piatra Neamț, situată pe strada Dimitrie Ernici nr. 7, datează din 1766 și este considerată cea mai veche din România. Figurează pe lista monumentelor istorice cod LMI NT-II-m-B-10563.

## Istoric și trăsături
Actuala construcție s-a ridicat în baza hrisovului din 19 iulie 1766 semnat de voievodul Grigore al III-lea Ghica pe locul alteia mai vechi, care exista înainte de 1497.
Sinagoga este construită din bârne groase învelite cu taban atât la interior cât și la exterior. Are o temelie înaltă de piatră, astfel că intrarea în sinagogă se face prin coborârea mai multor trepte. Interiorul se prezintă ca o galerie închisă cu două etaje la nord și un singur etaj la vest, unde e sinagoga femeilor, la sud aflându-se o altă galerie, de mai mici dimensiuni, destinată copiilor. În peretele estic al sinagogii este așezată Urna Sfântă, lucrată în 1835 de Saraga Itchok ben Moische, este executată în lemn sculptat și dispusă în trei etaje, fiecare nivel fiind așezat pe coloane rotunde acoperite cu bronz și argint. În sinagogă s-a mai păstrat și o perdea cu șapte triunghiuri și o inscripție în ebraică din care rezultă că a fost realizată în 1767, la un an de la construirea actualului edificiu. Altarul, suflat cu aur, are o vechime de 250 de ani.

## Renovări
În 1826, sinagoga a fost reparată și renovată. În 1872 s-au întreprins noi renovări, în interior și exterior. În 1922 și 1928 s-au adus noi îmbunătățiri.
În anul 2009, cu ocazia sărbătorii de Hanuka s-a reinaugurat sinagoga catedrală Baal Shem Tov, după ce a fost renovată. Restaurarea sinagogii a durat mai mulți ani, cheltuielile fiind suportate de Ministerul Culturii și Cultelor din România și de Fondul Mondial al Monumentelor Istorice de la New York. Lemnul vechi, atacat de o ciupercă, a fost înlocuit.
Din părțile originale ale construcției s-au păstrat cupola și pereții laterali.

## Imagini din exterior

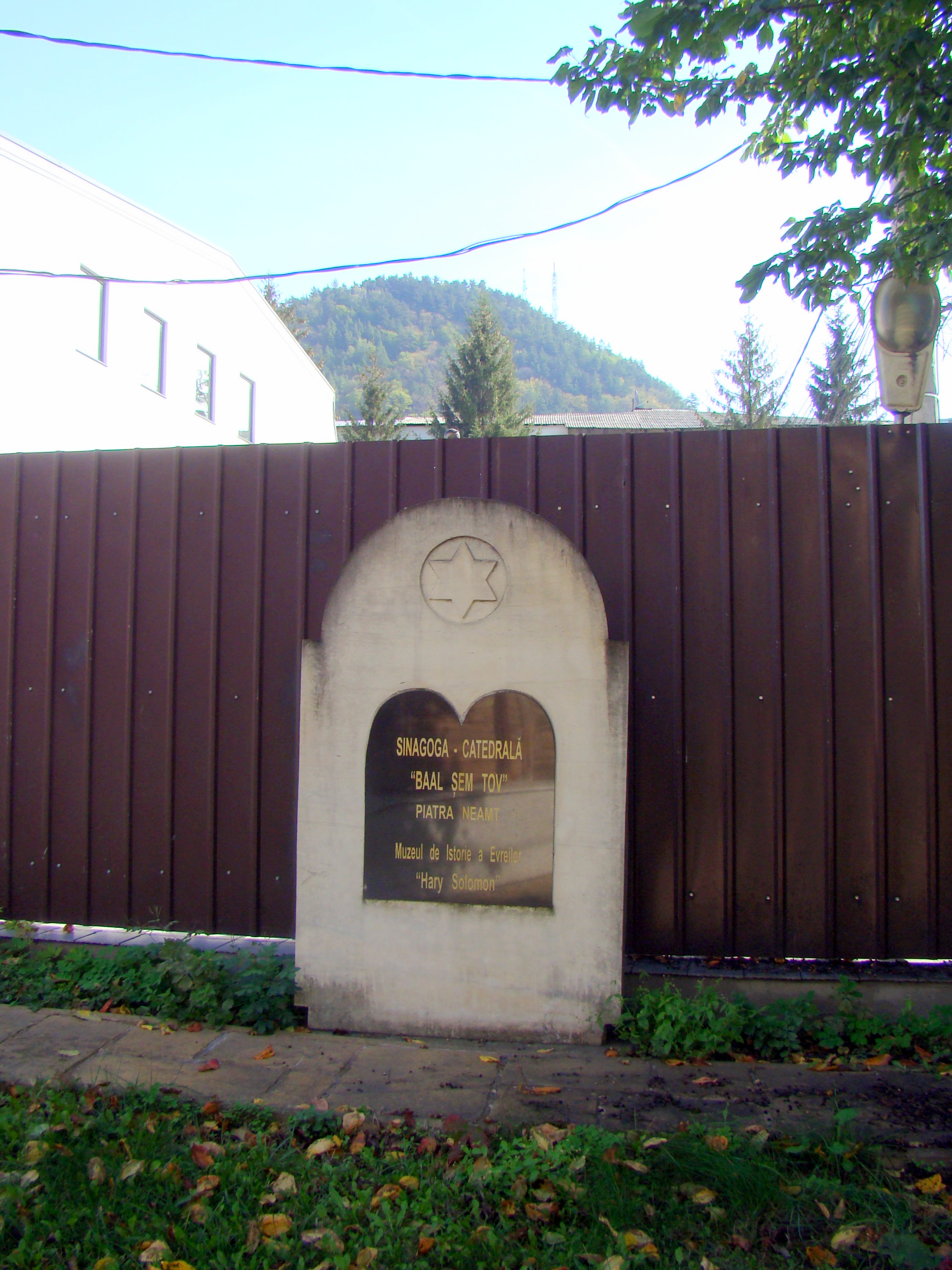
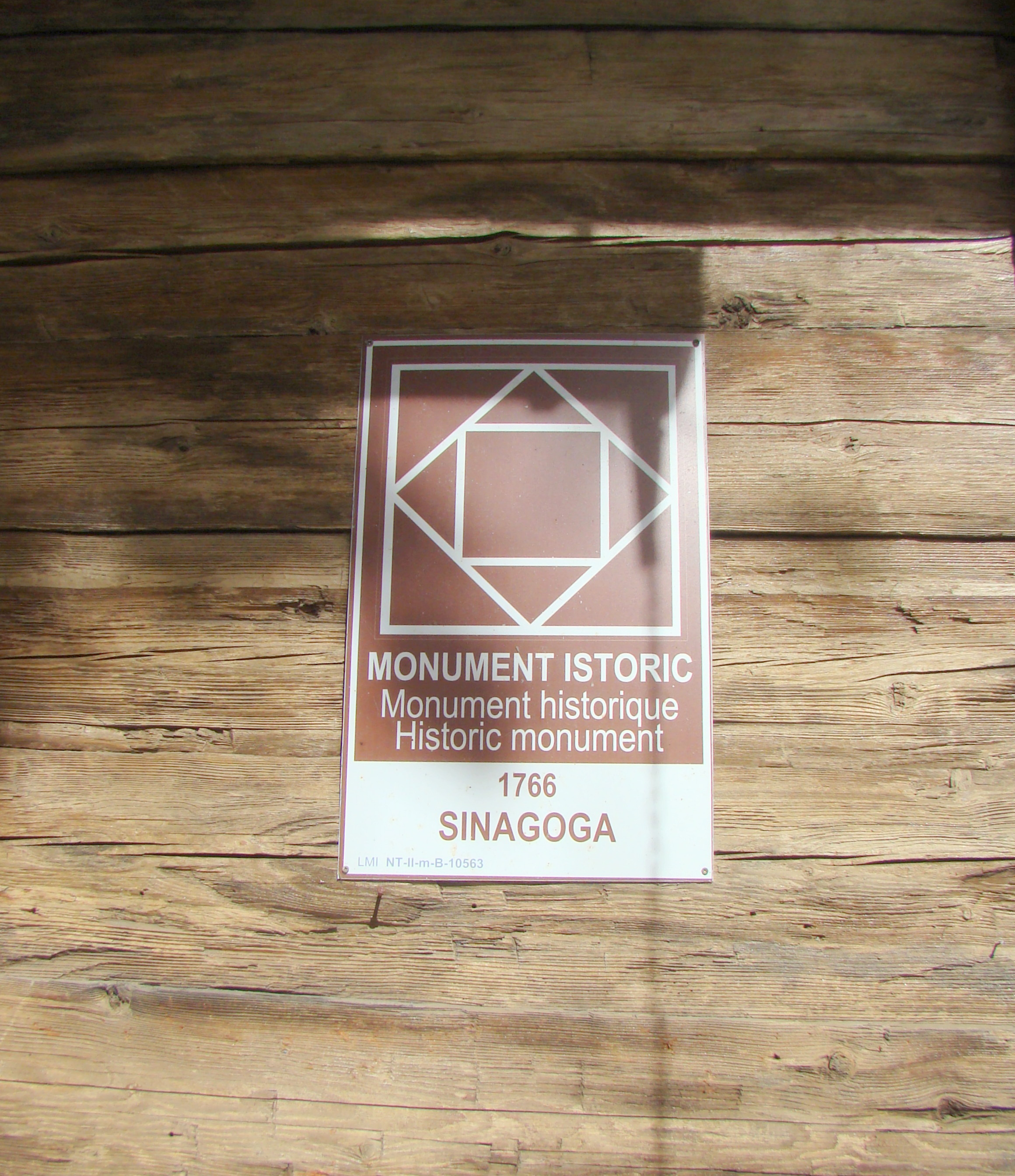
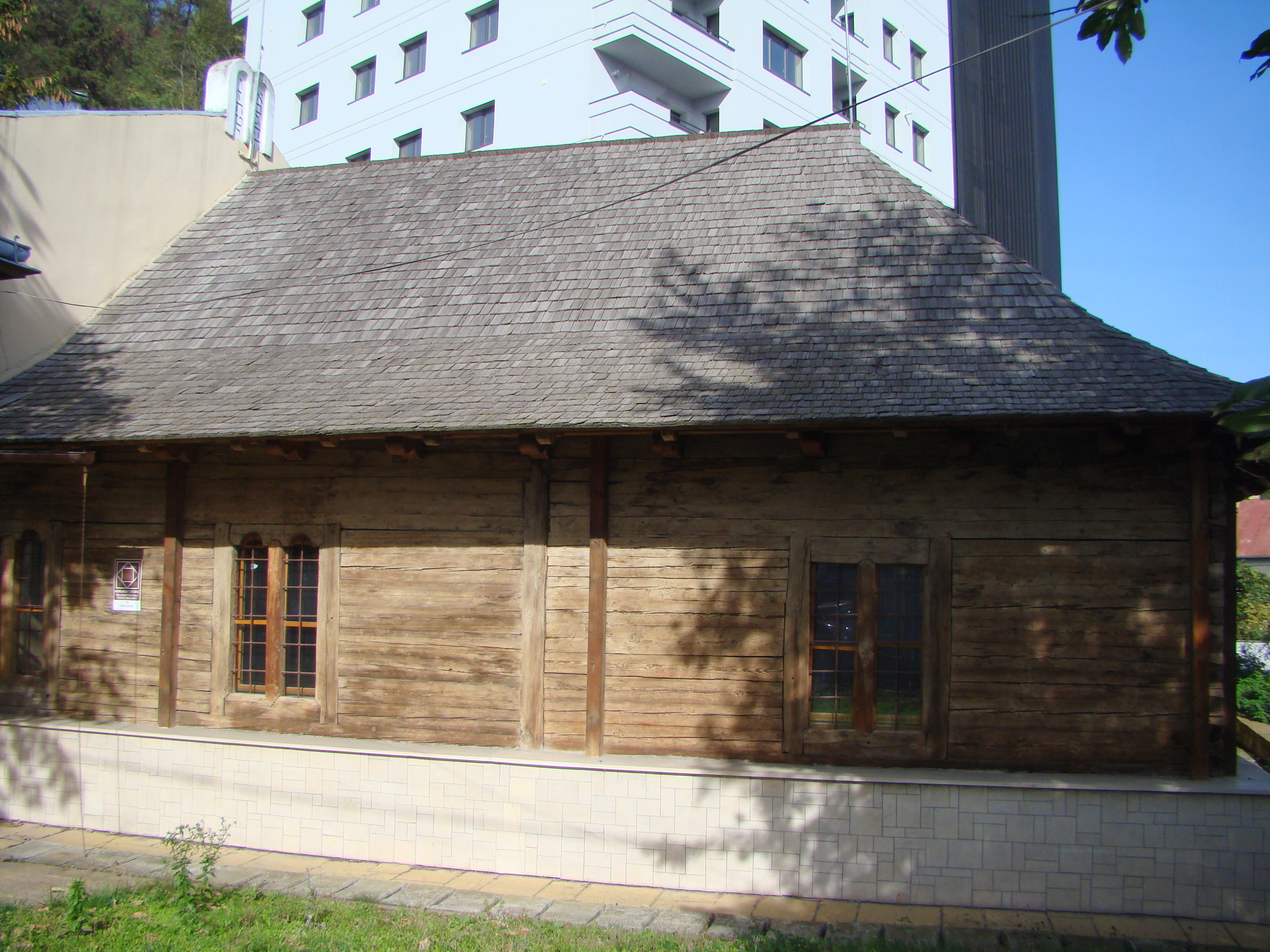
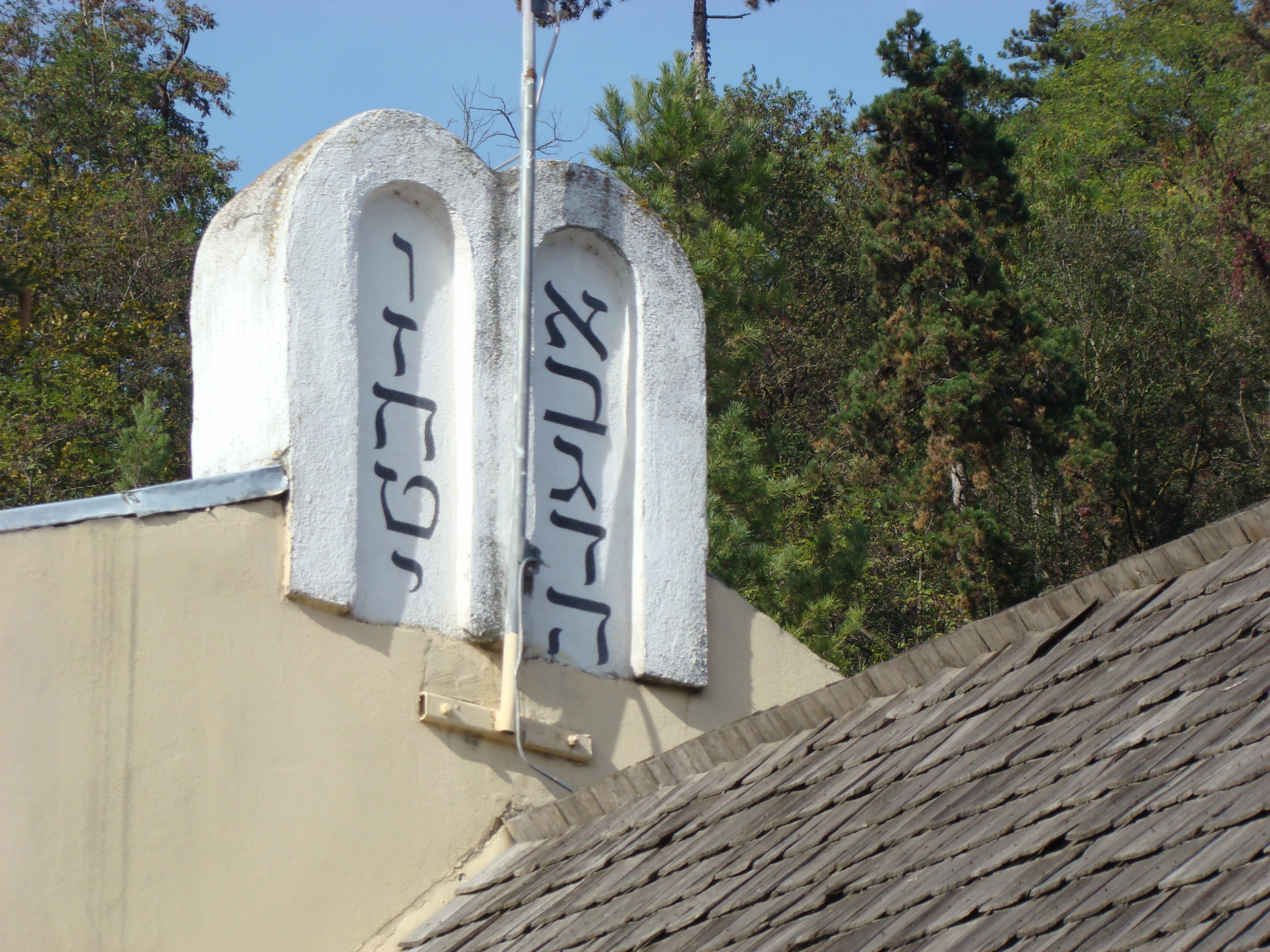
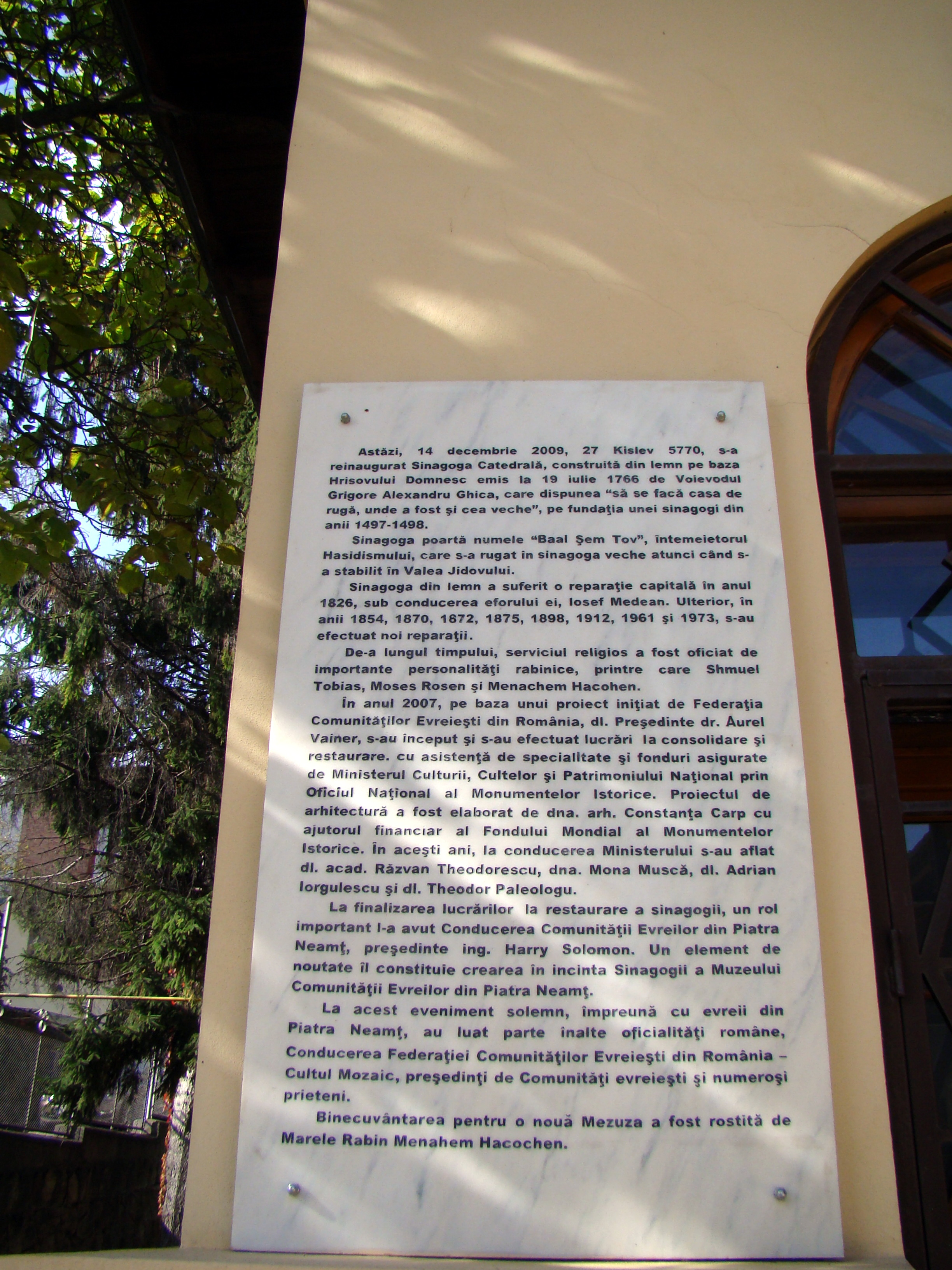
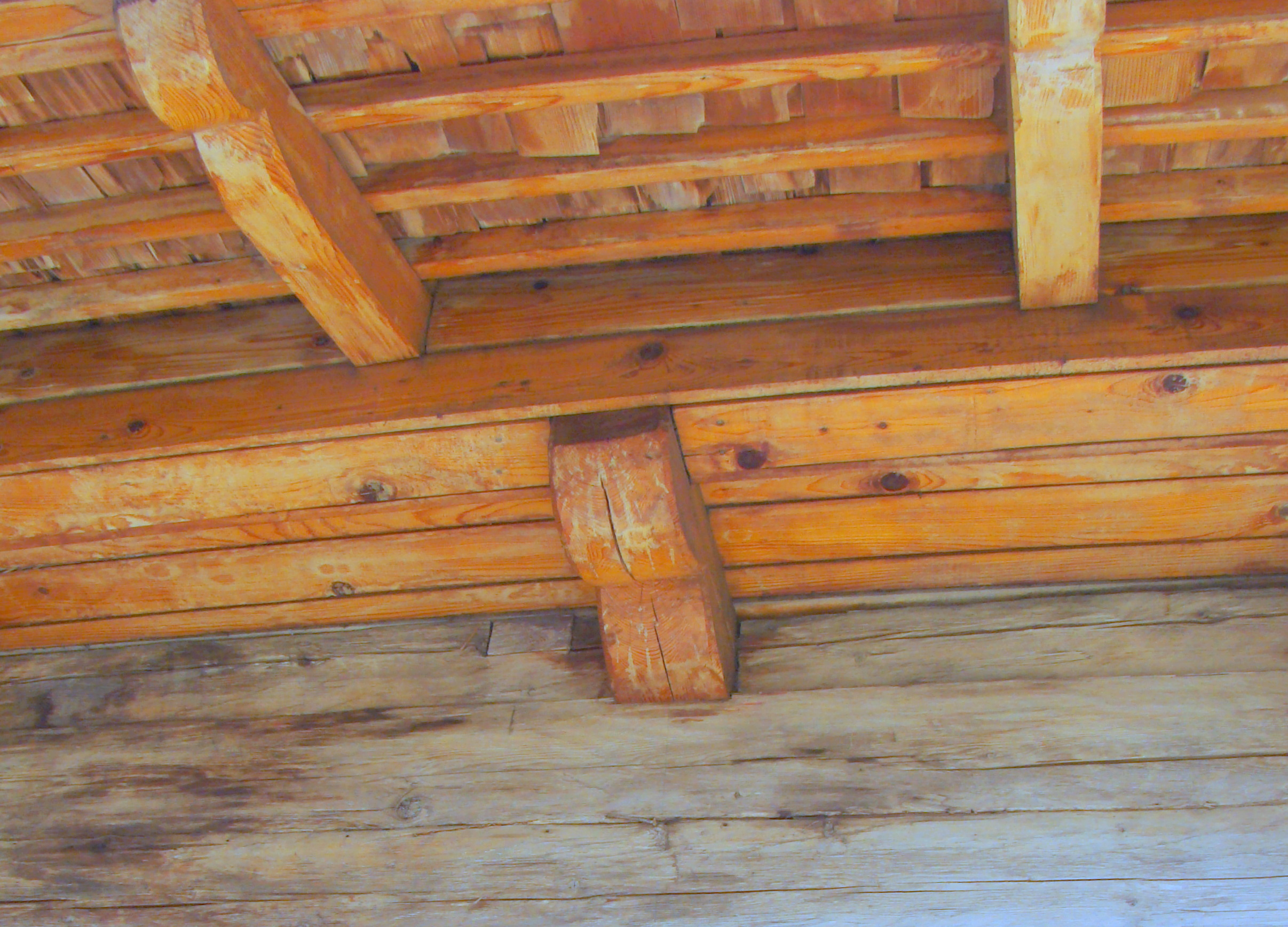
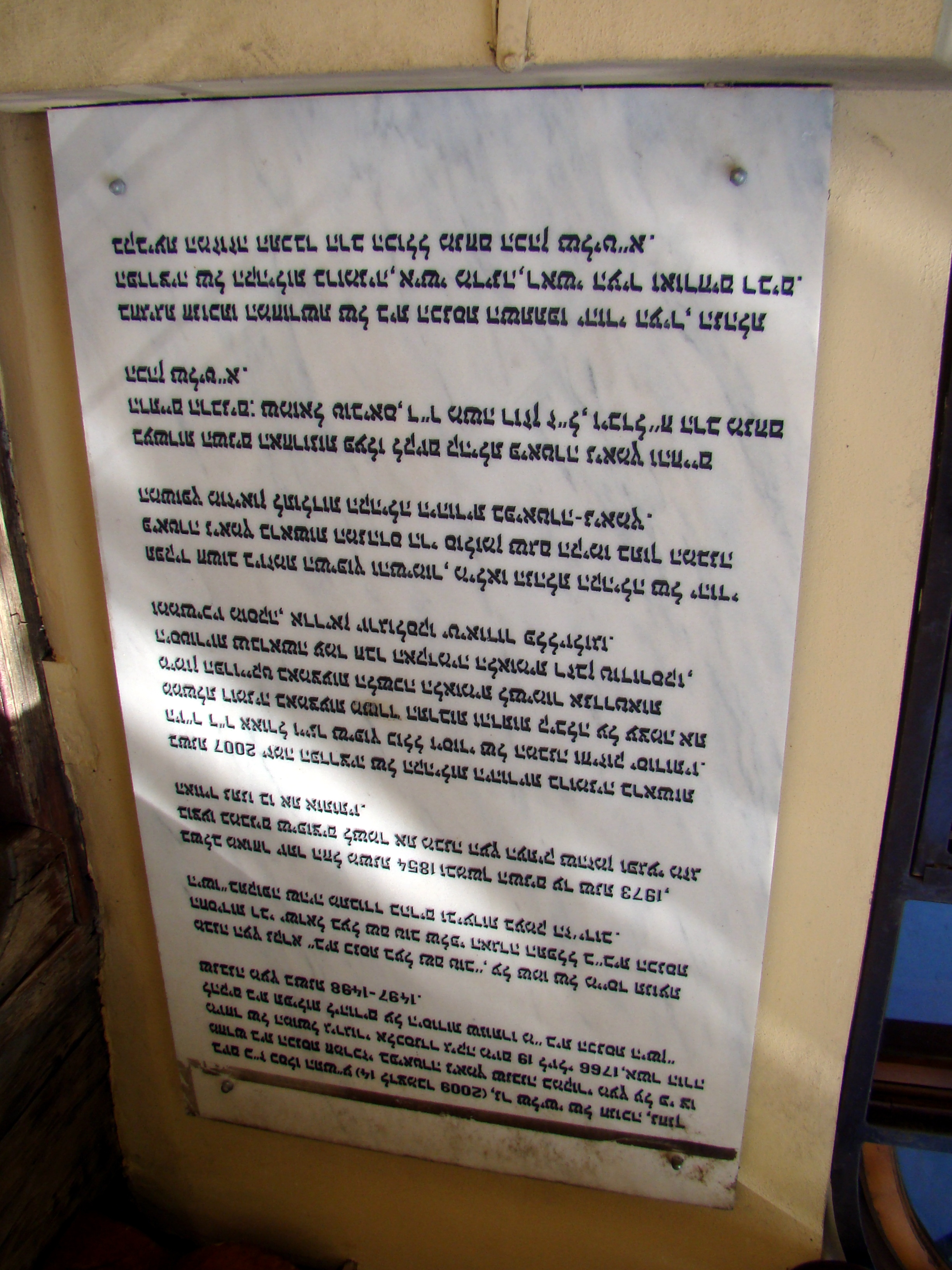
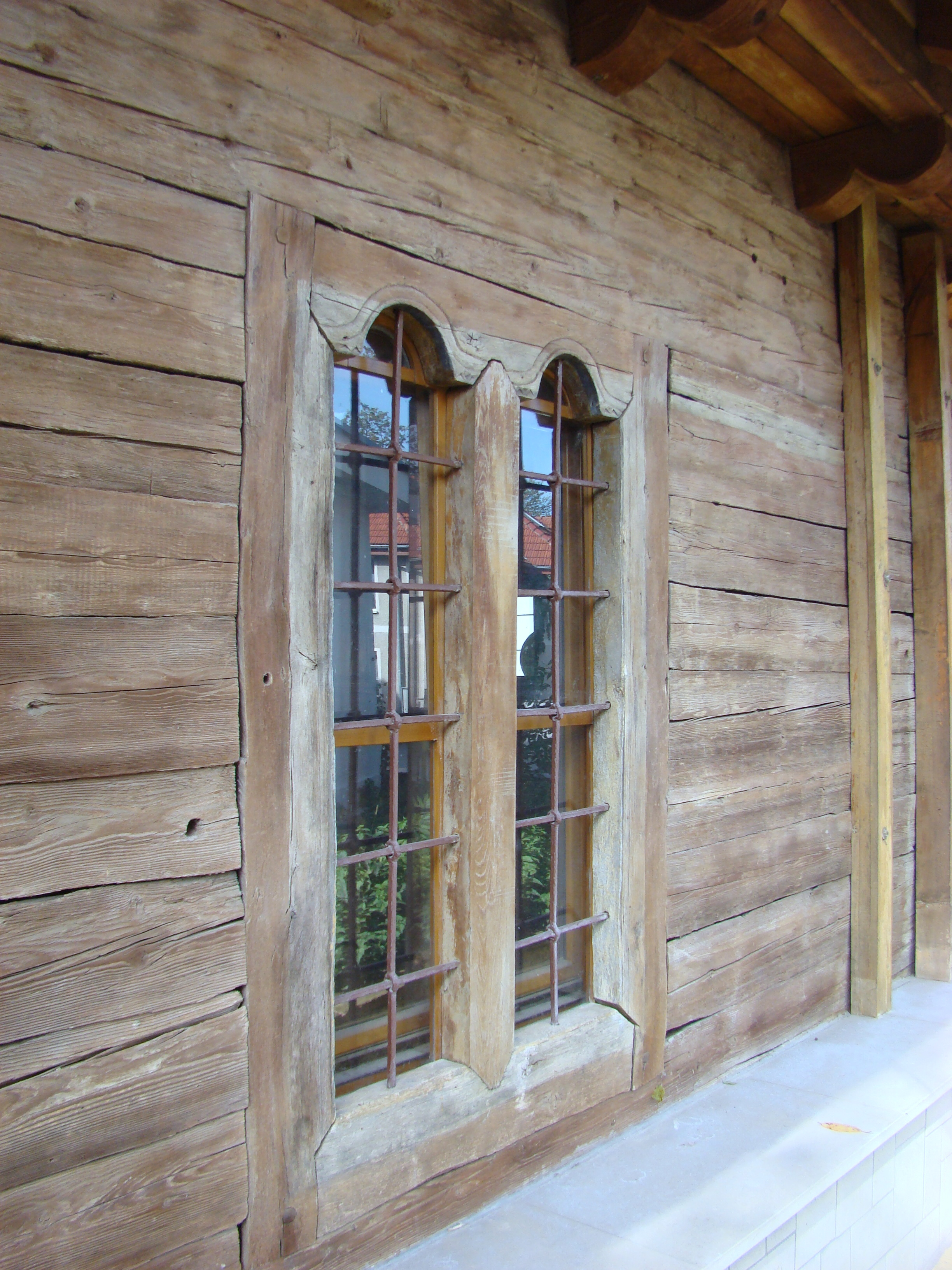
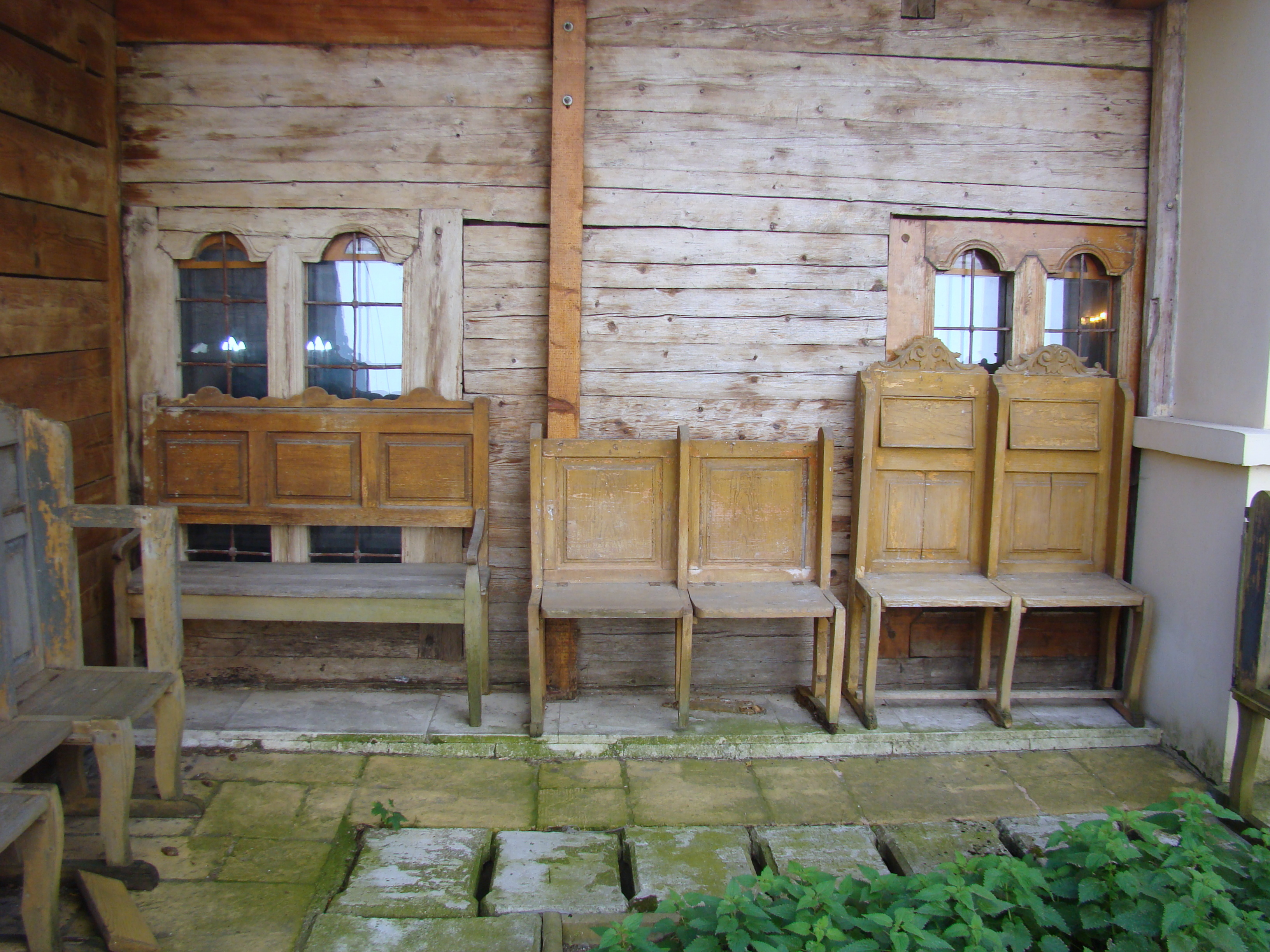
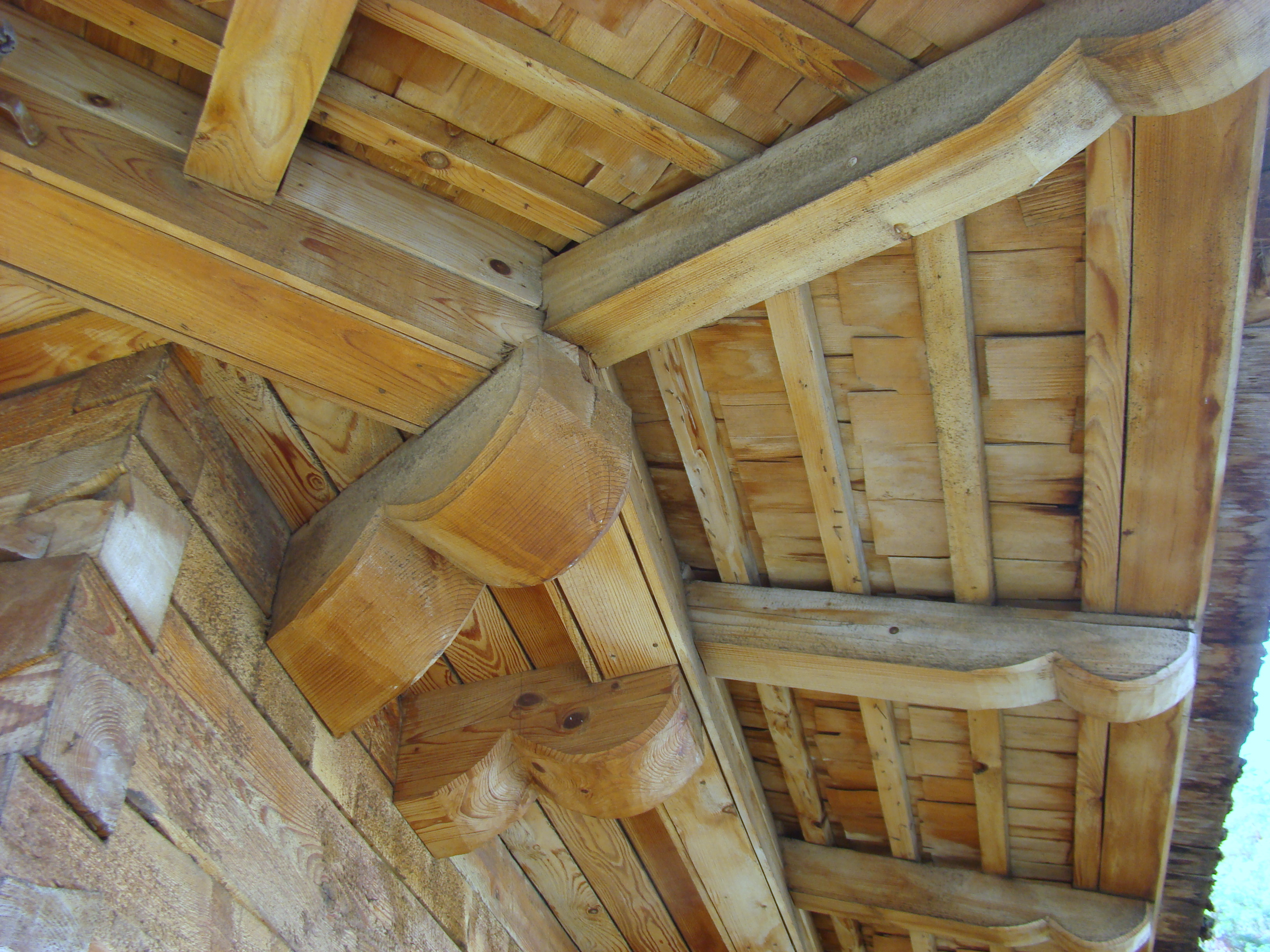
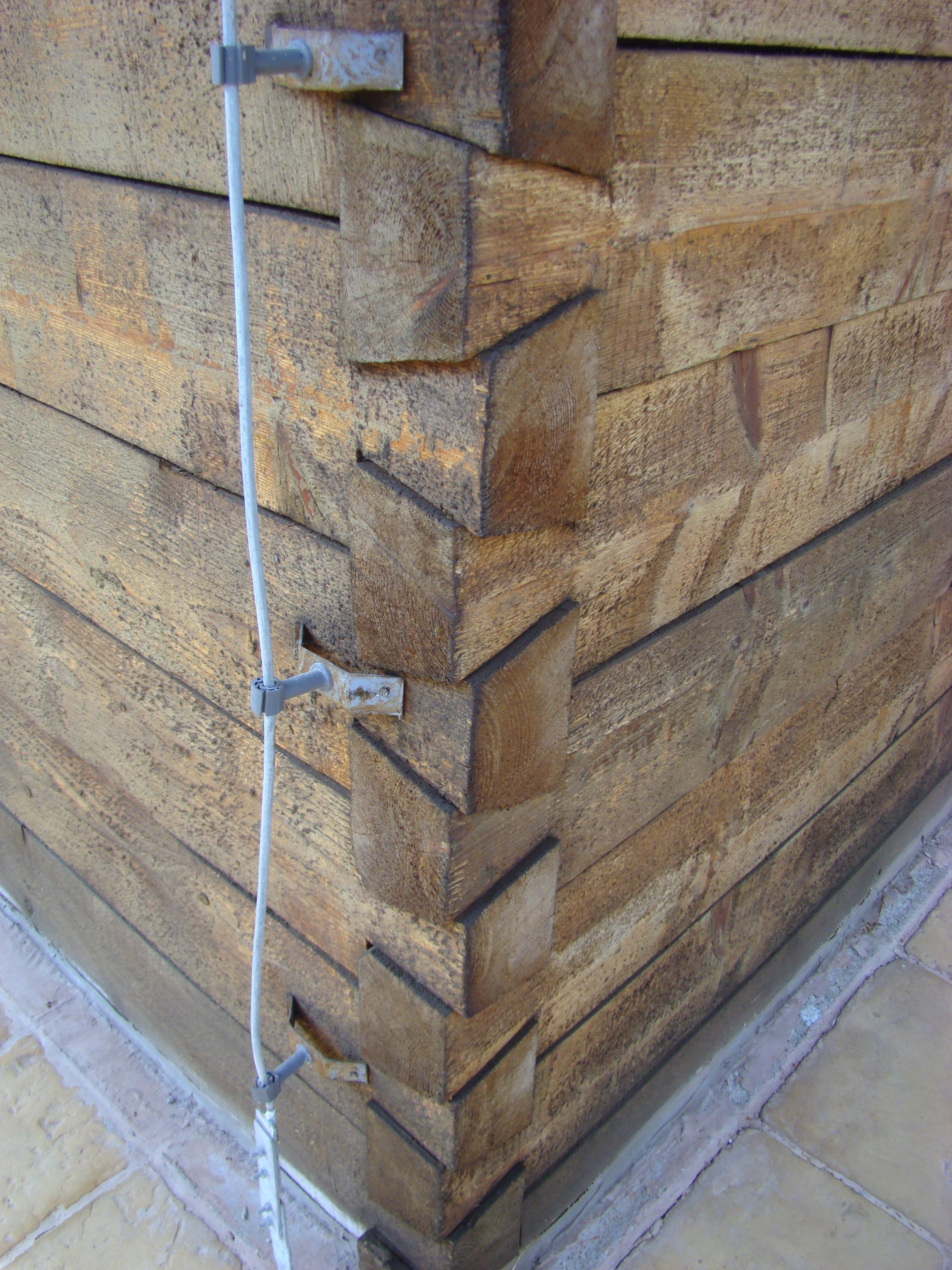
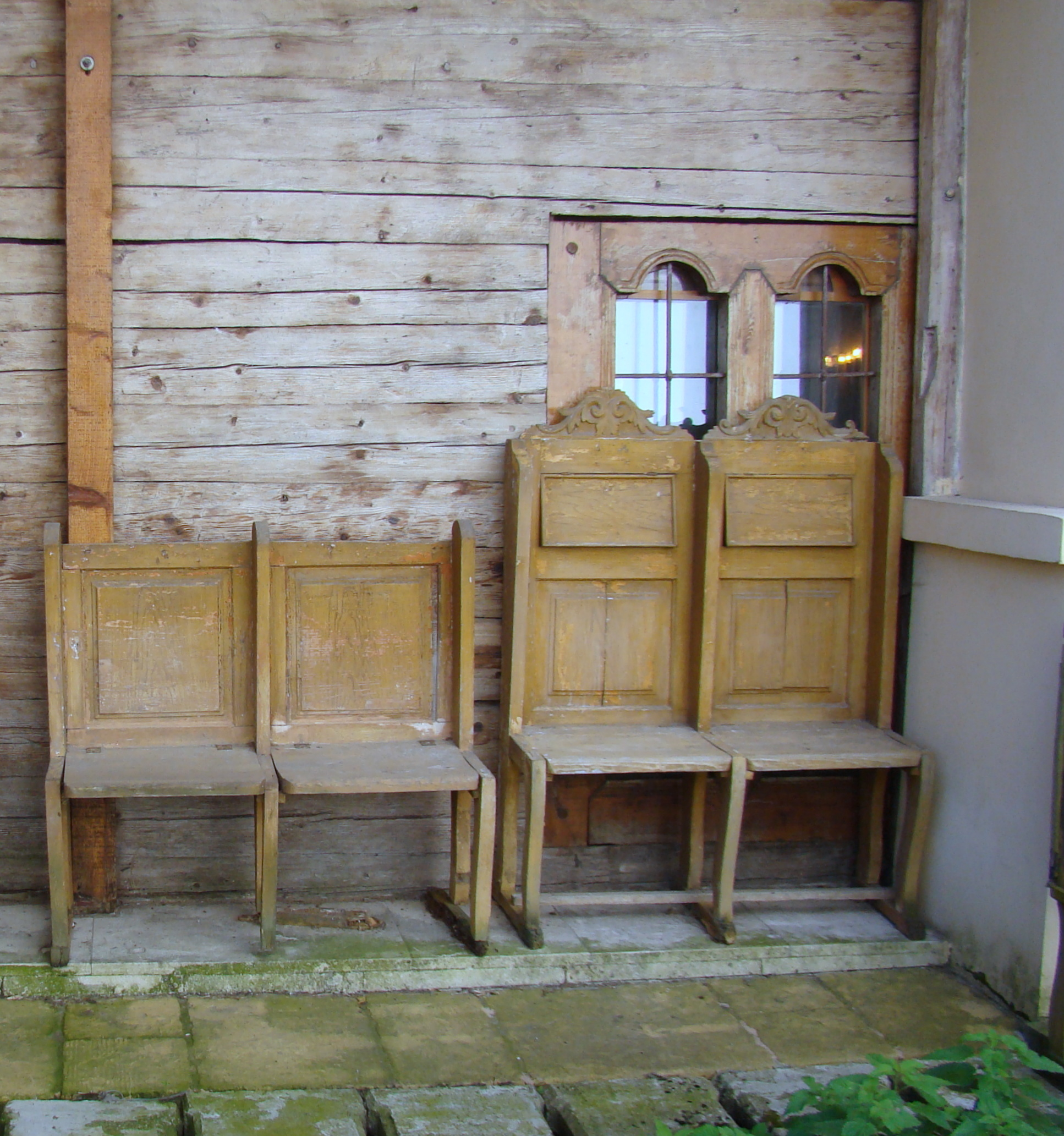
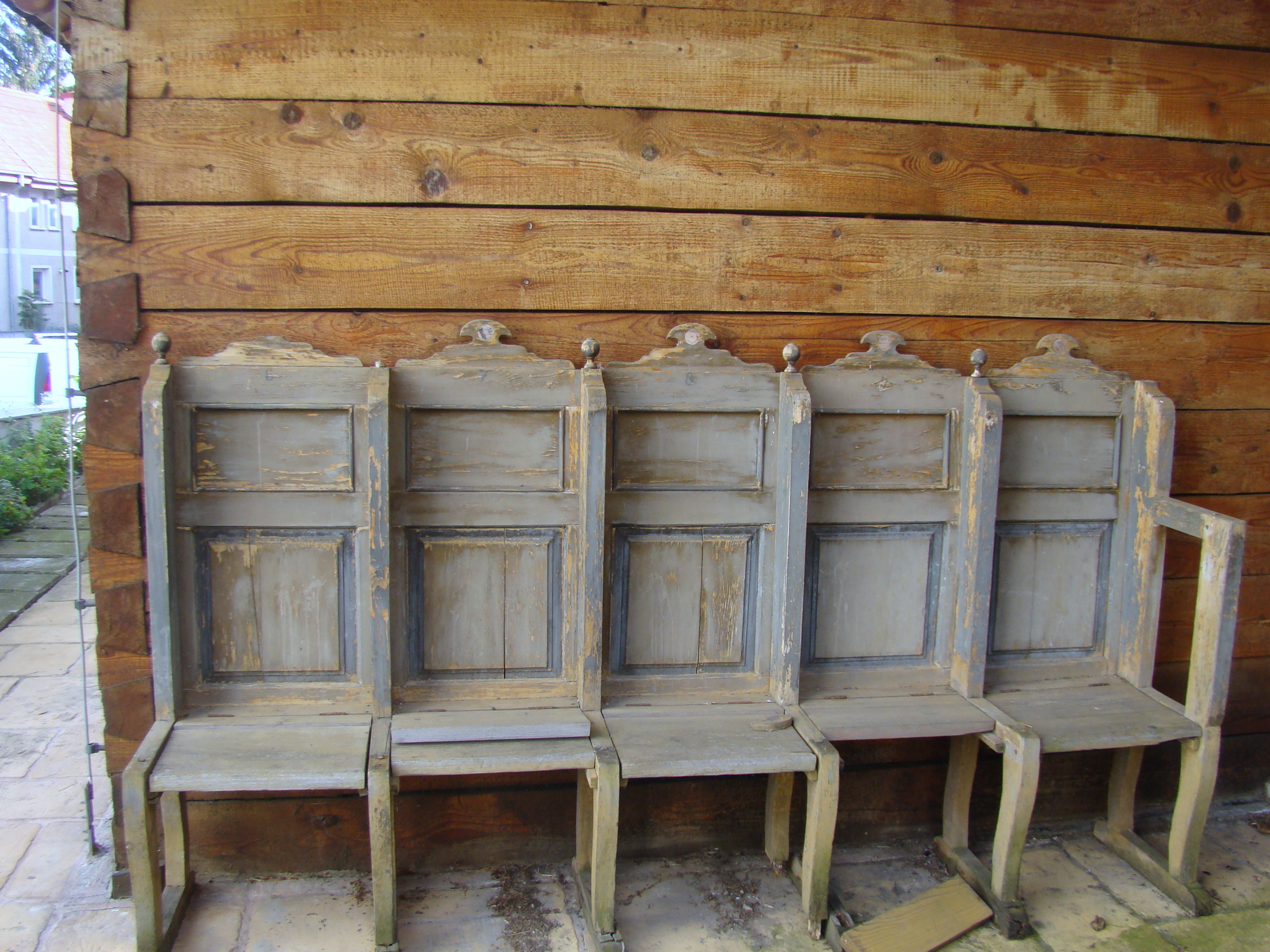
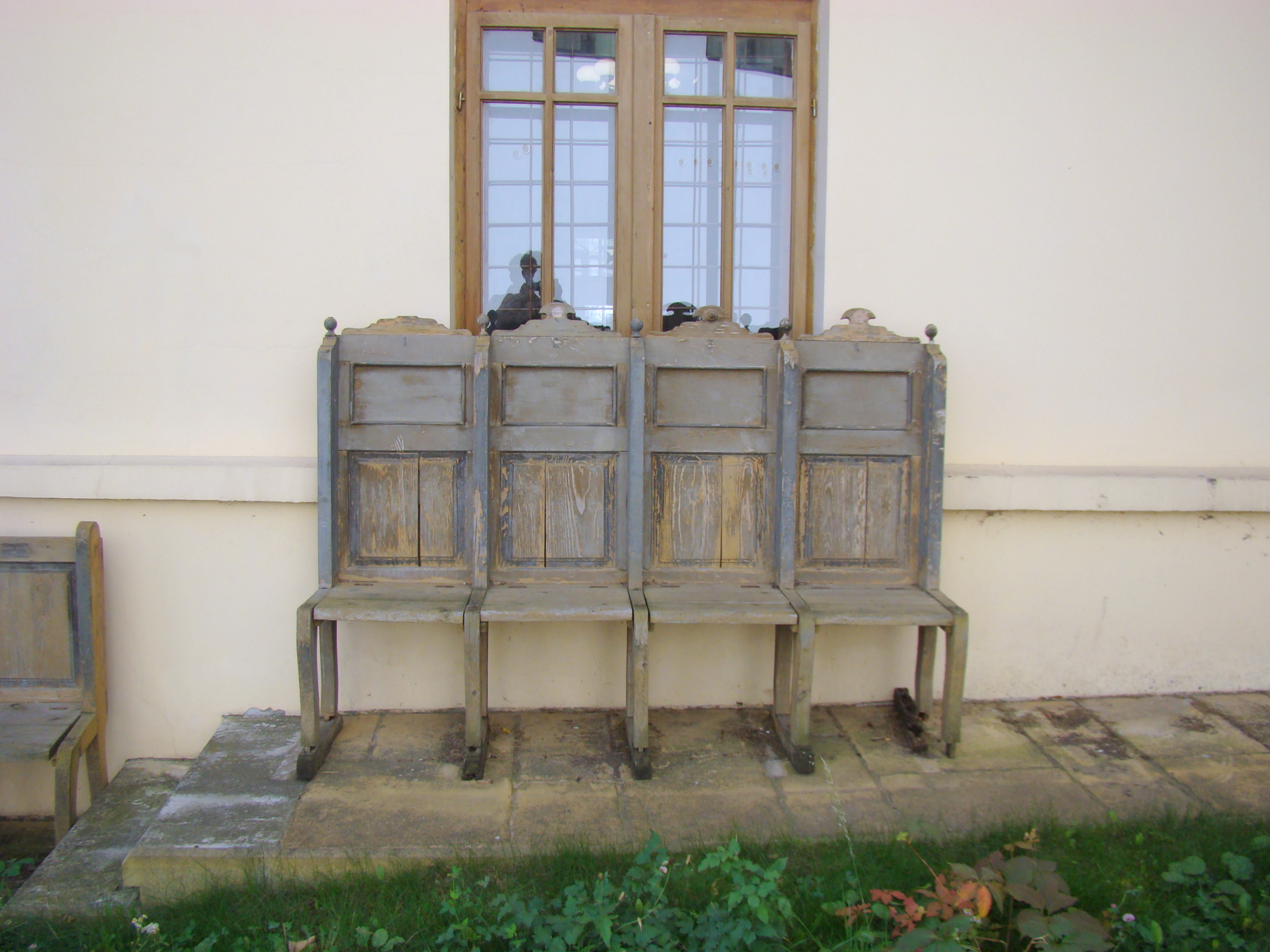
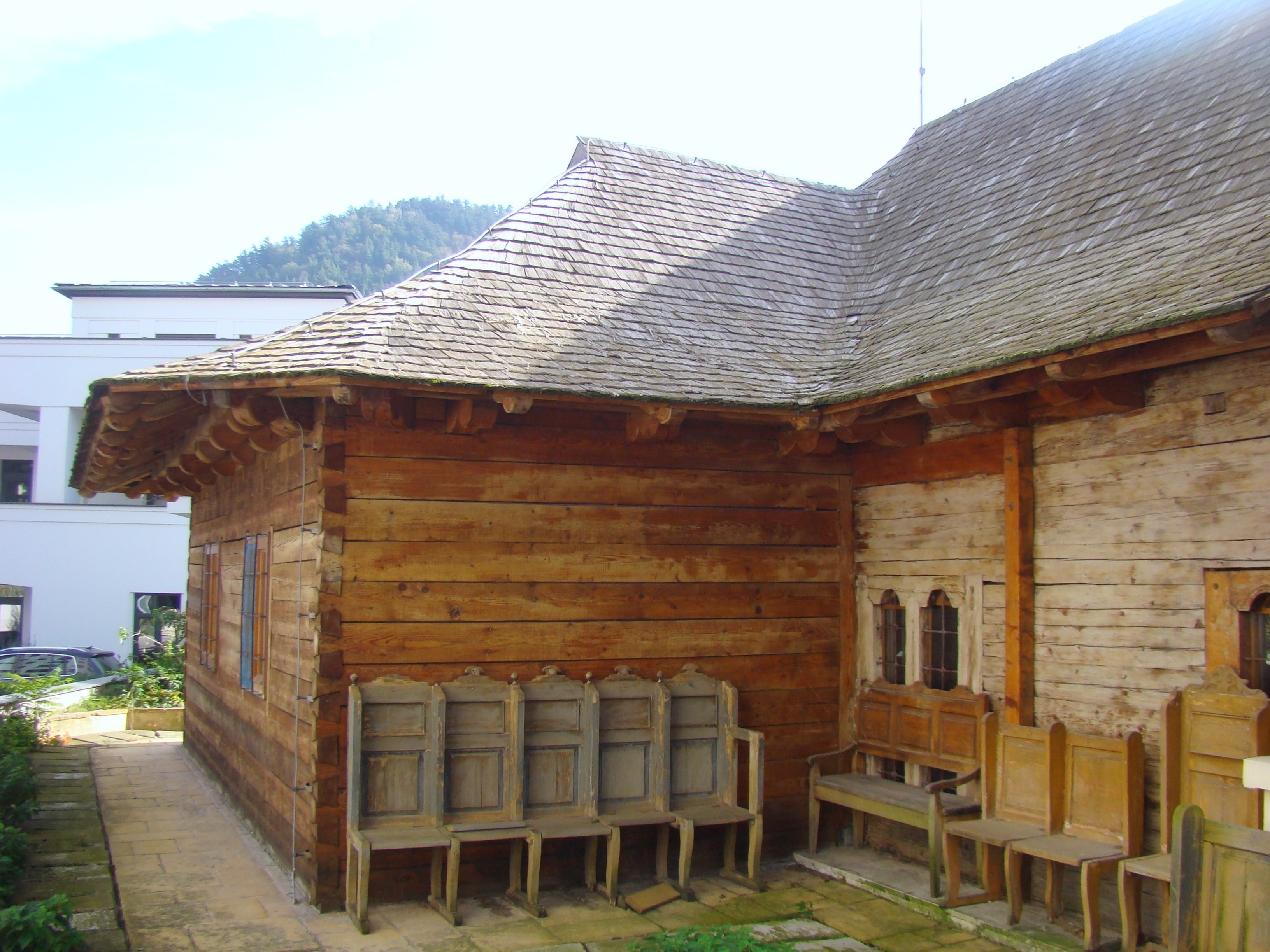
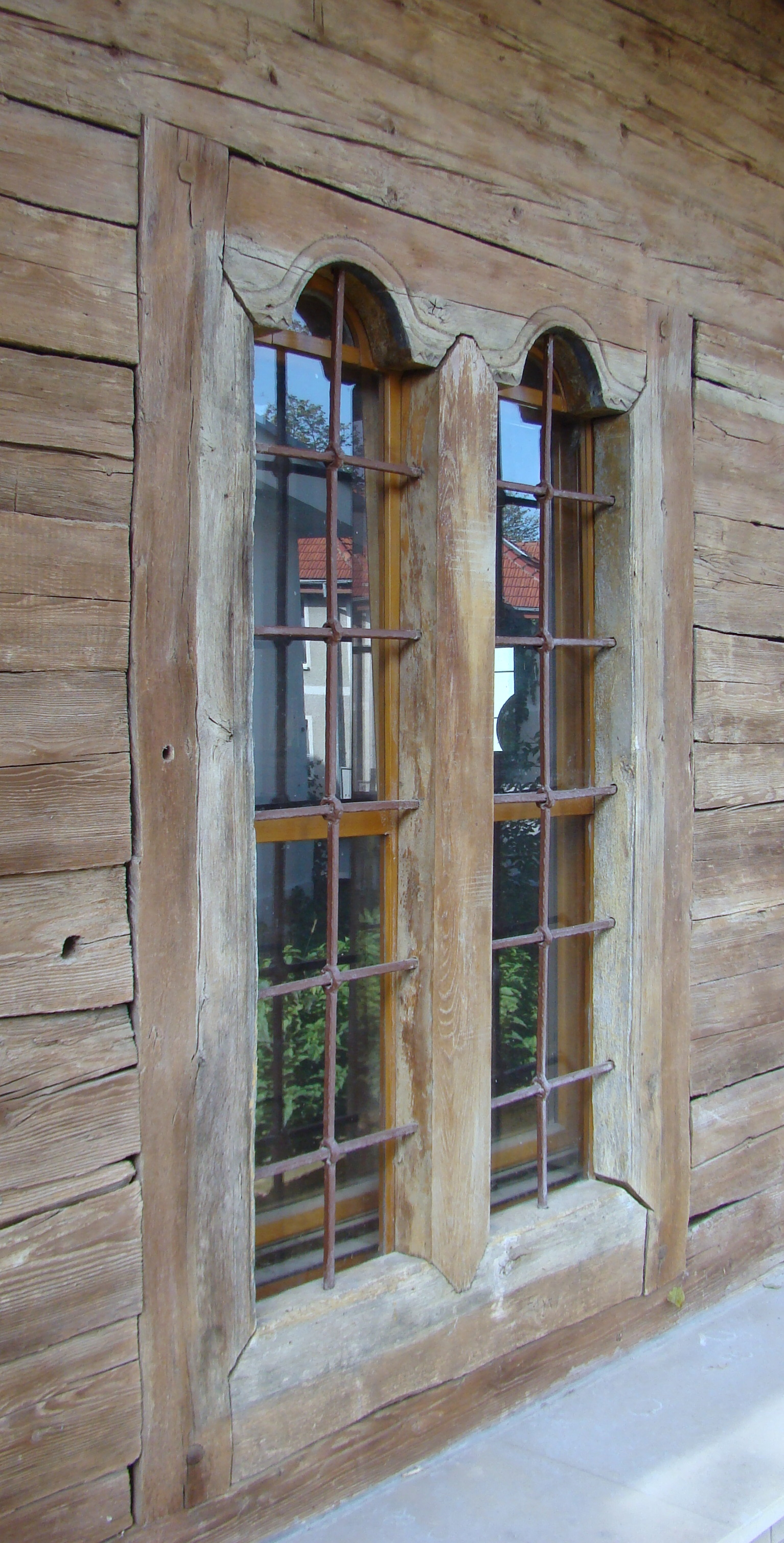
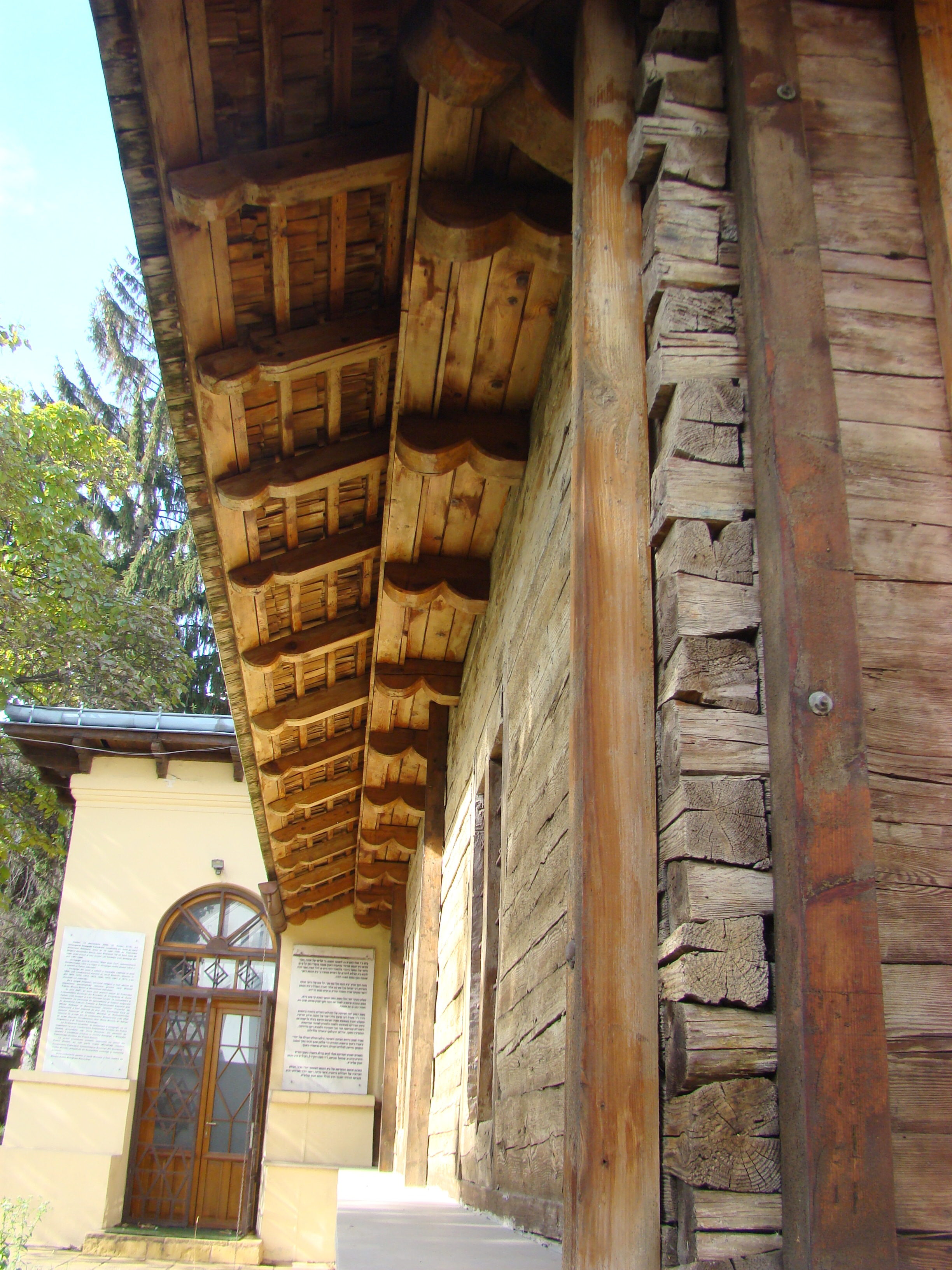
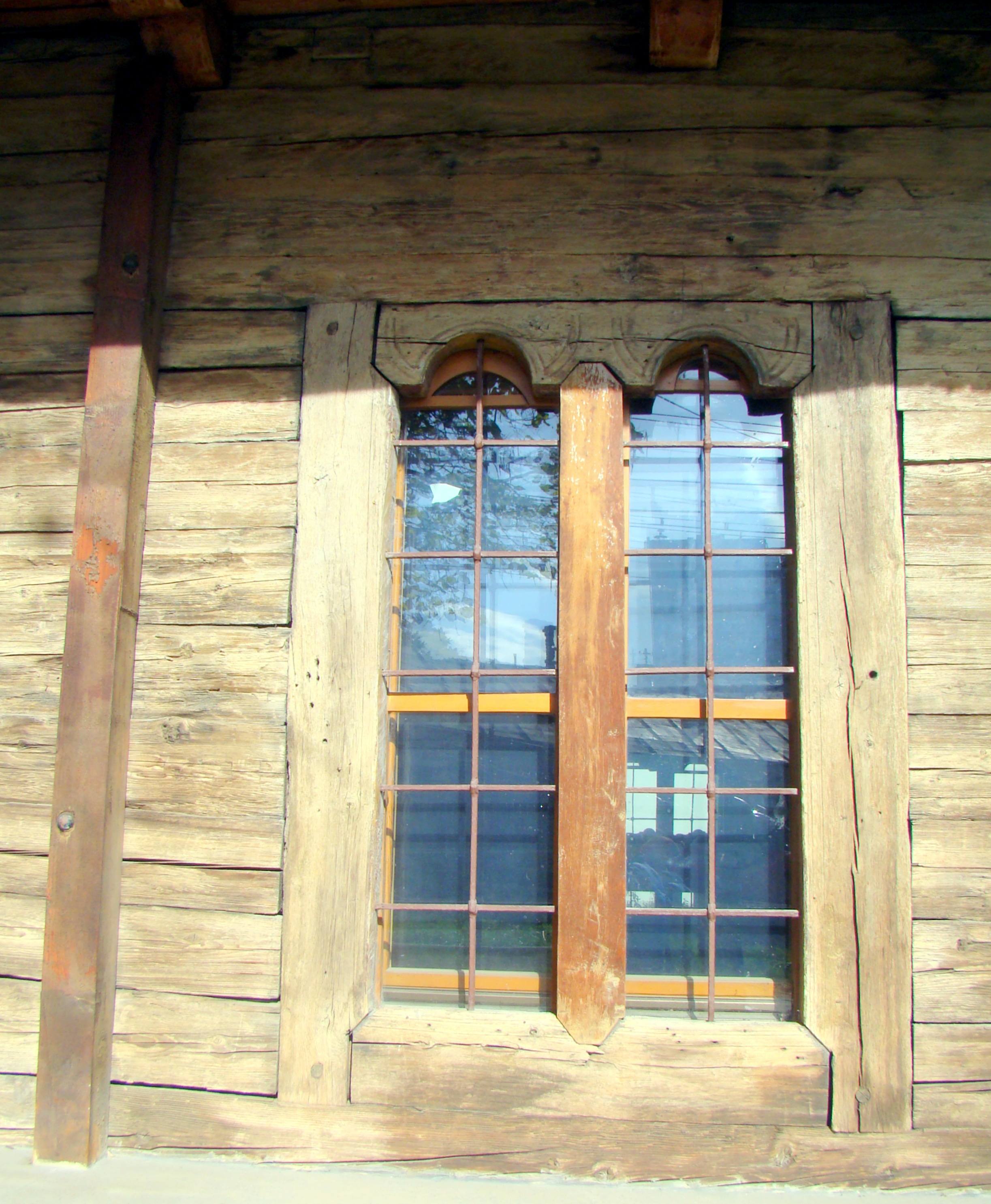
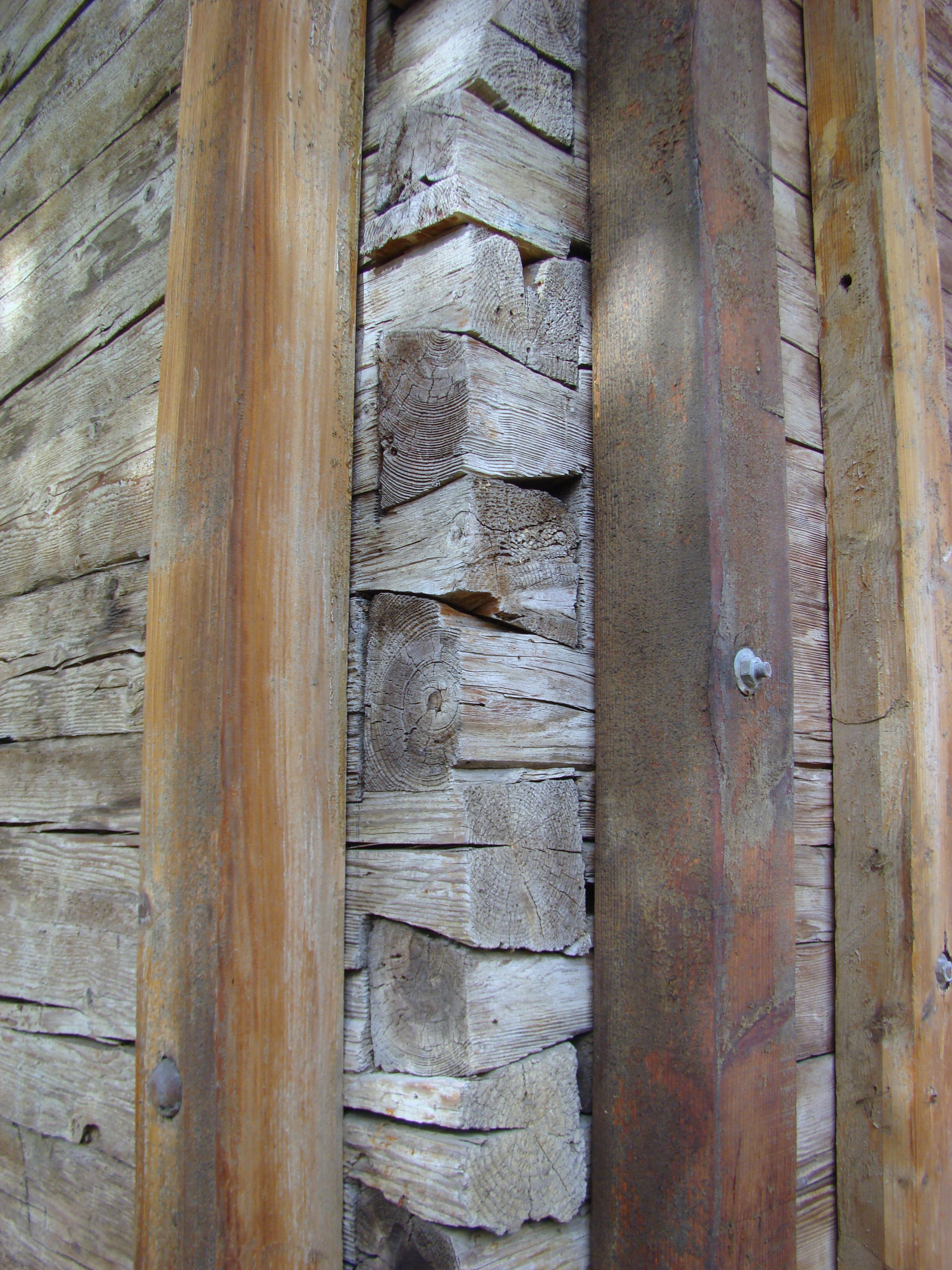
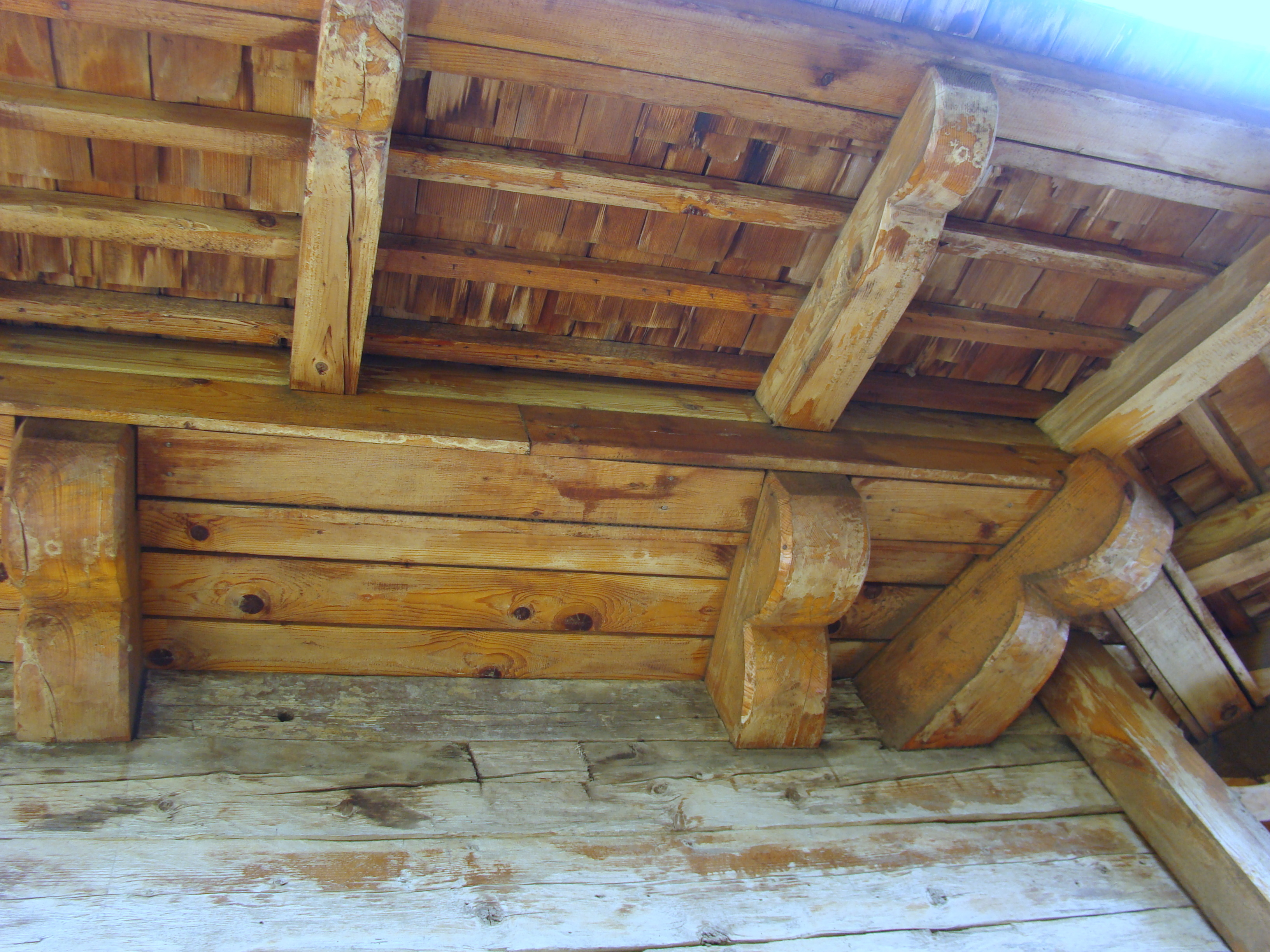
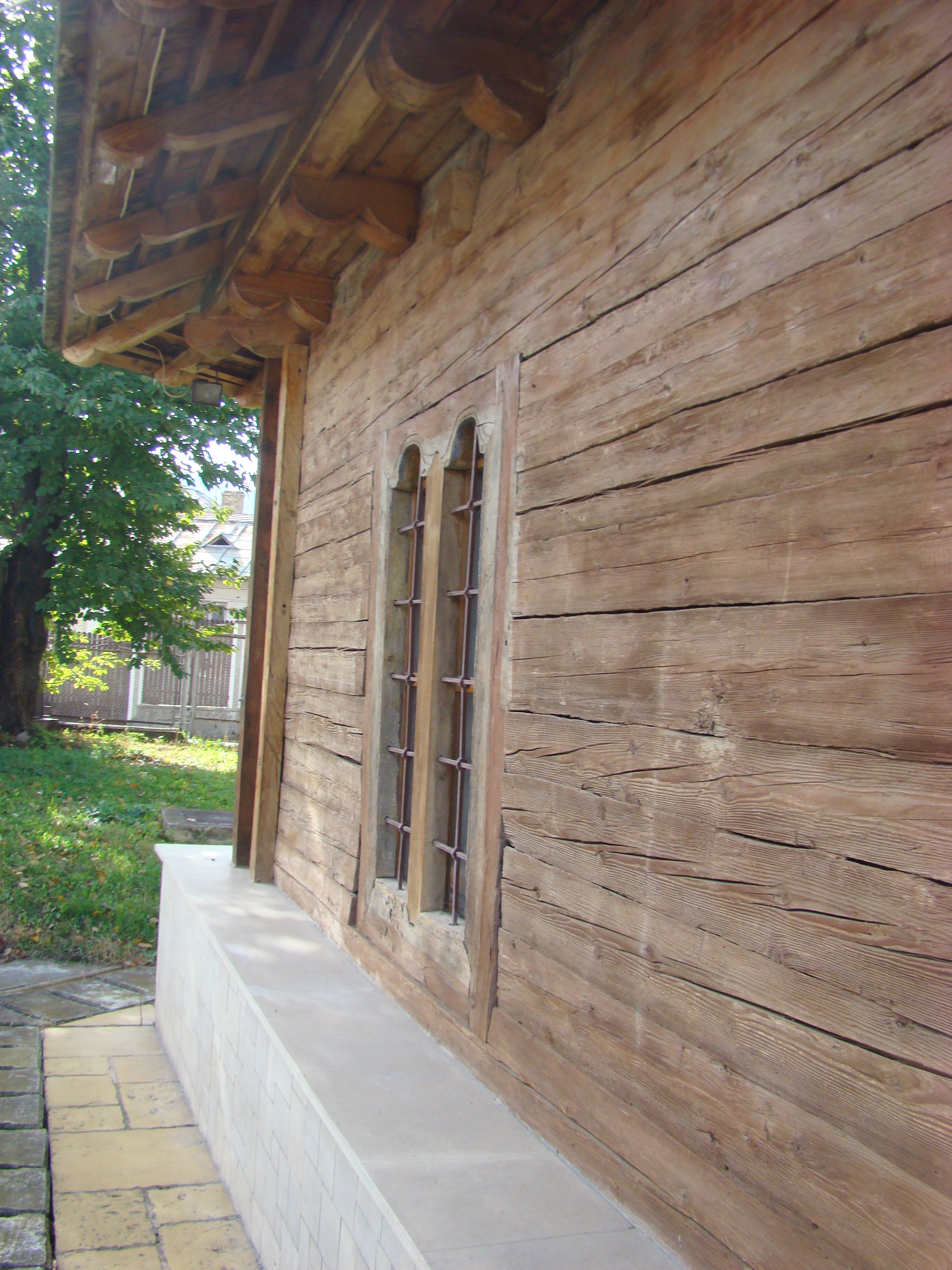
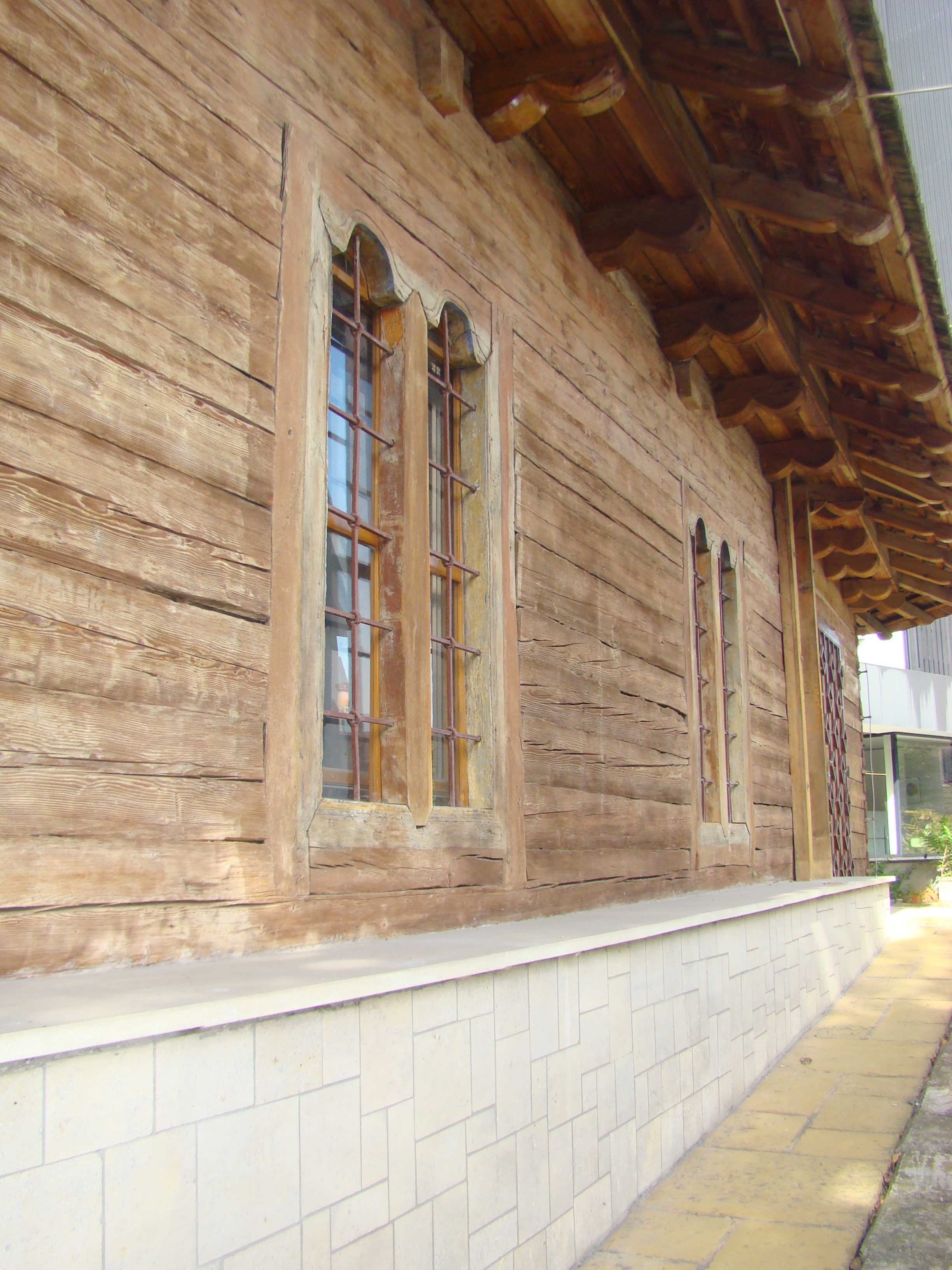
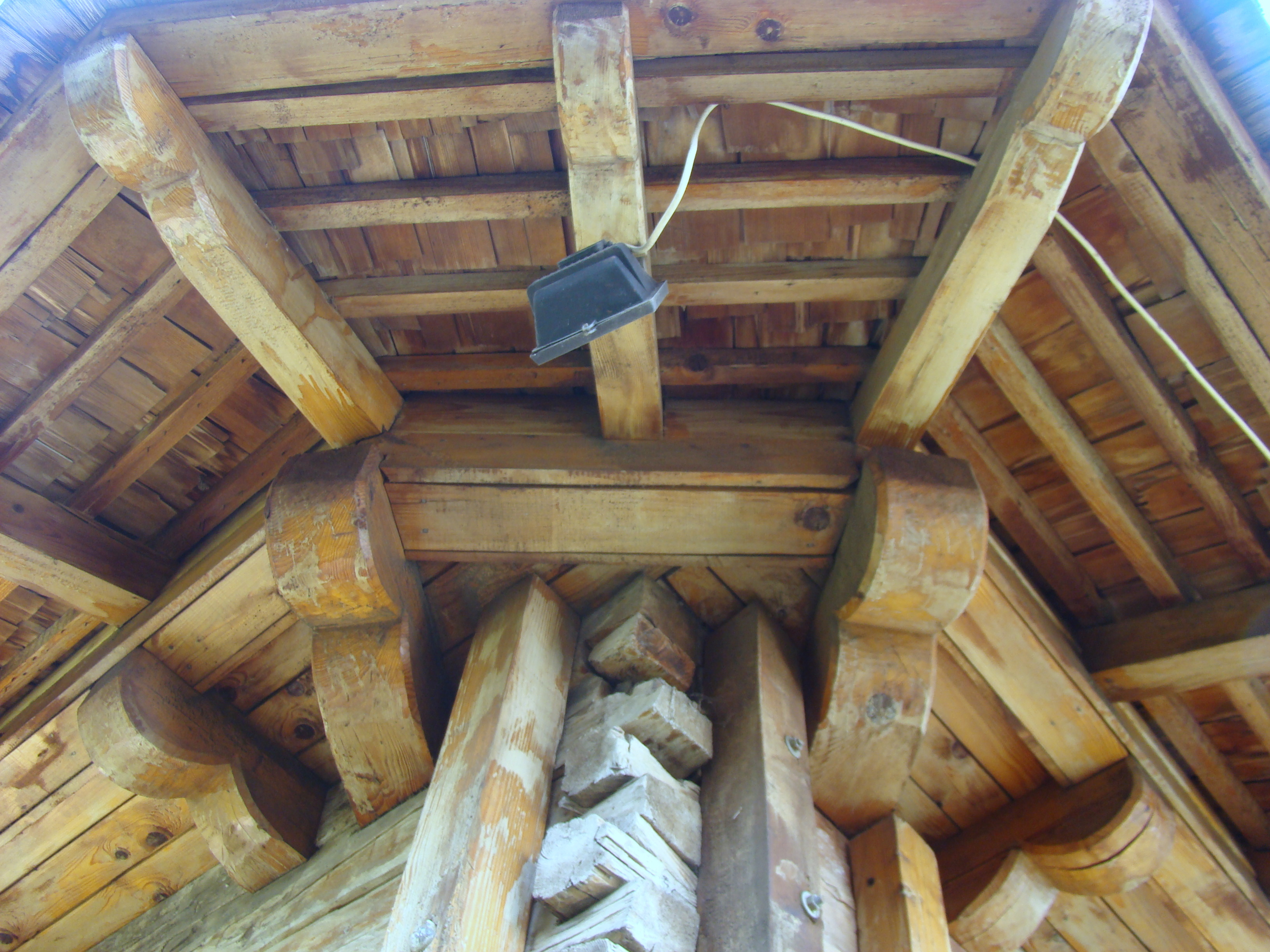
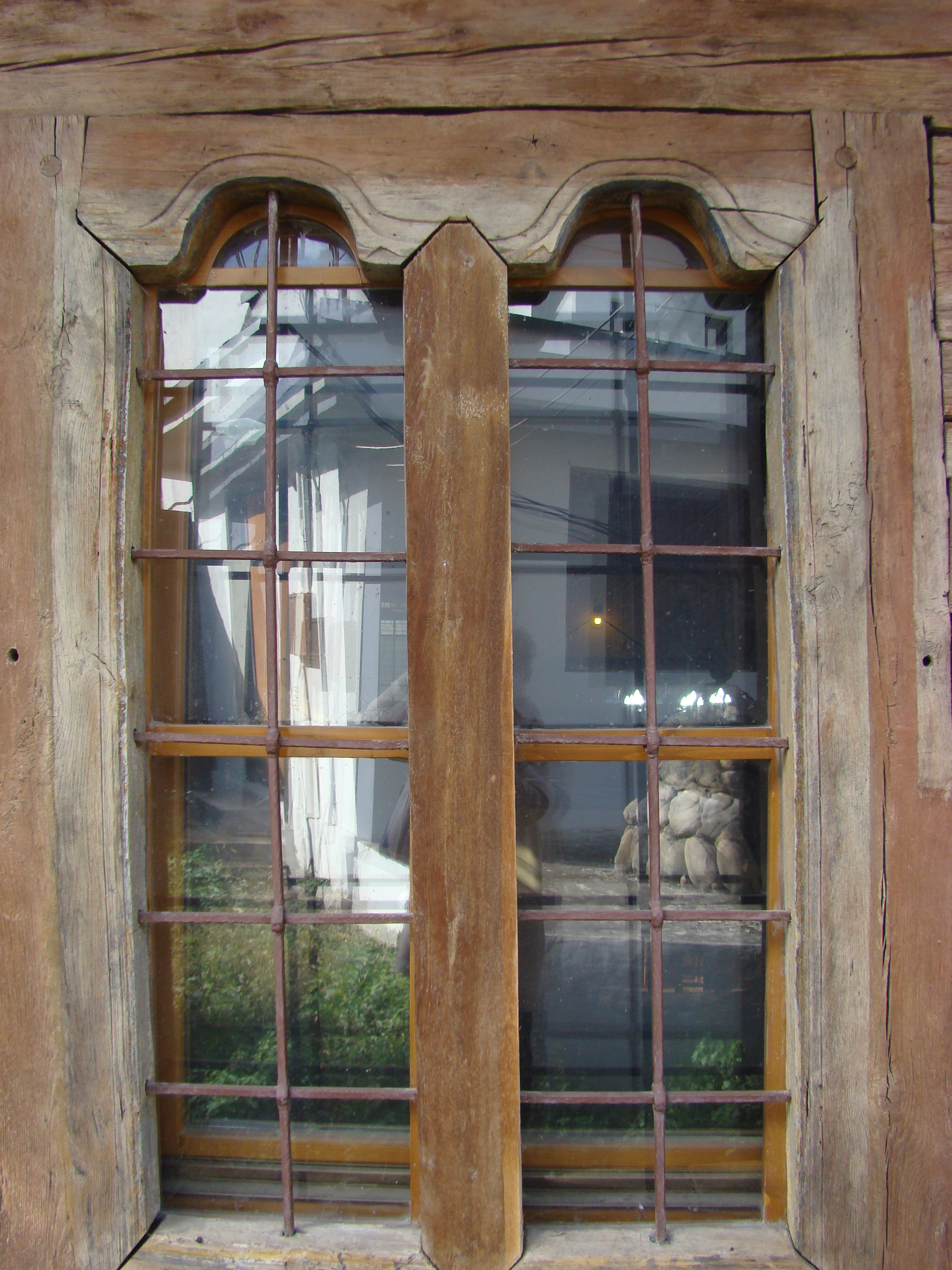
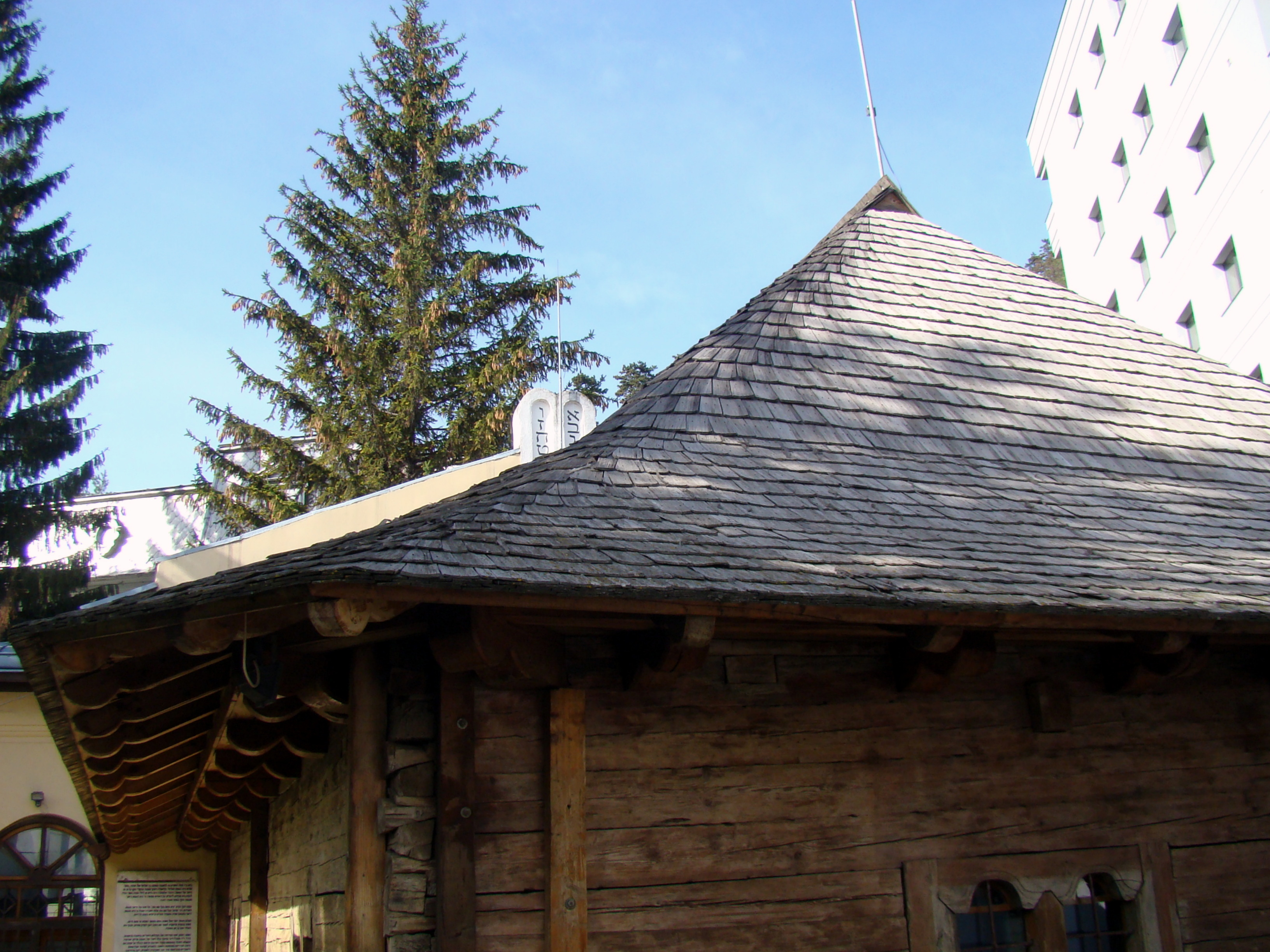
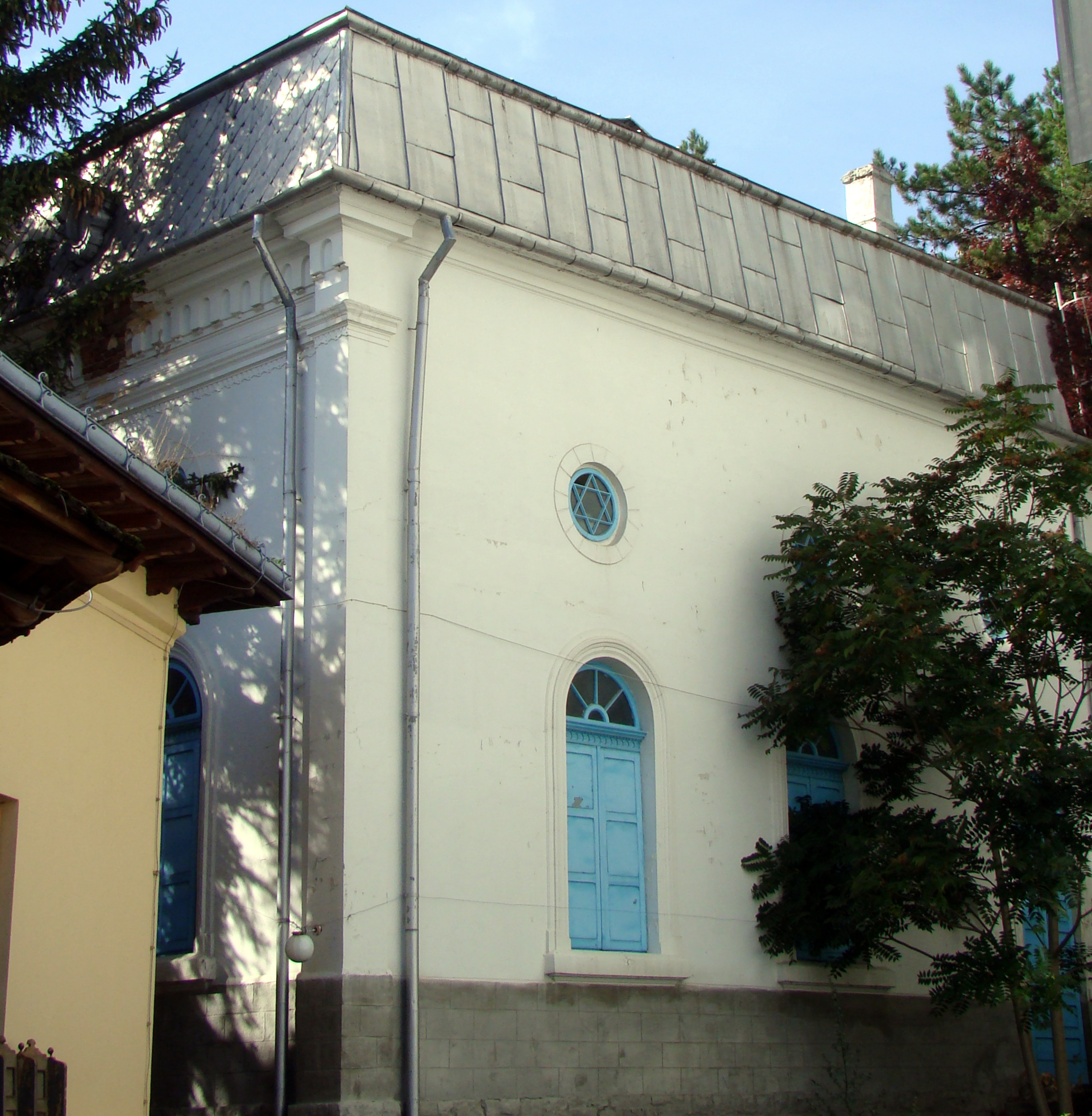
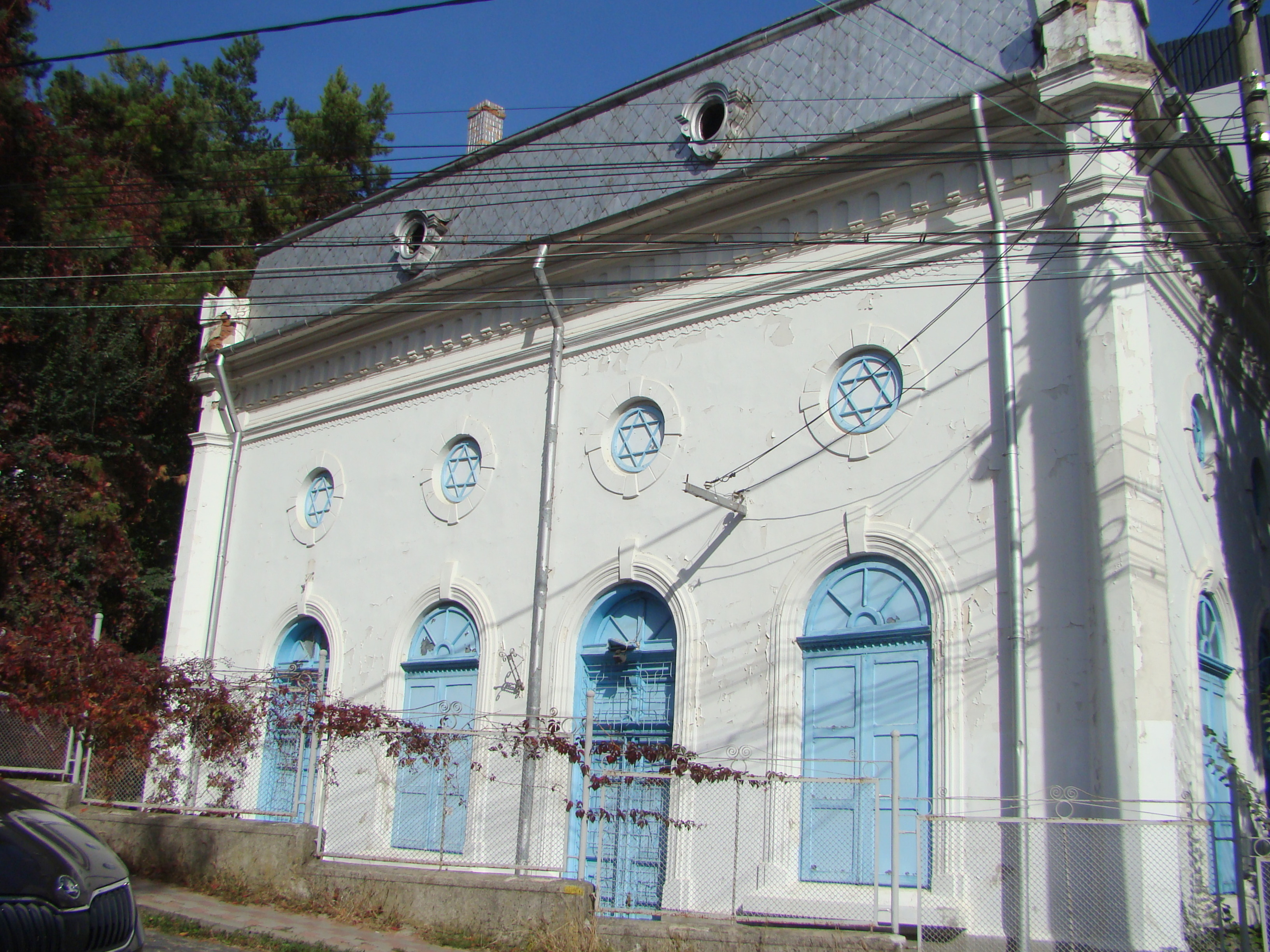

## Imagini din interior

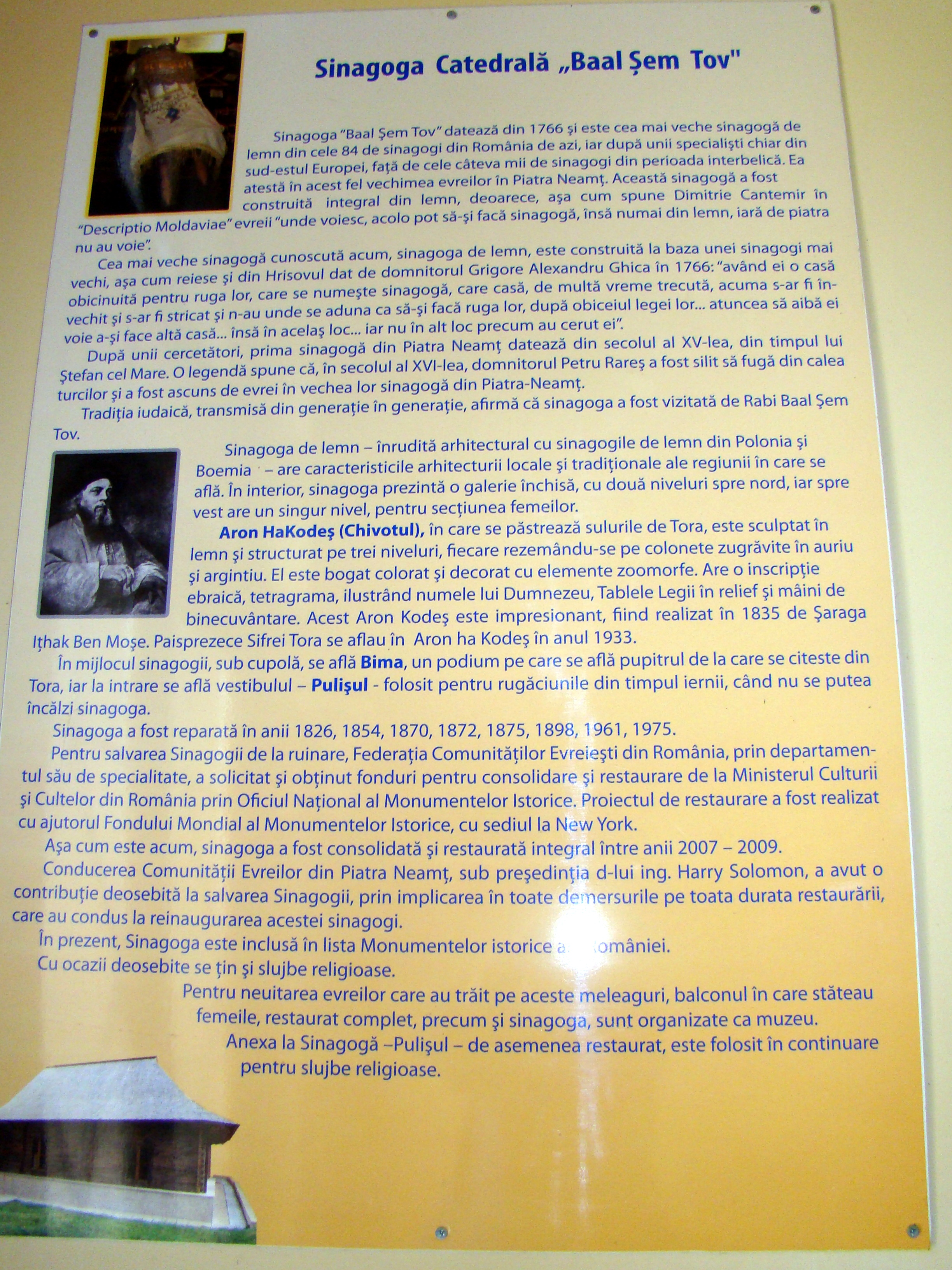
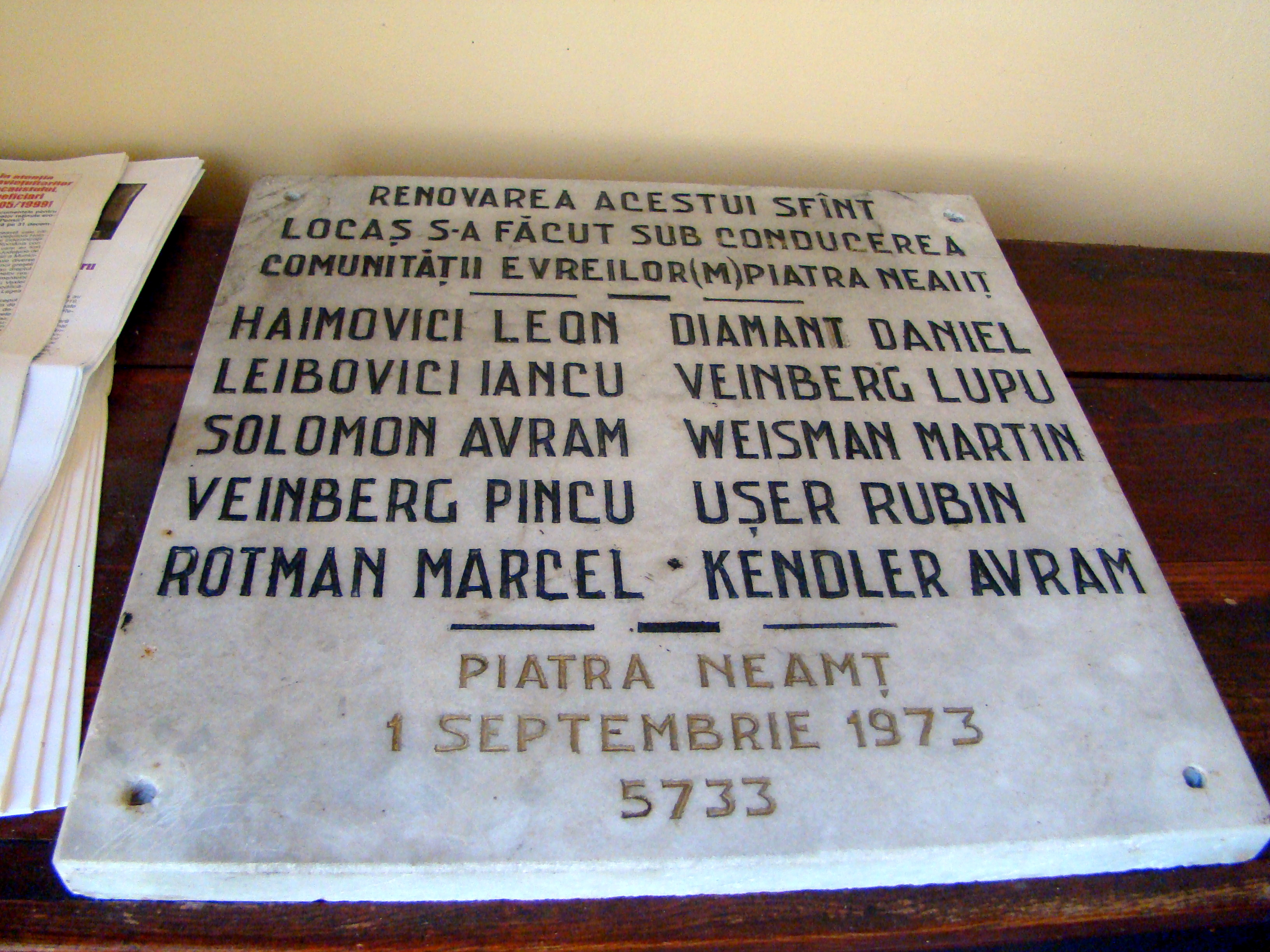
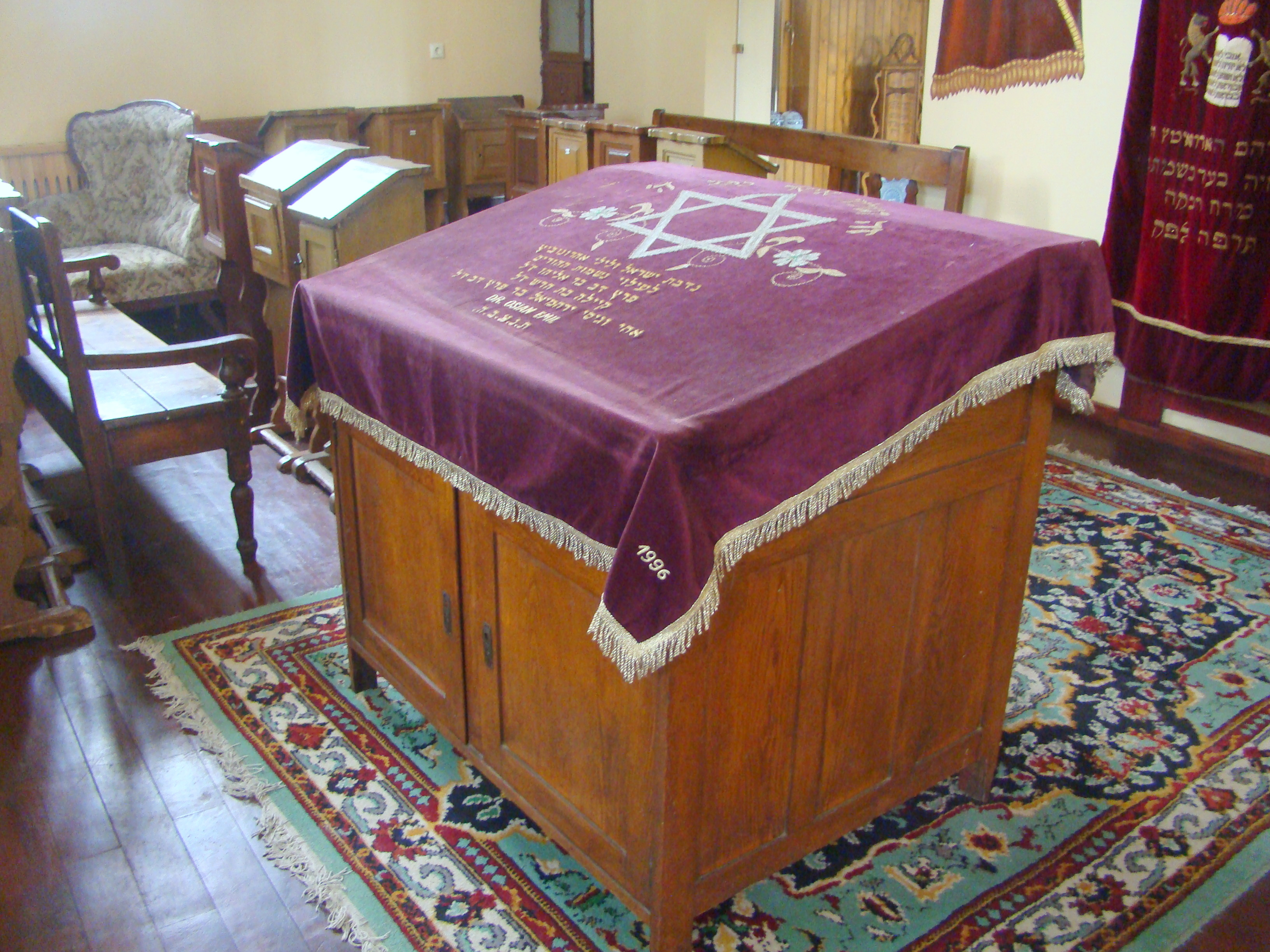
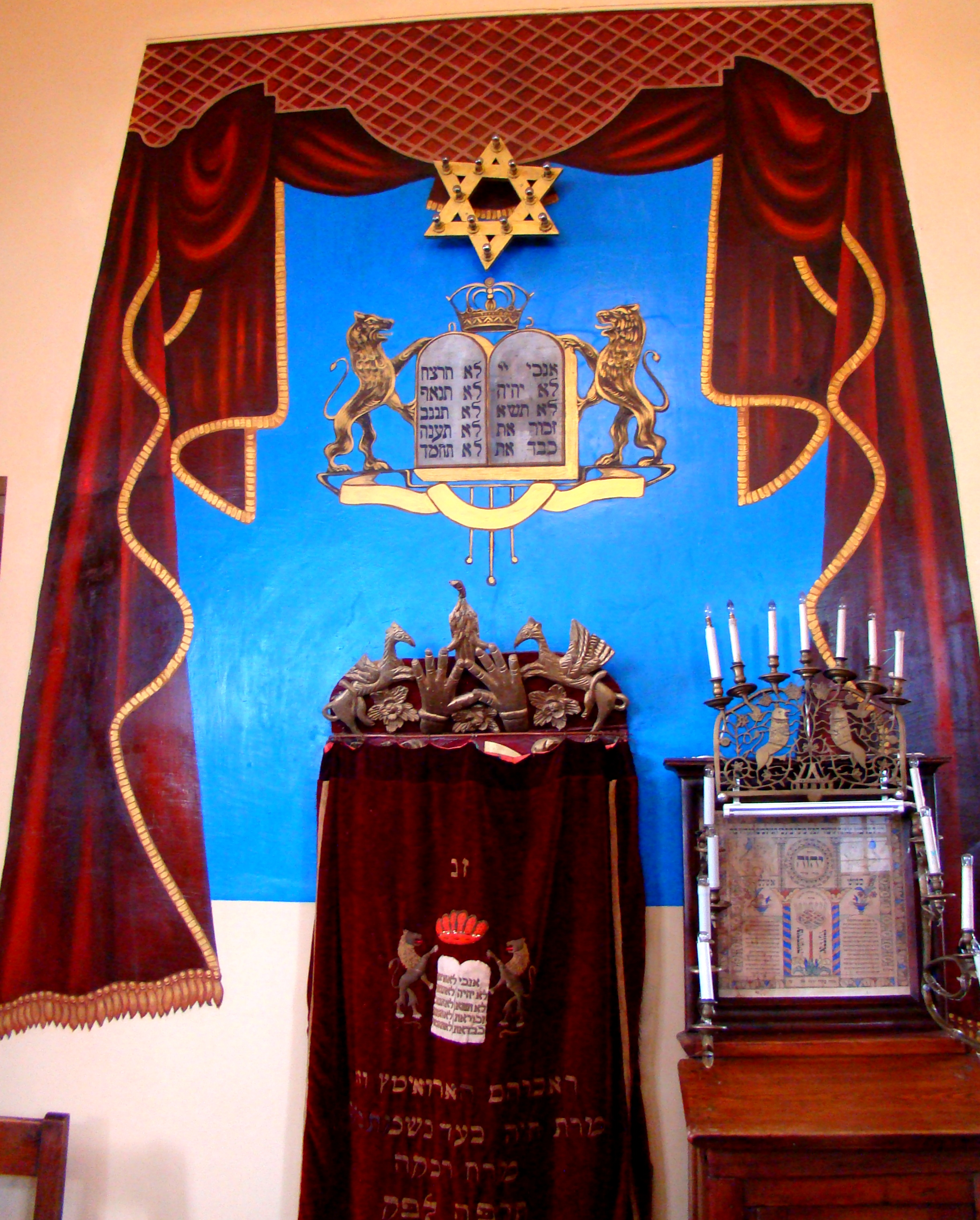
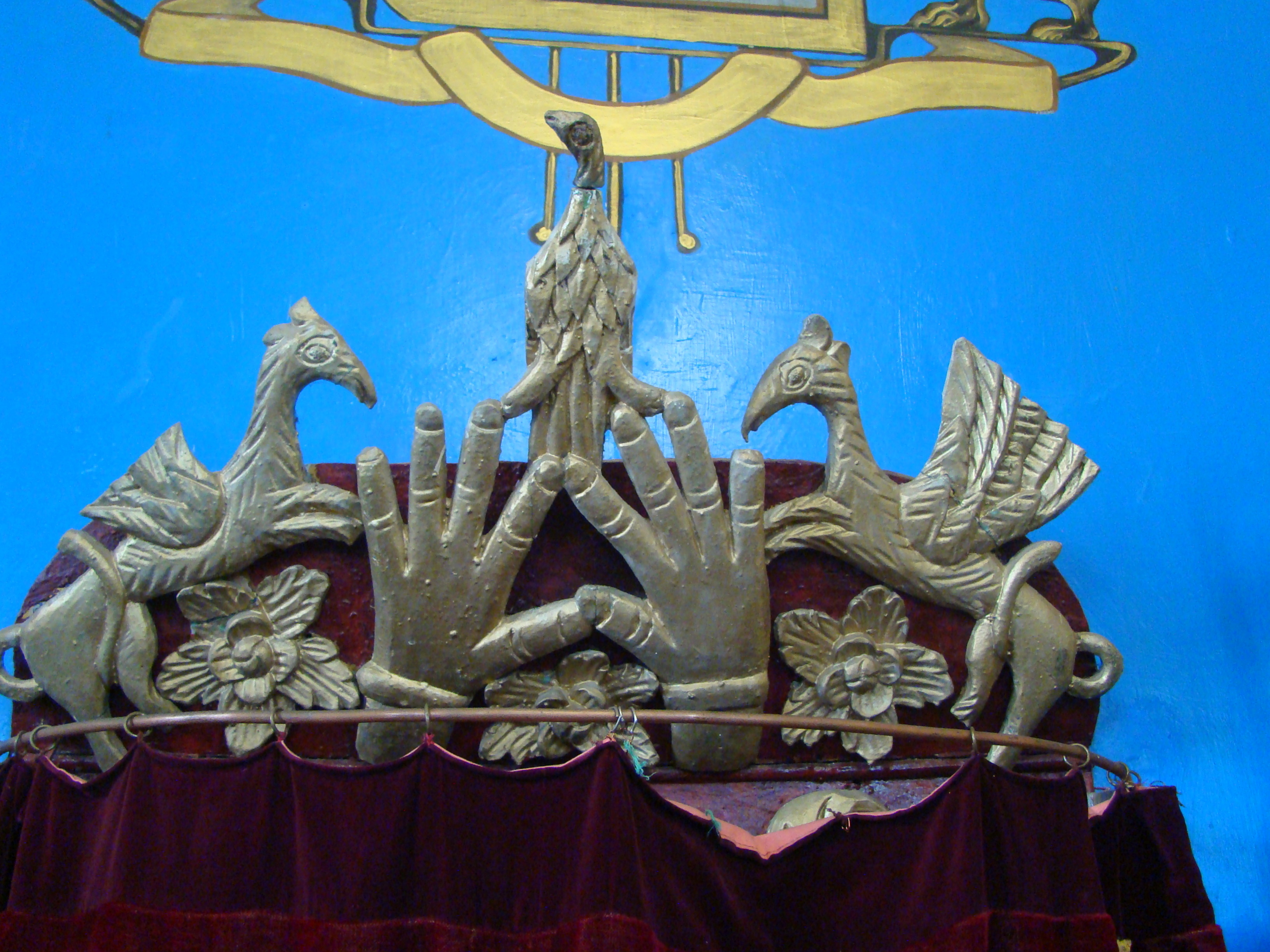
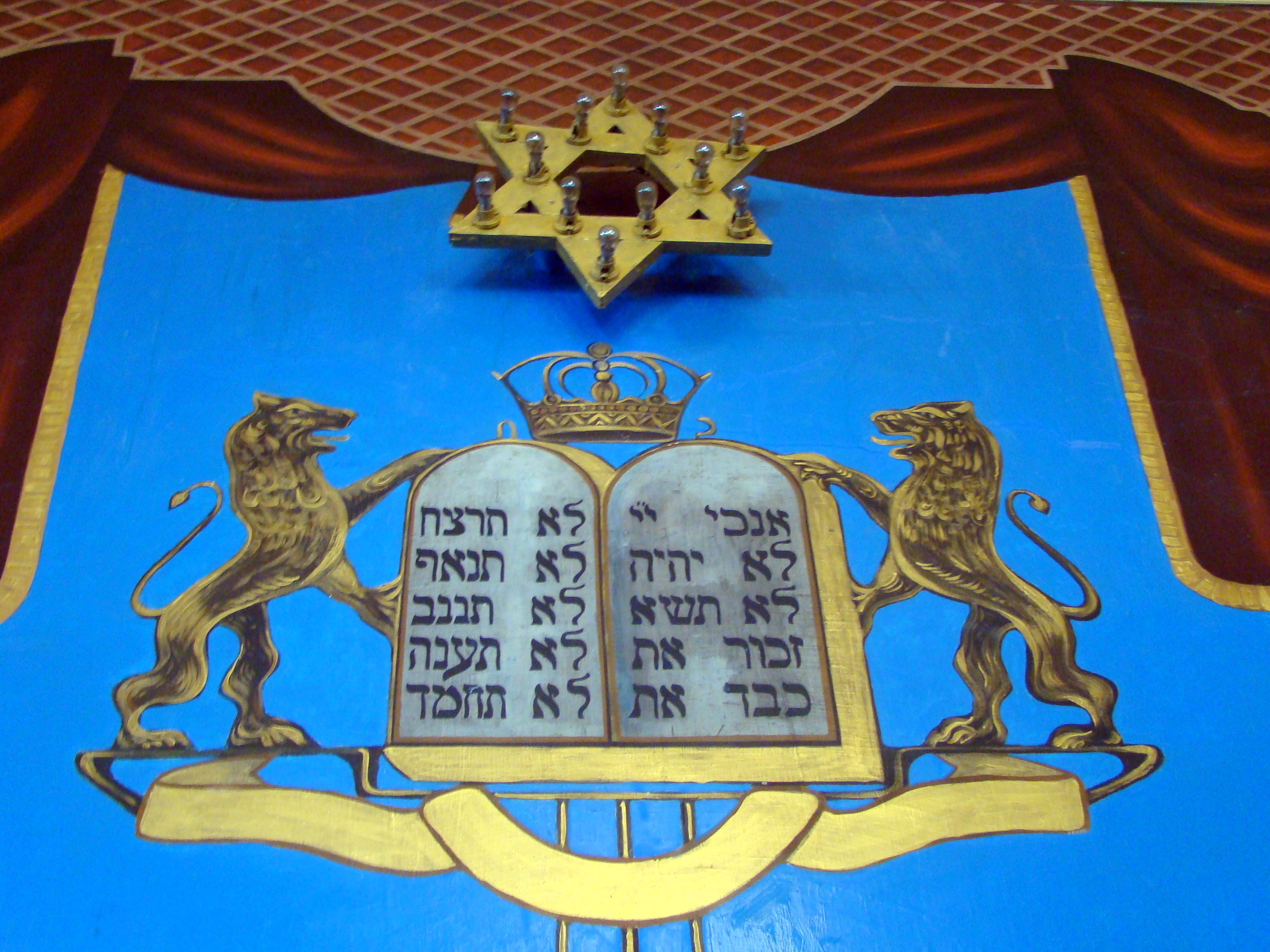
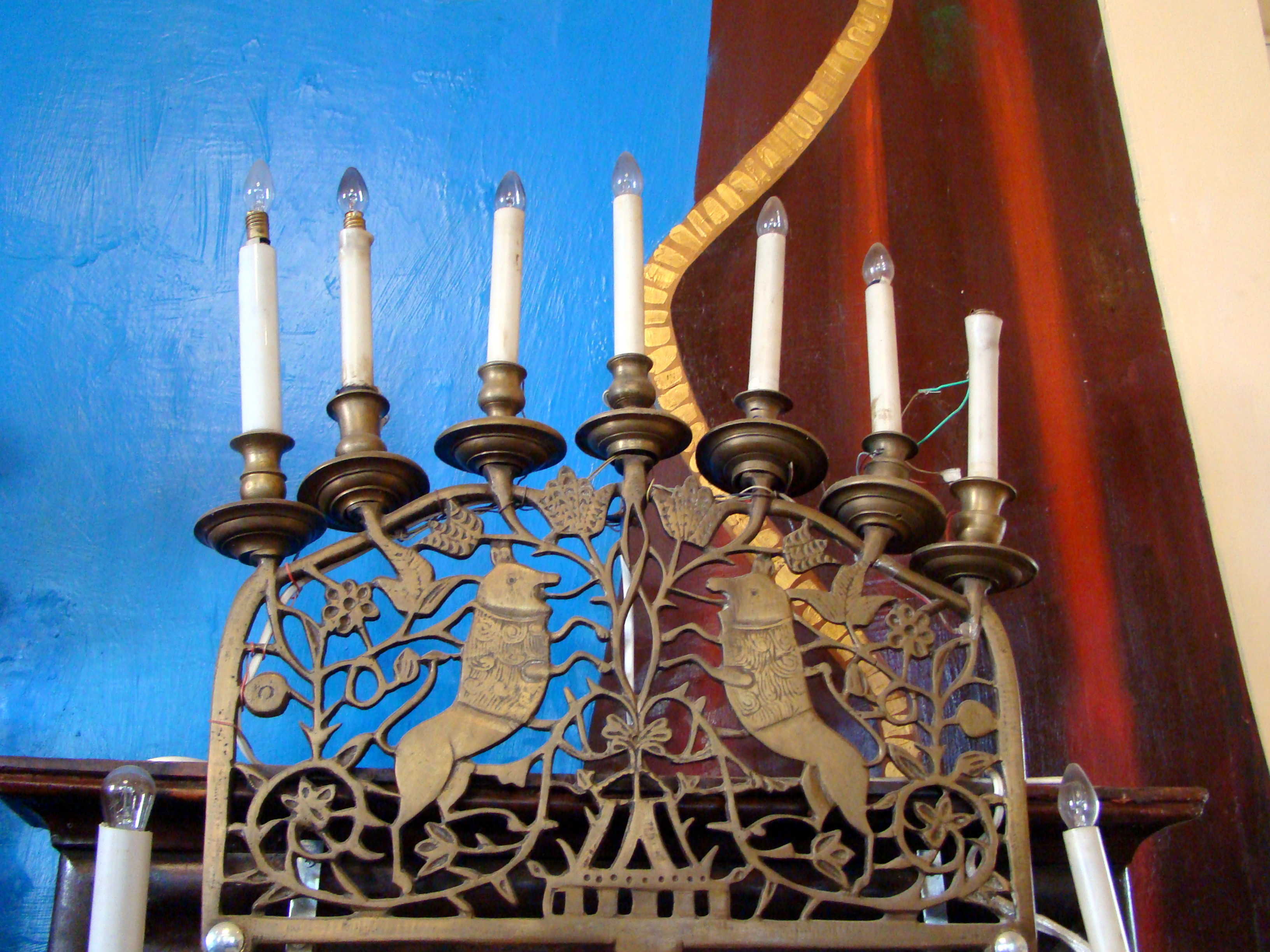
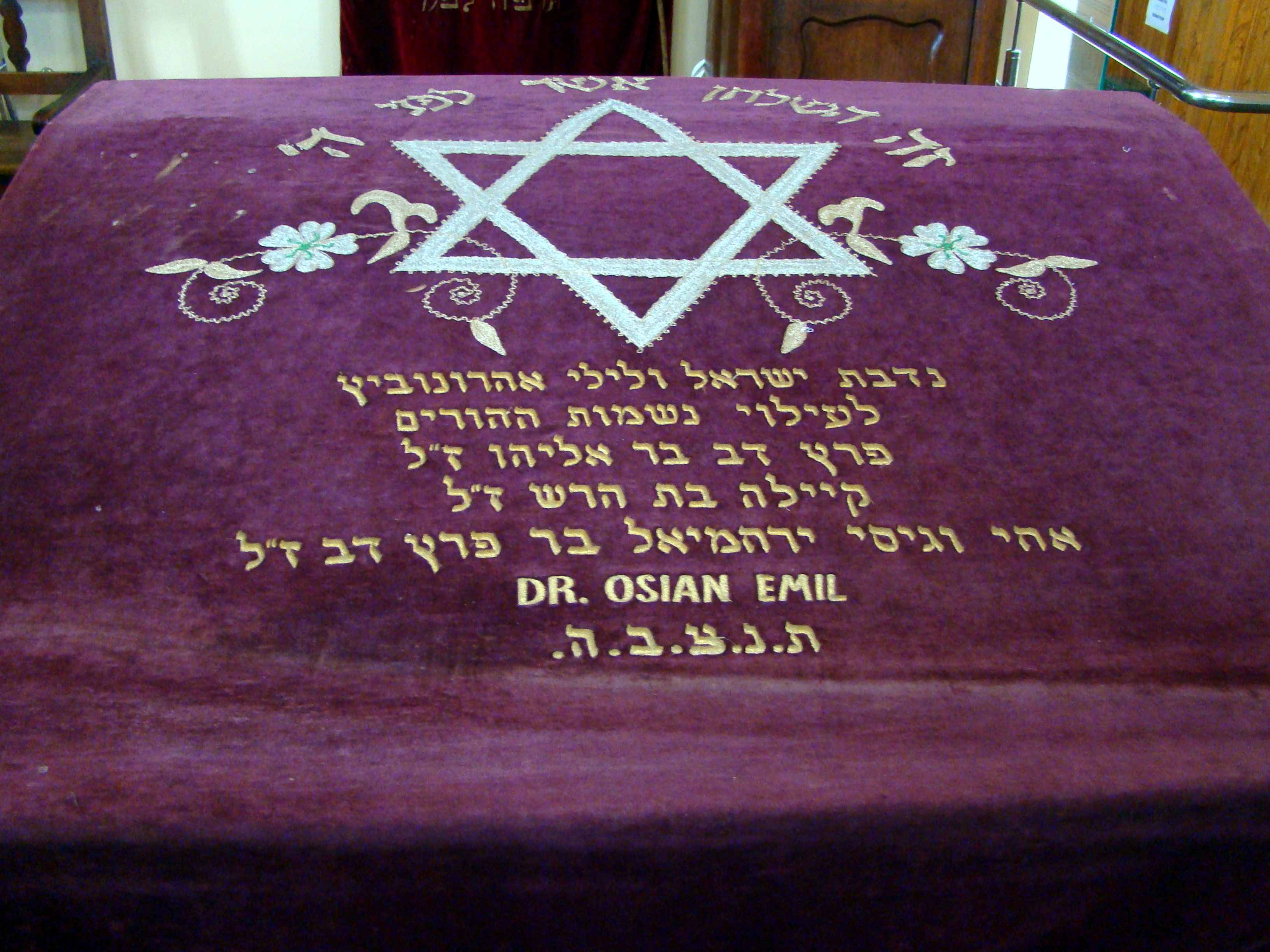
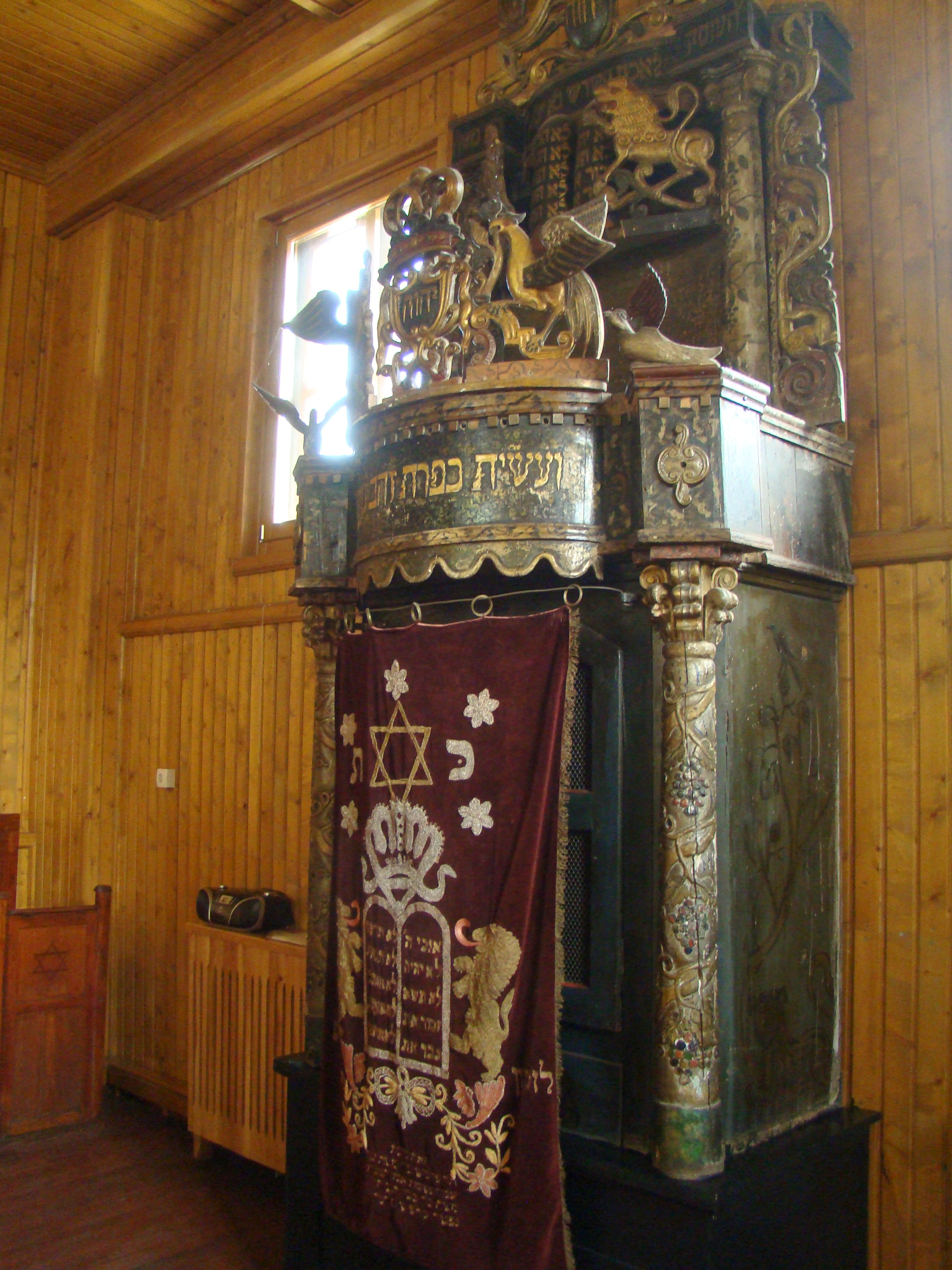
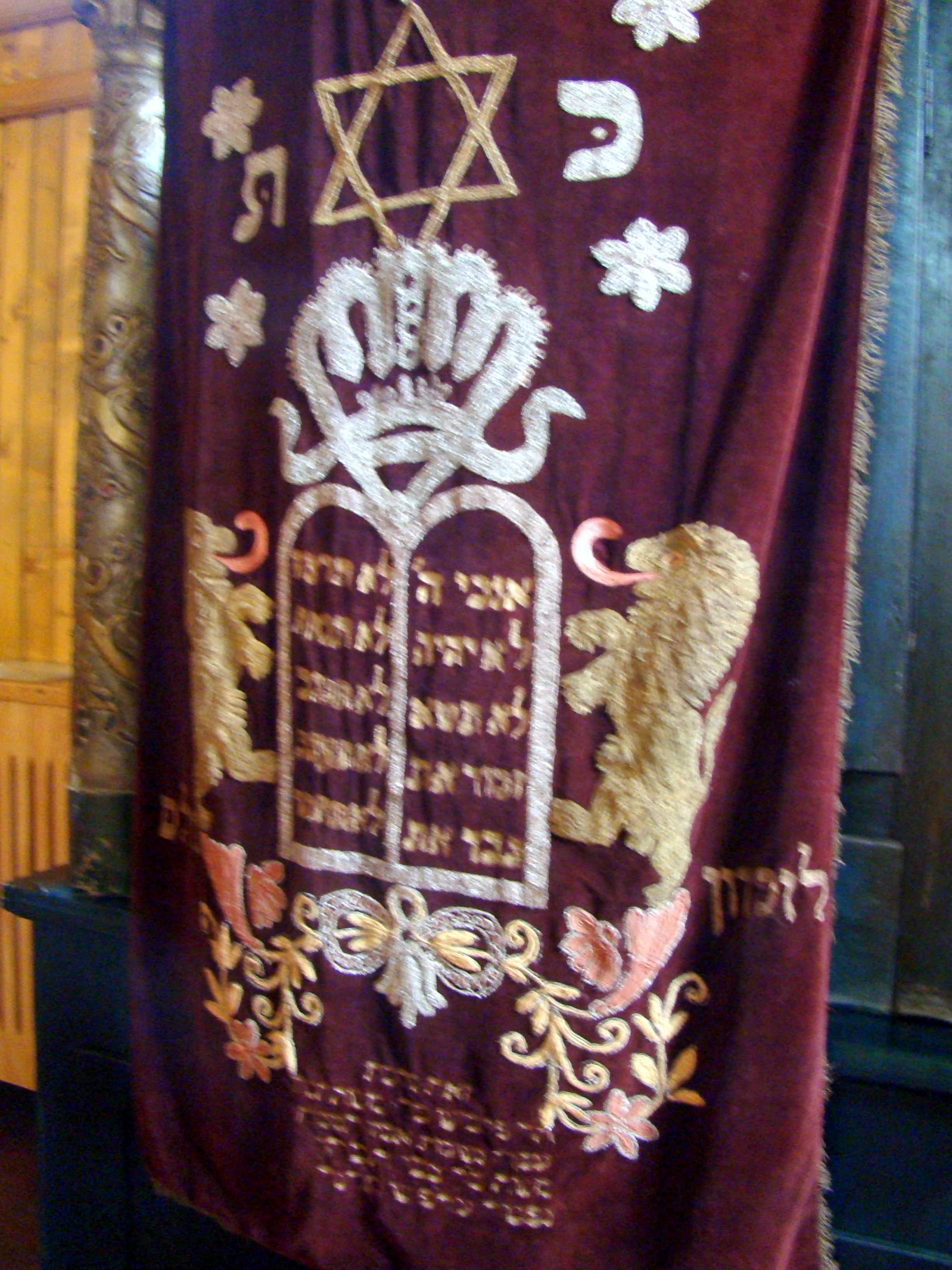
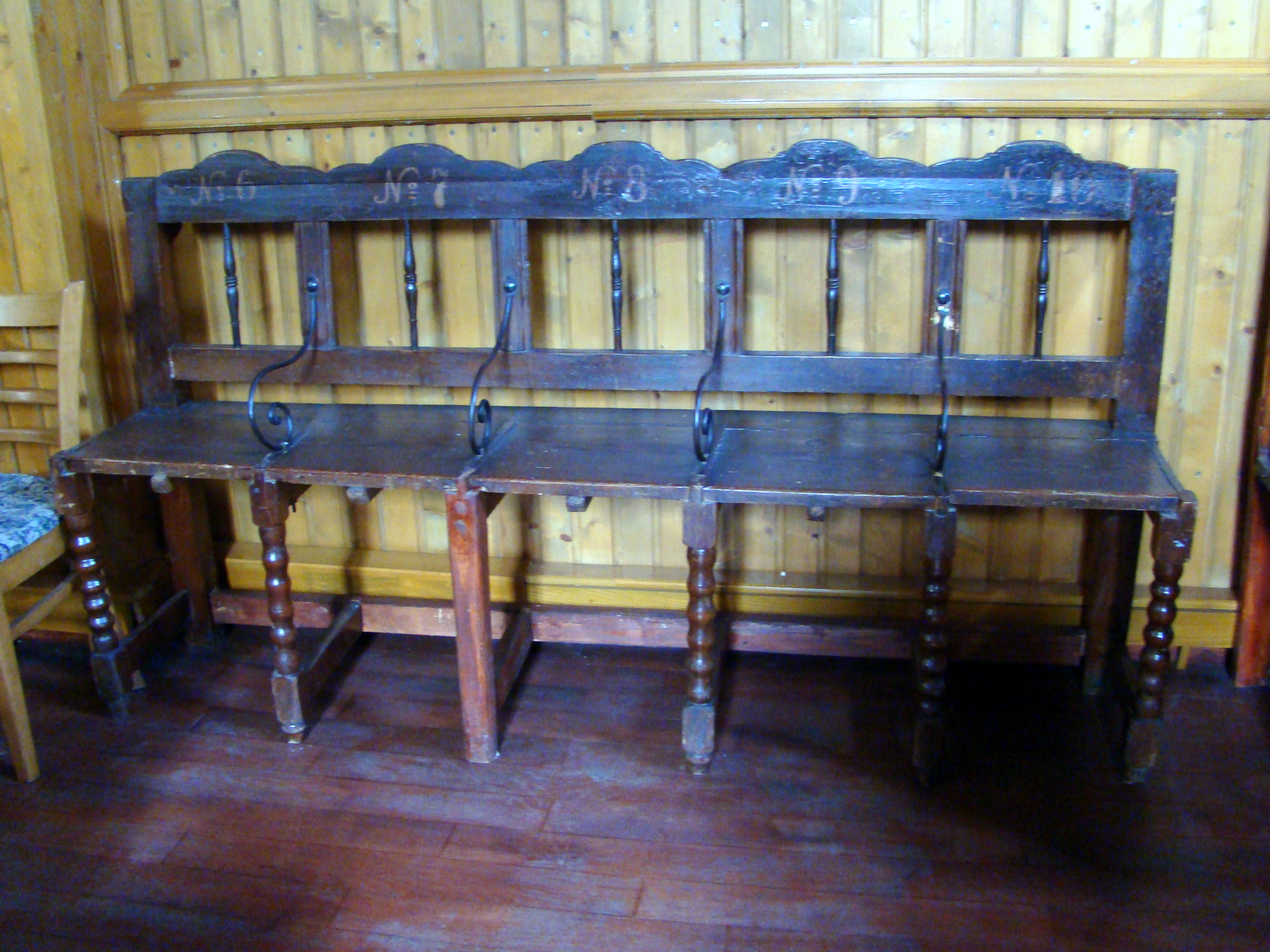
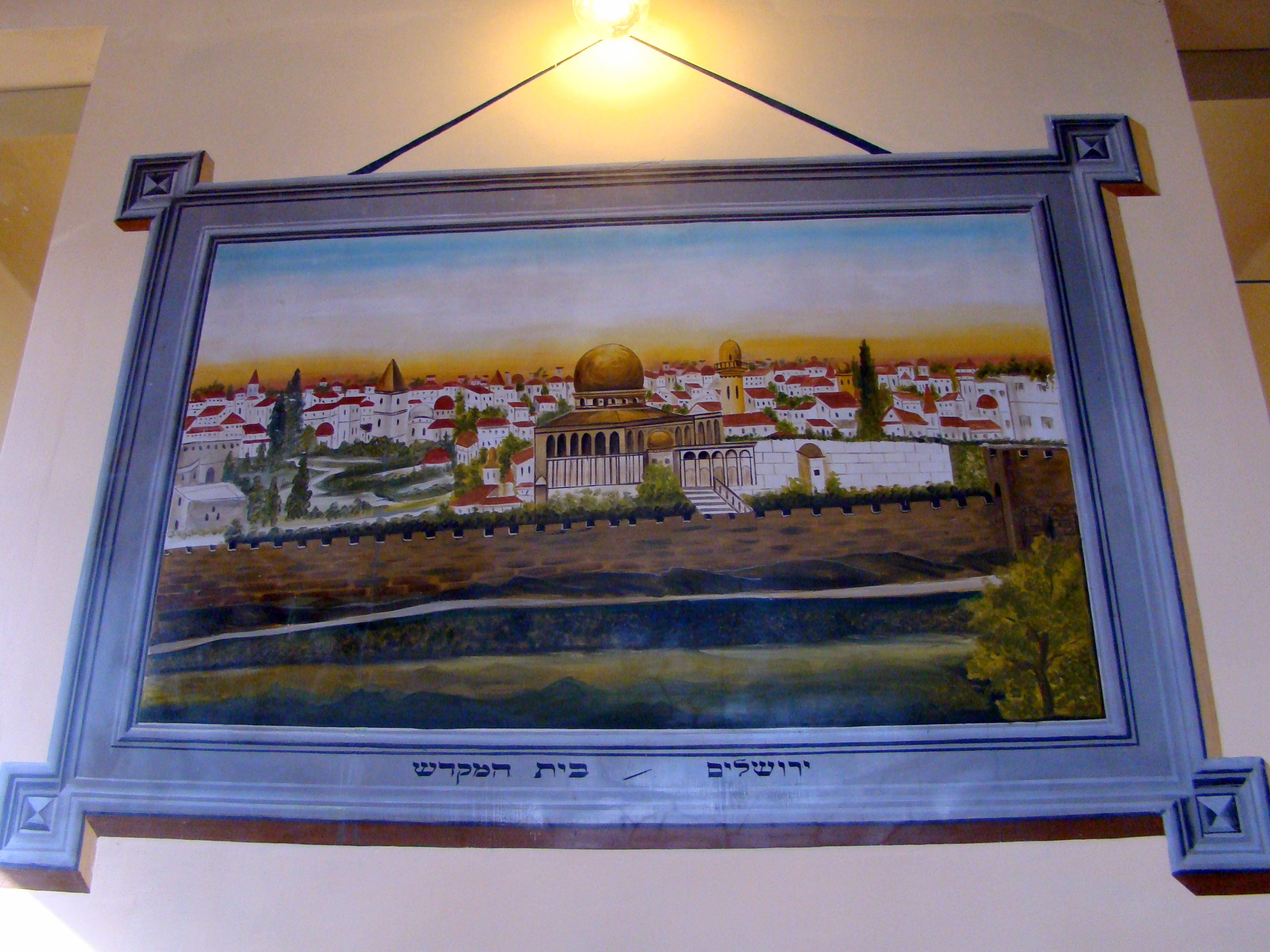
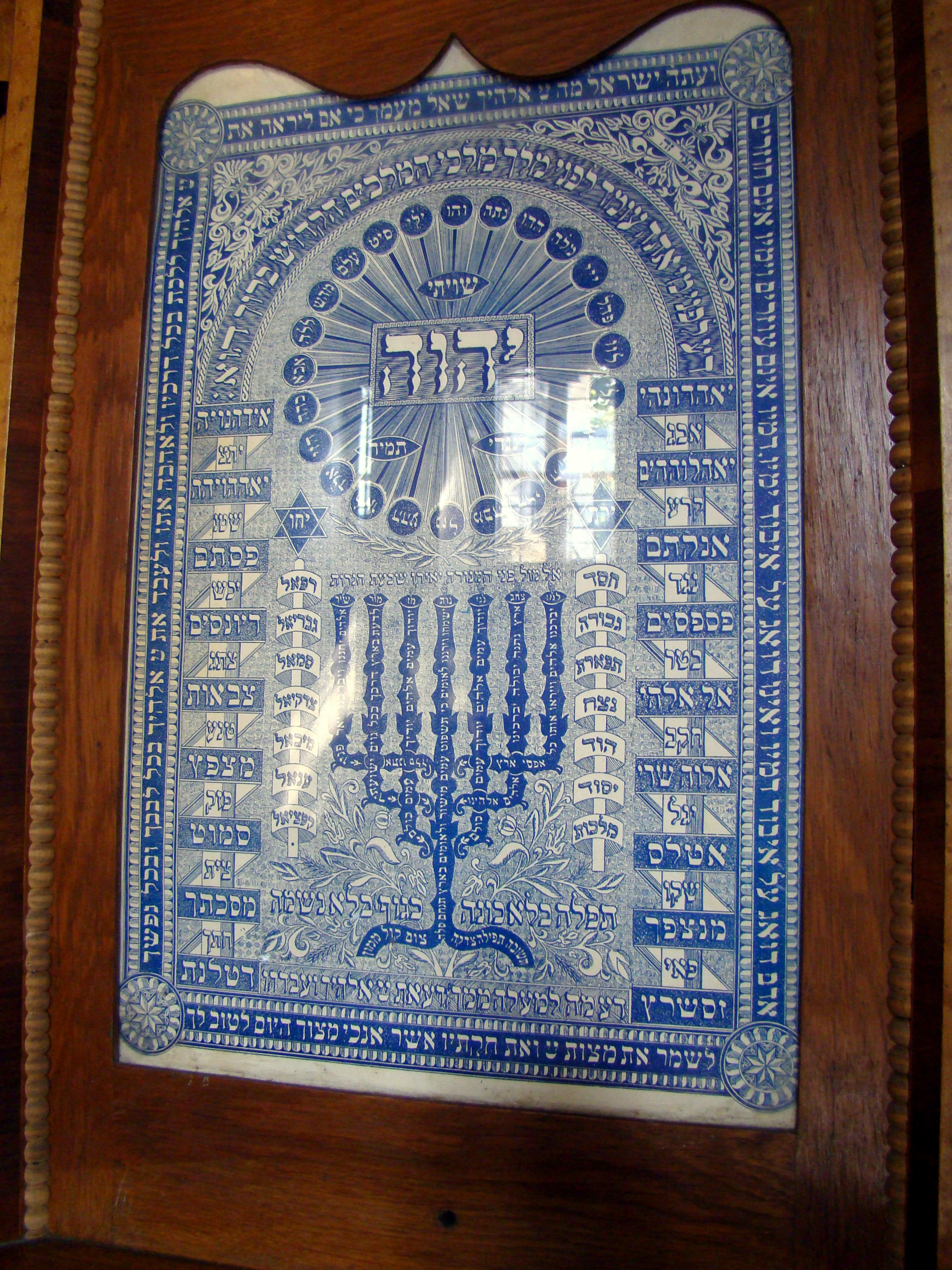
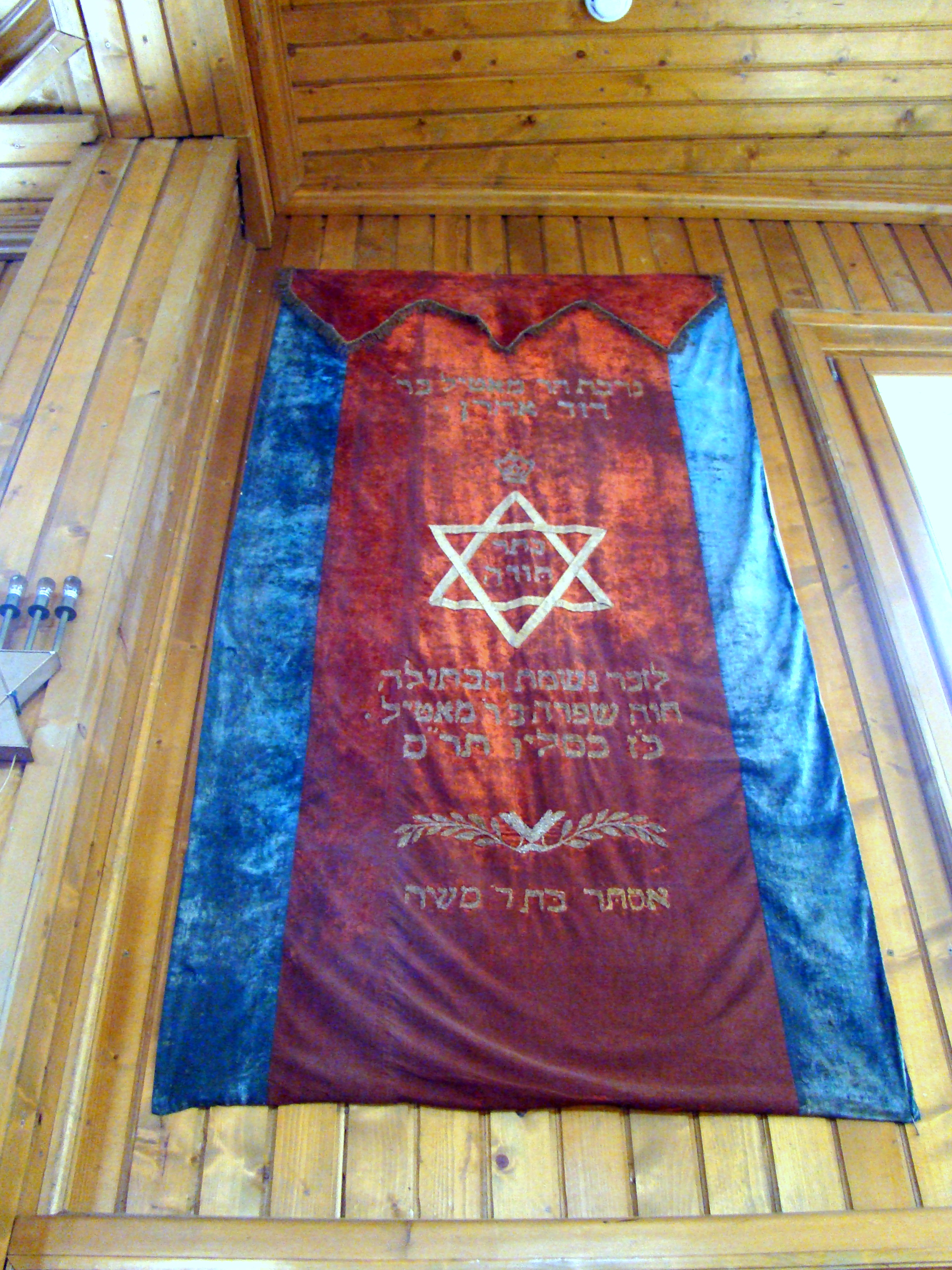
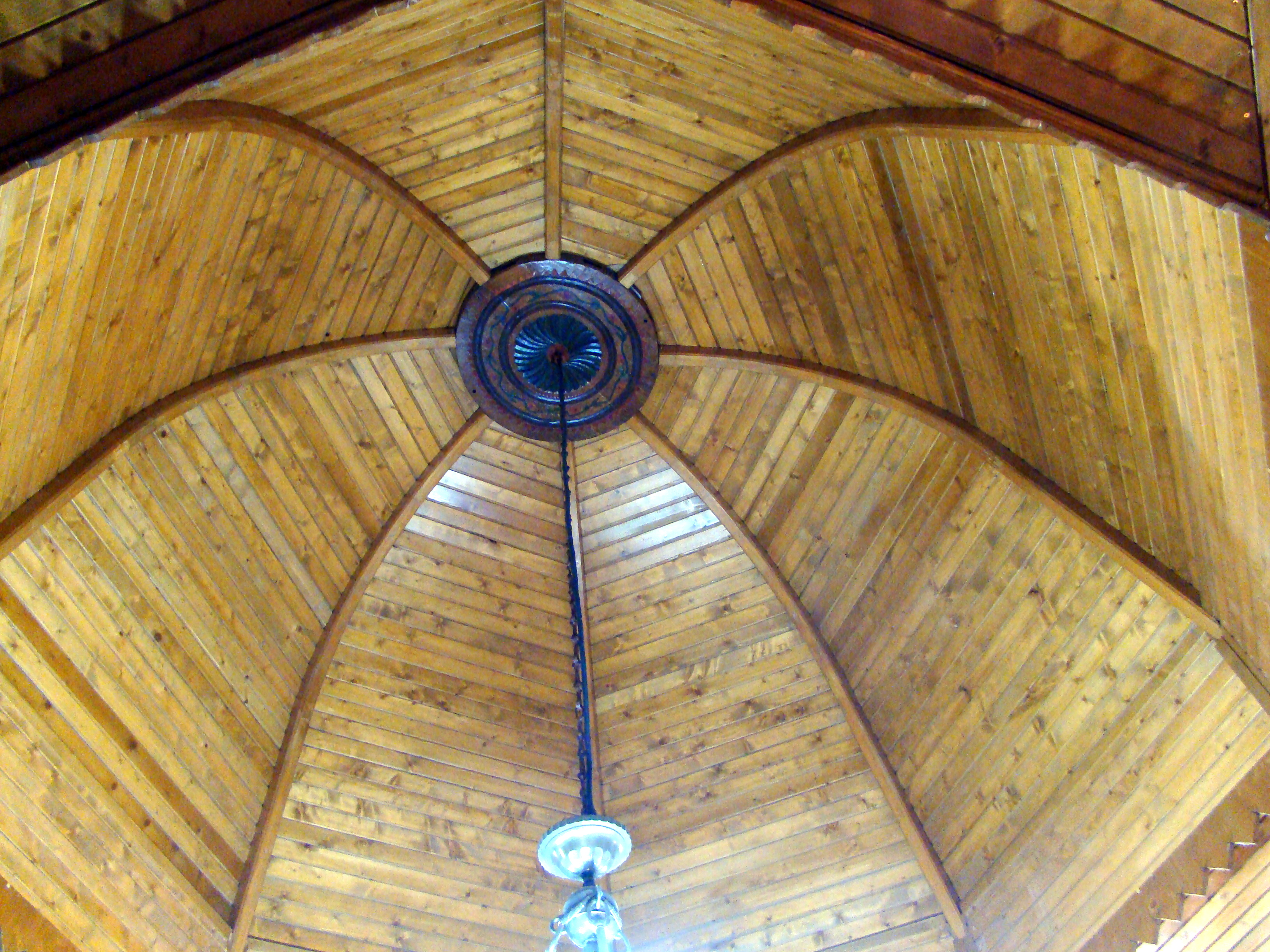
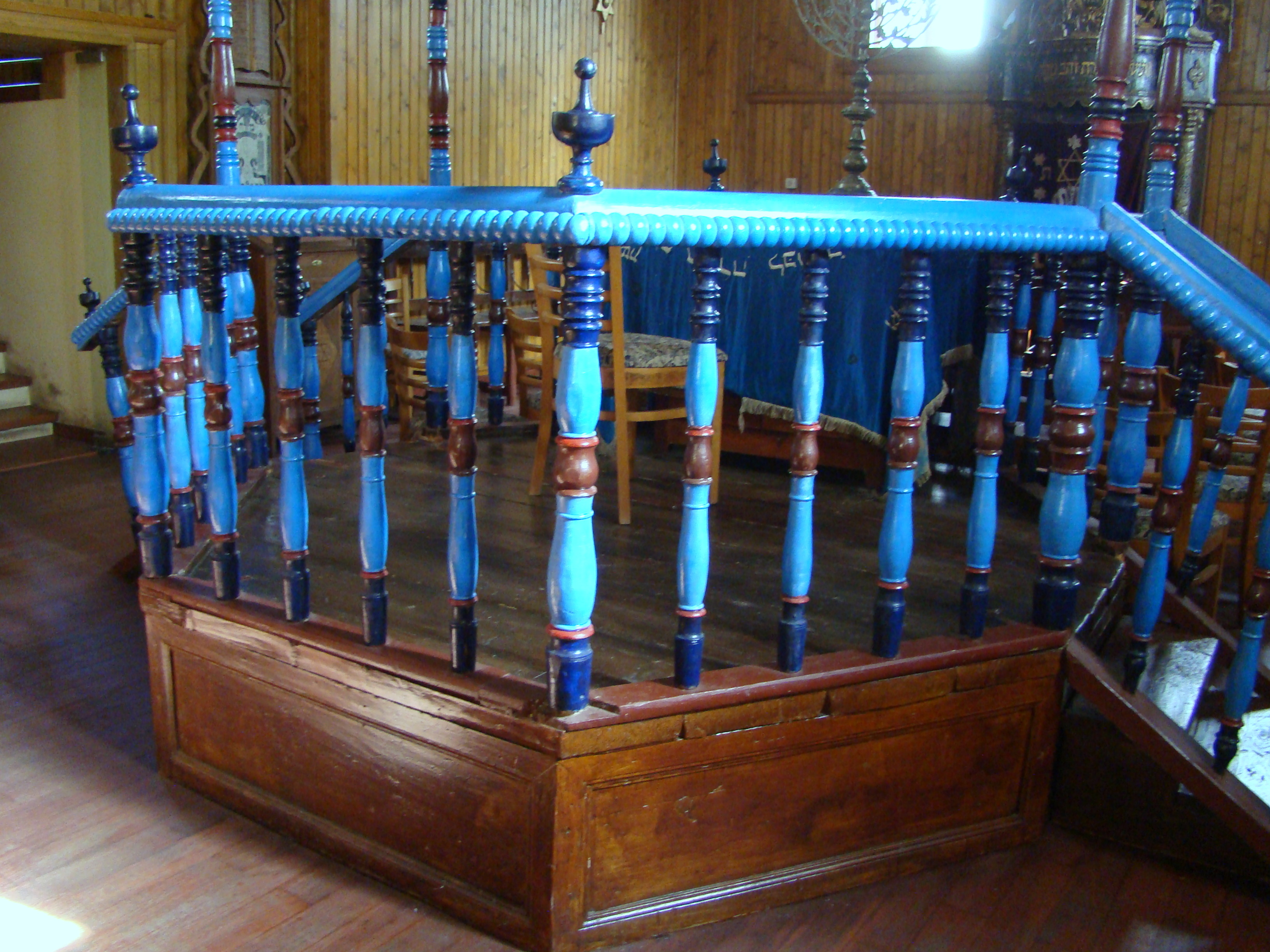
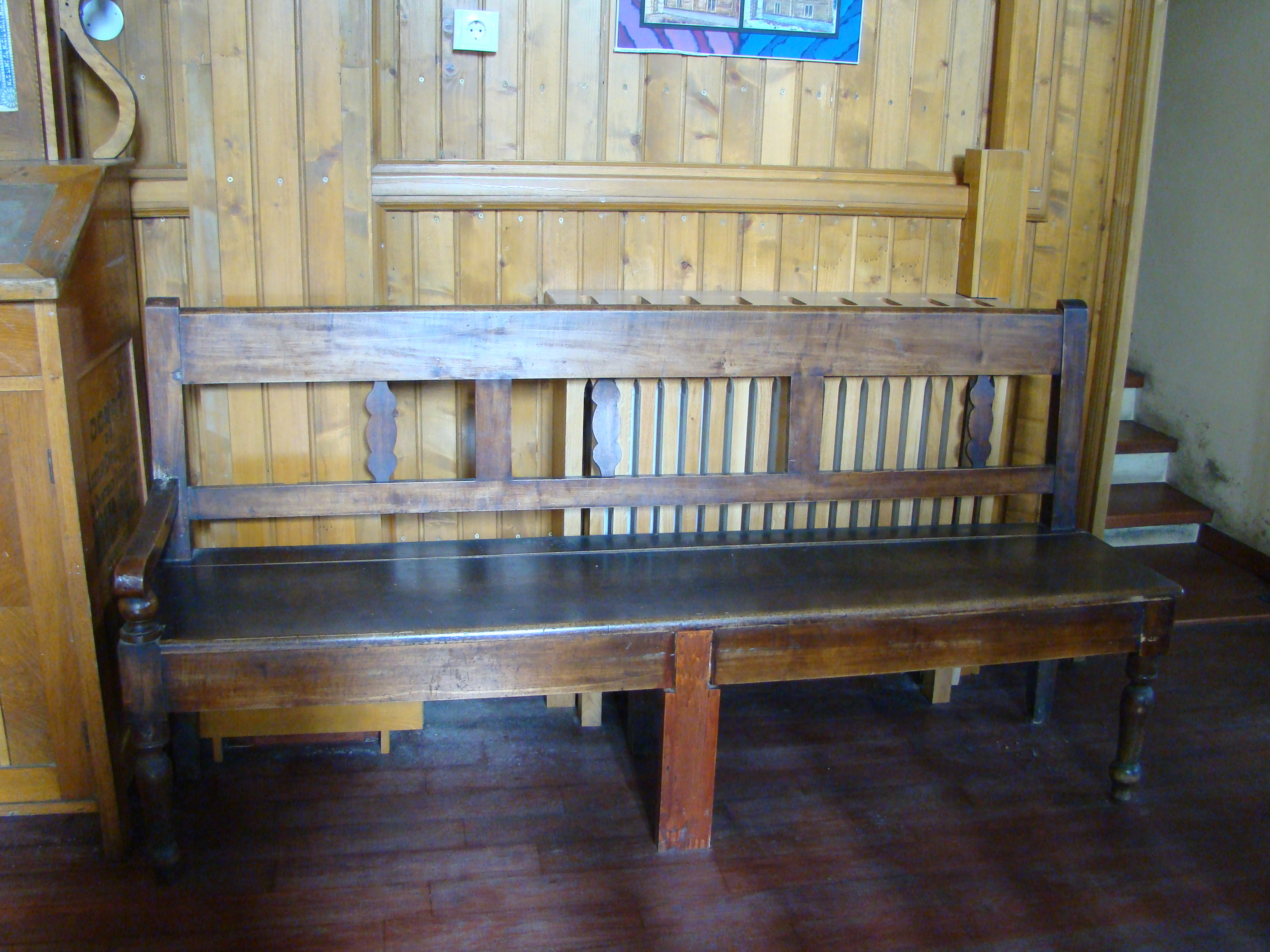
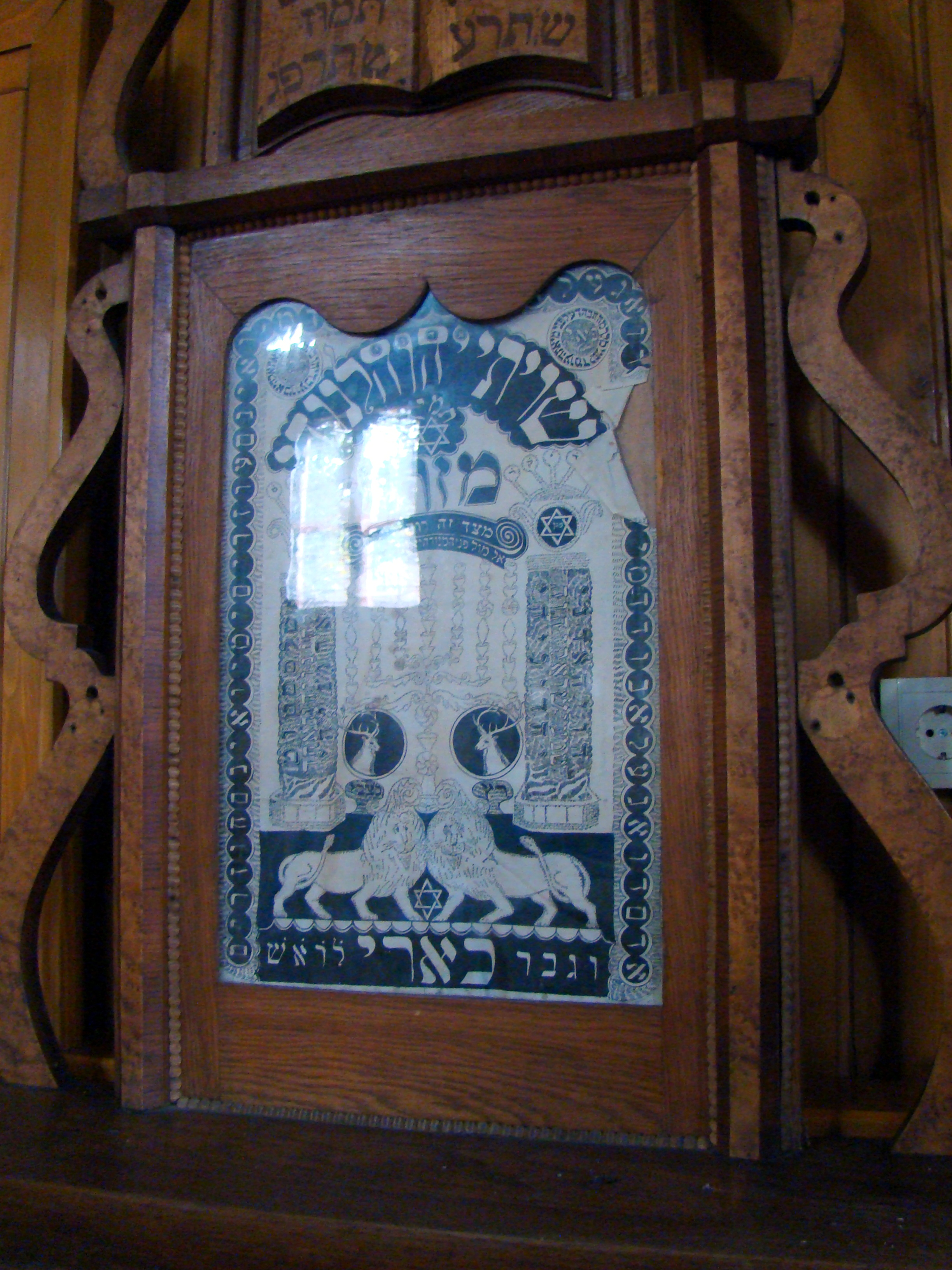
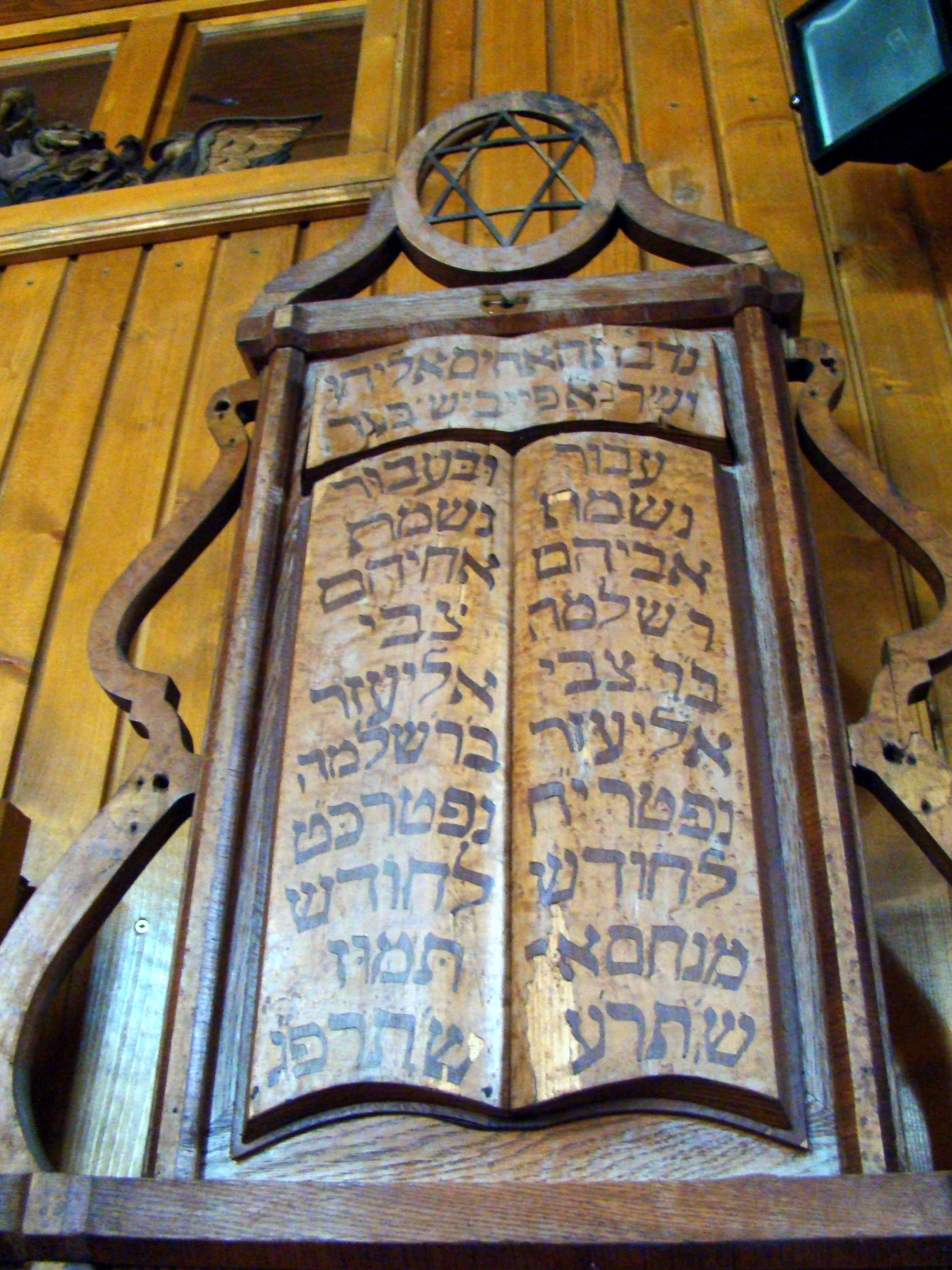
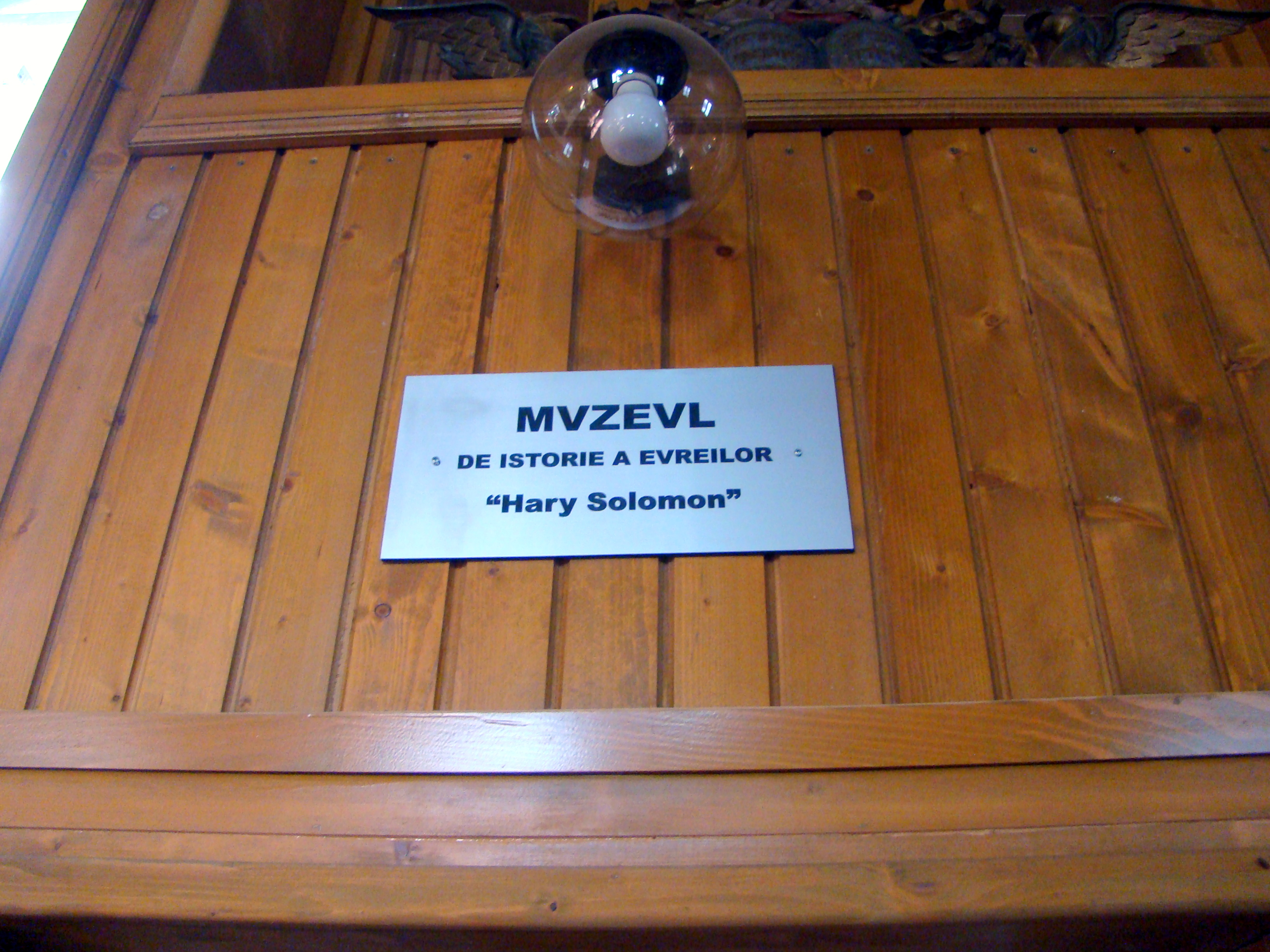
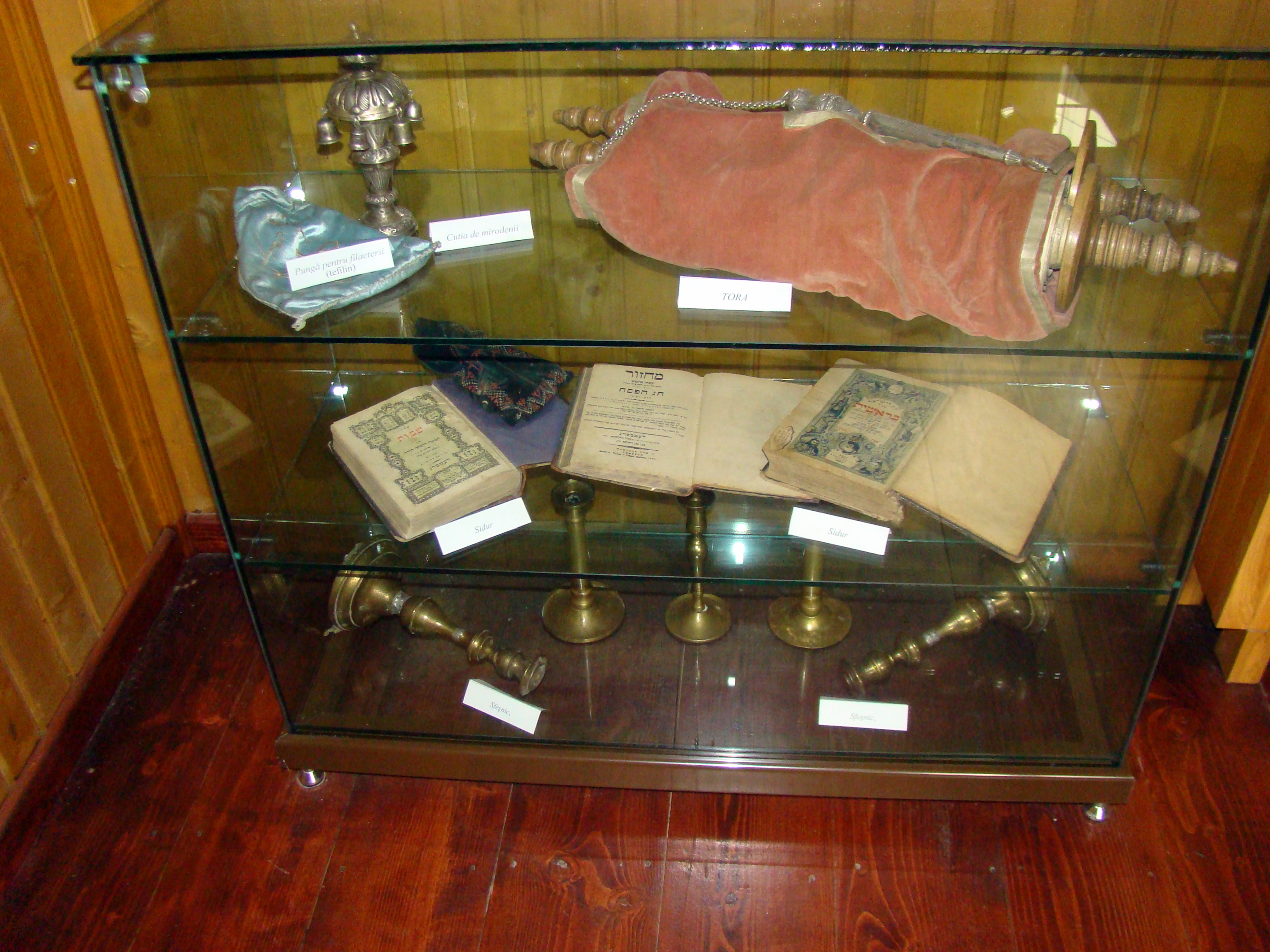
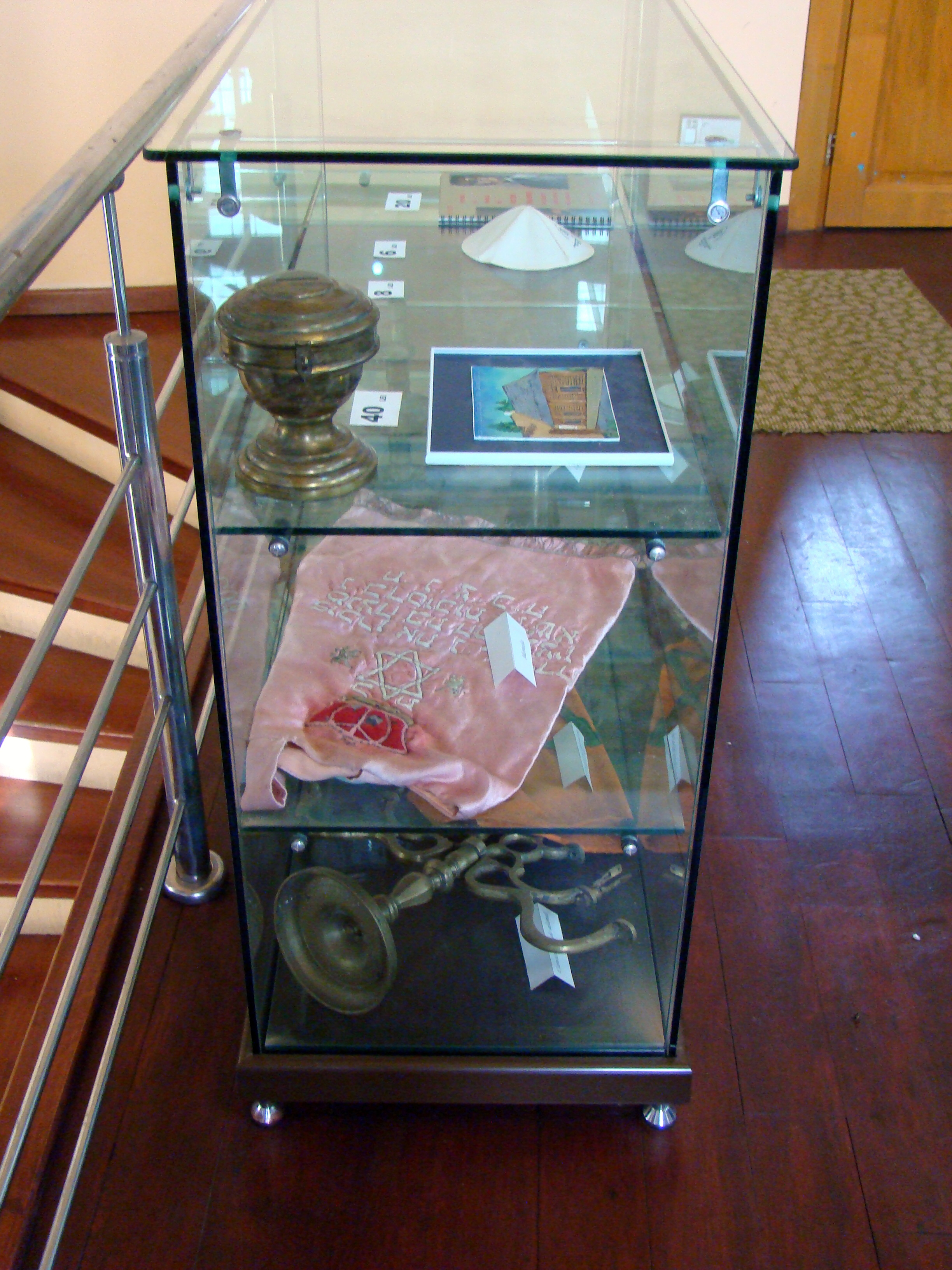
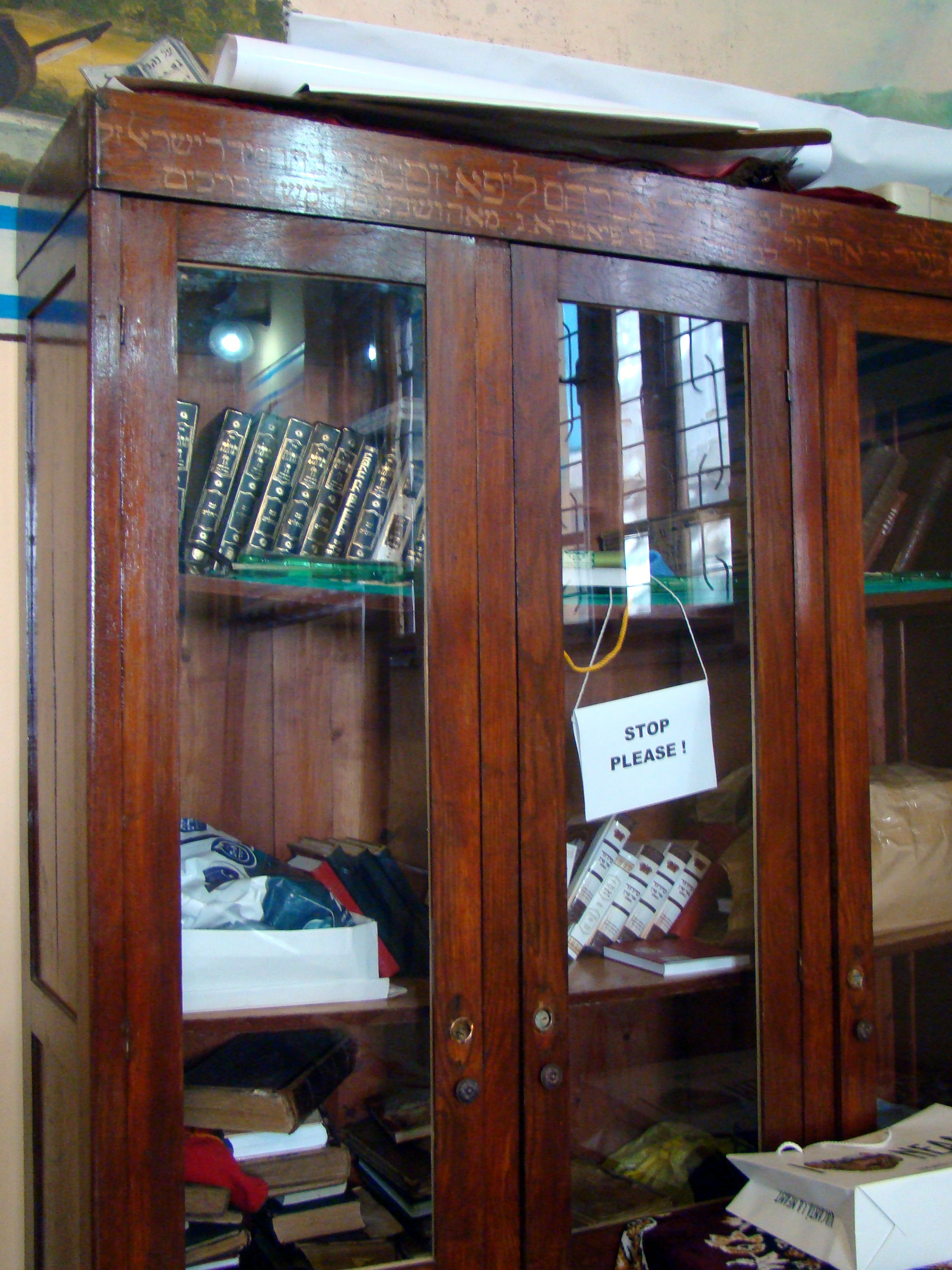
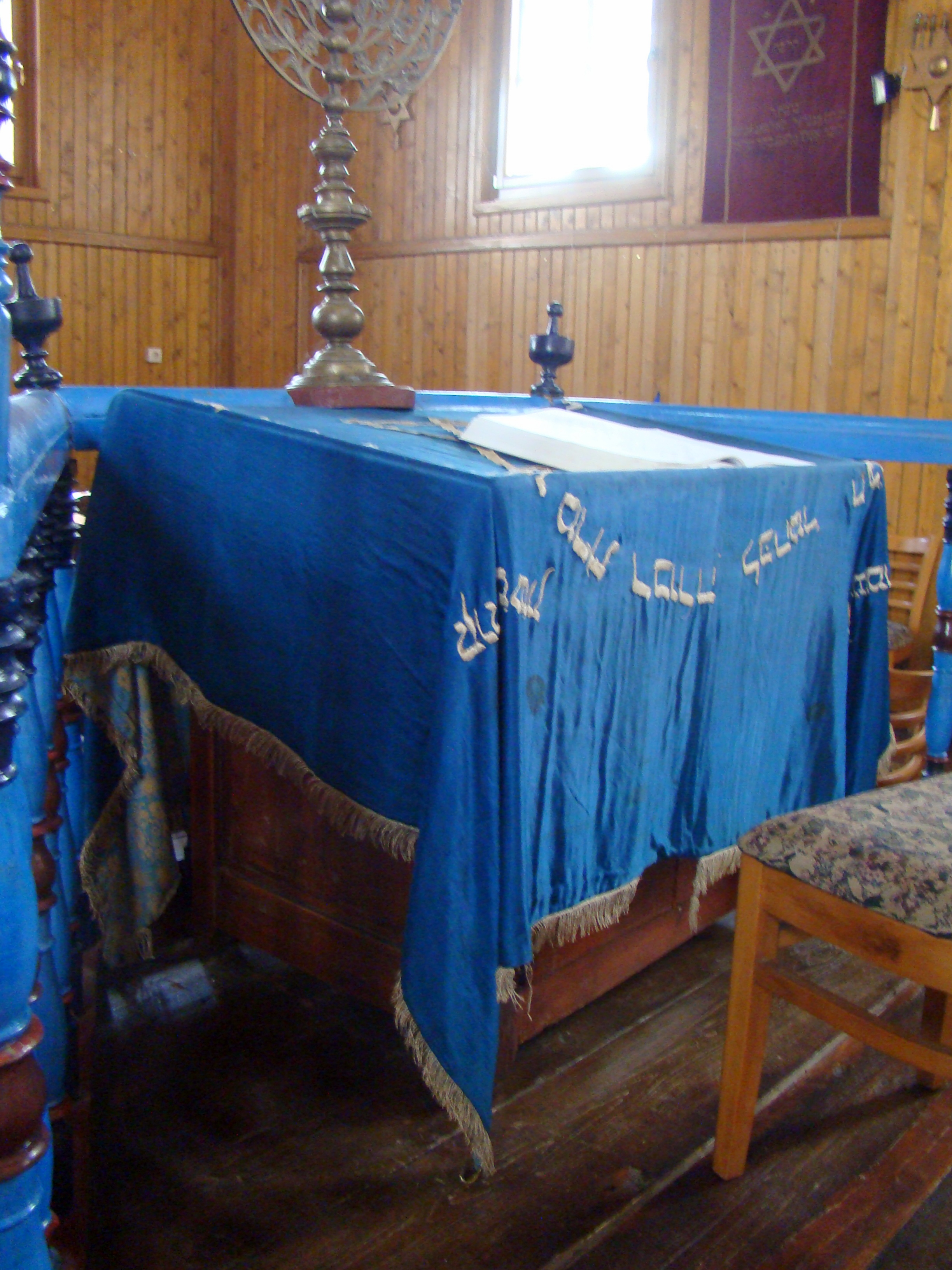
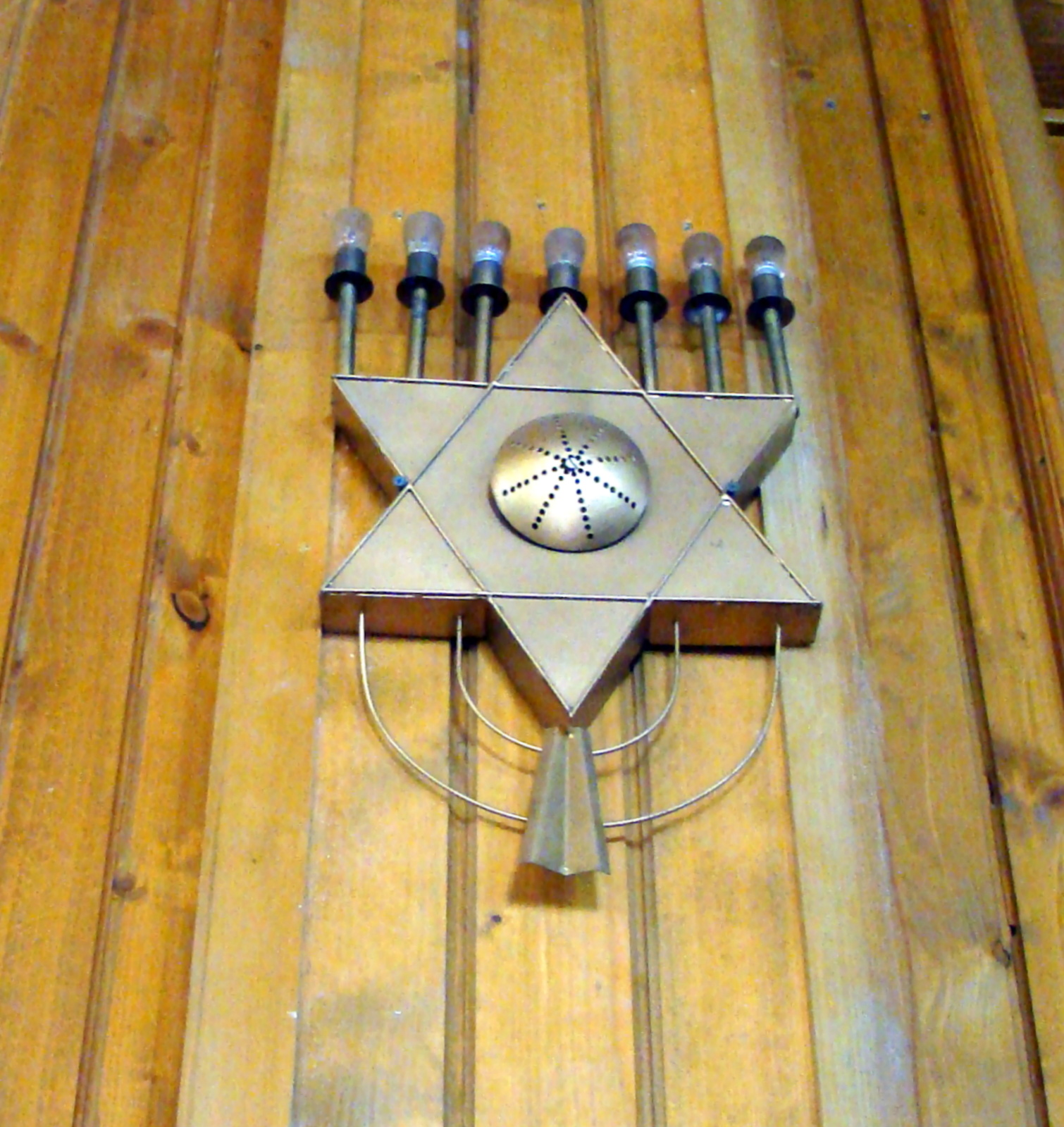
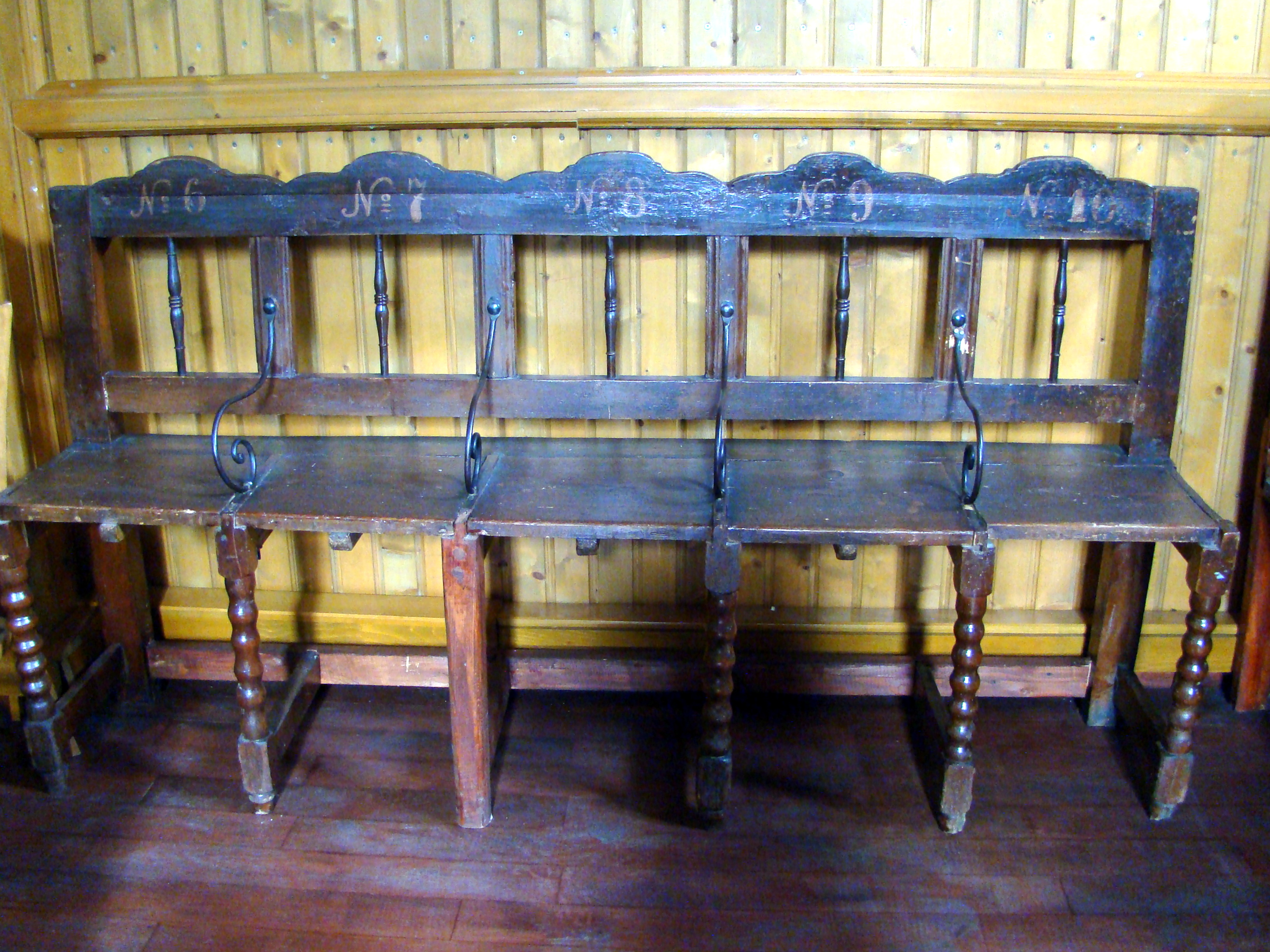
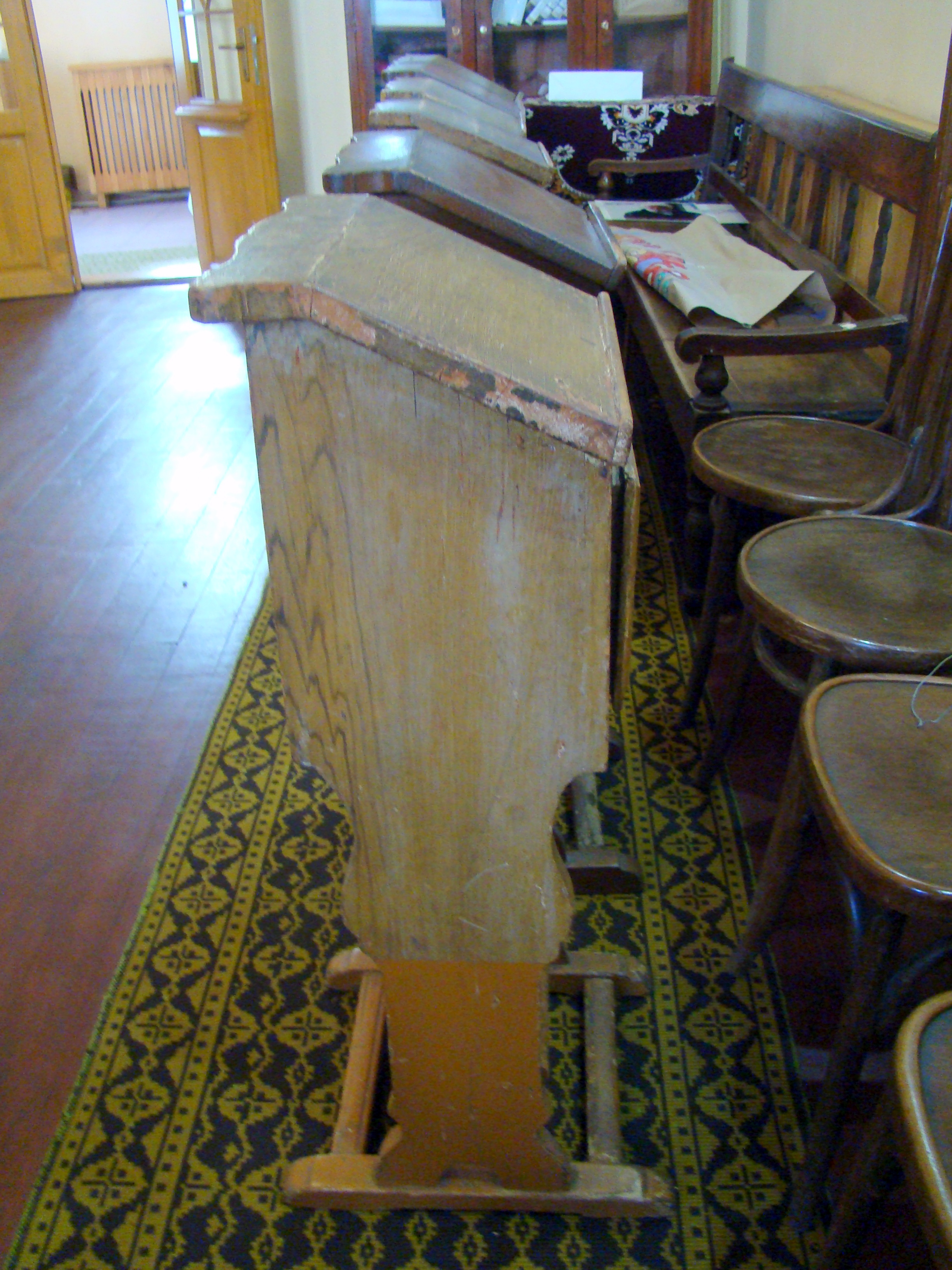
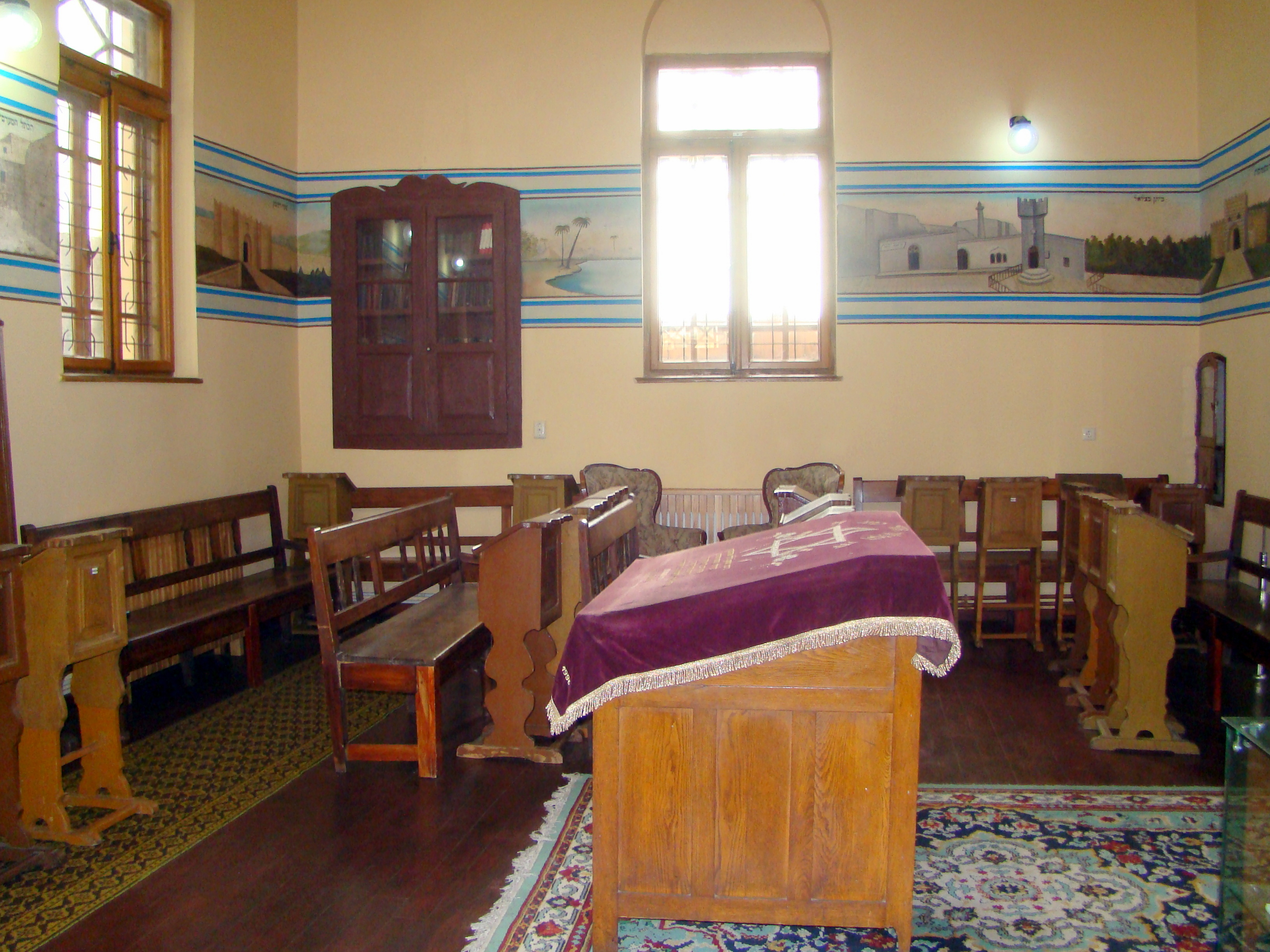
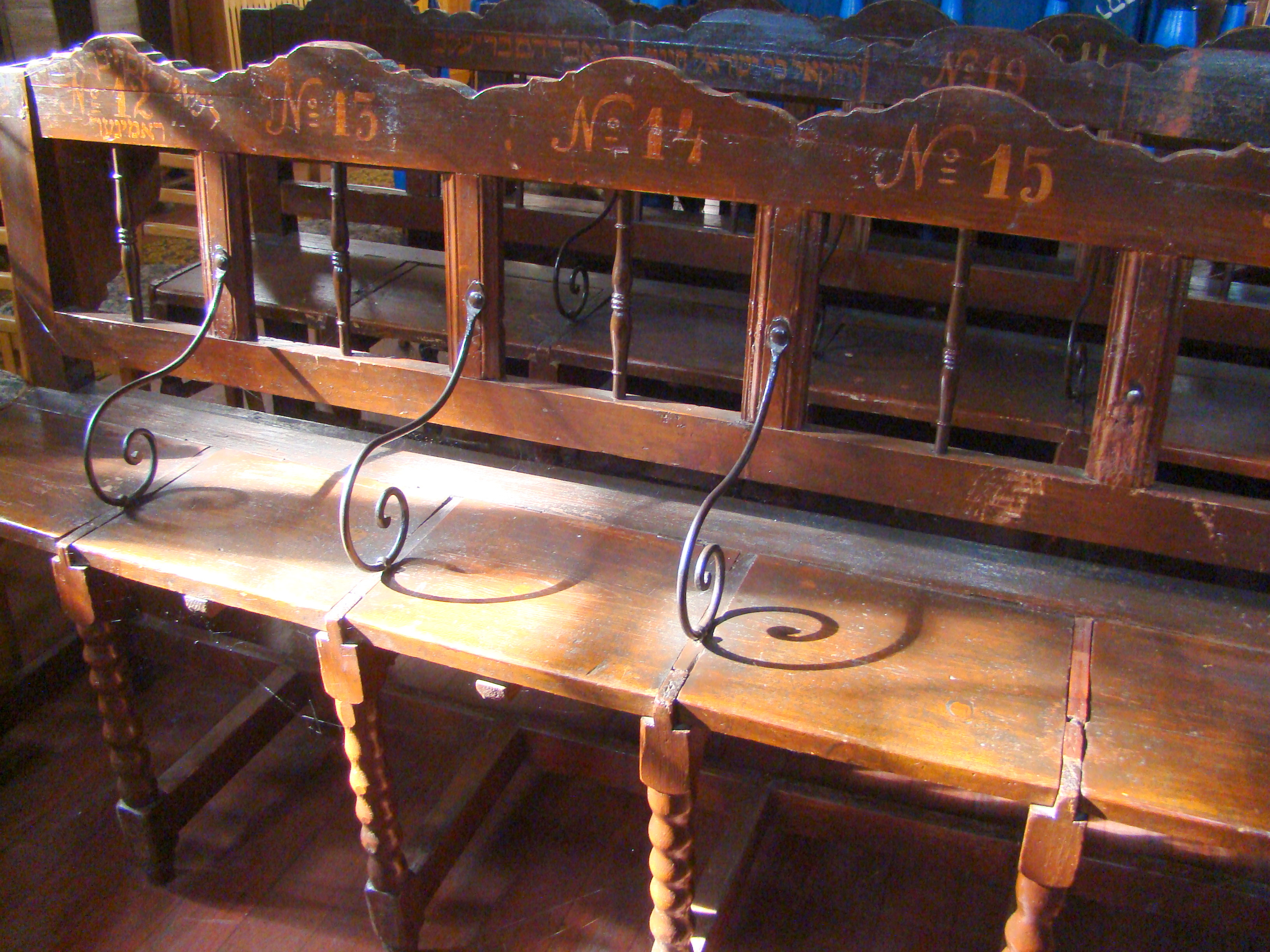
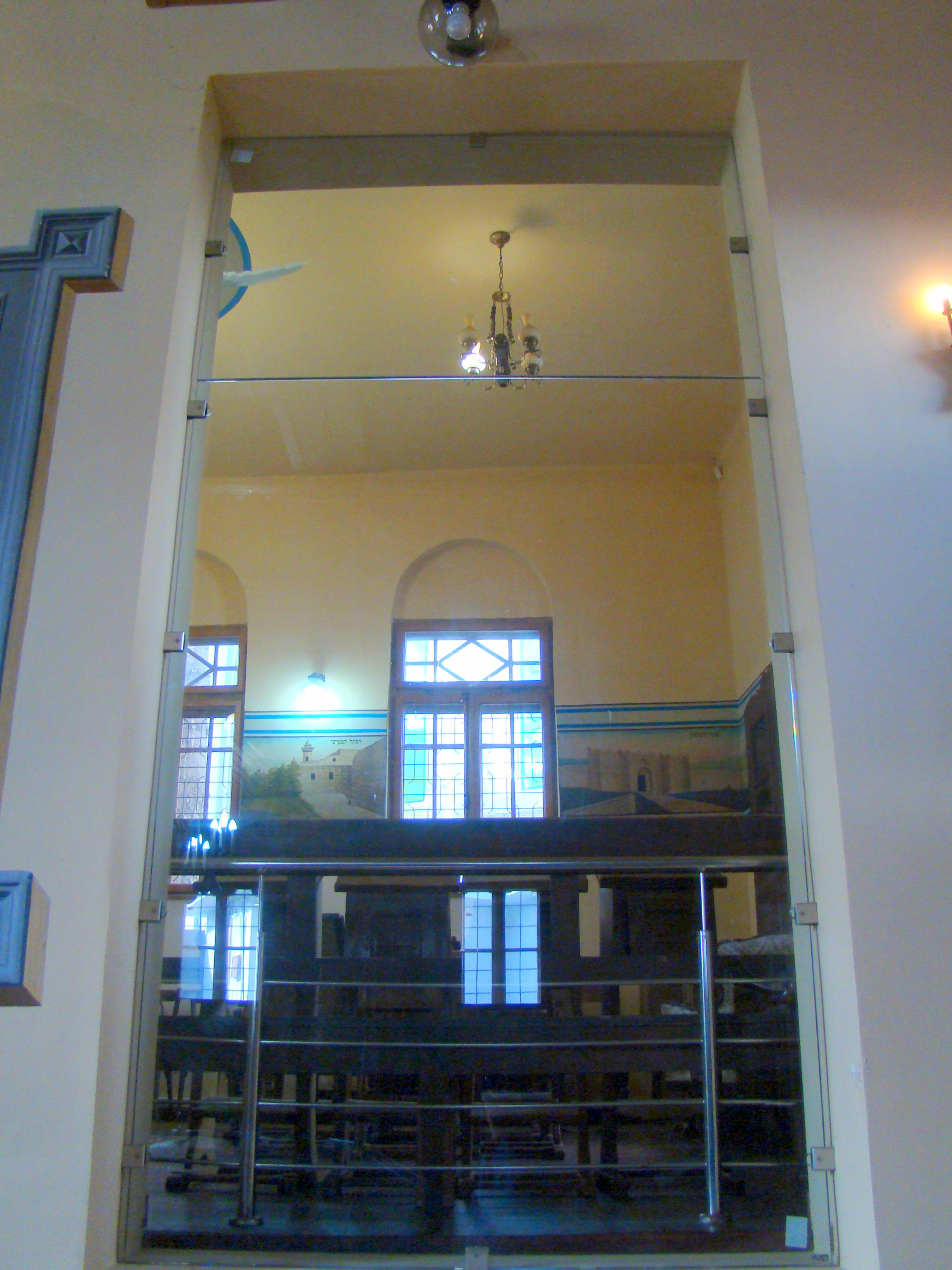
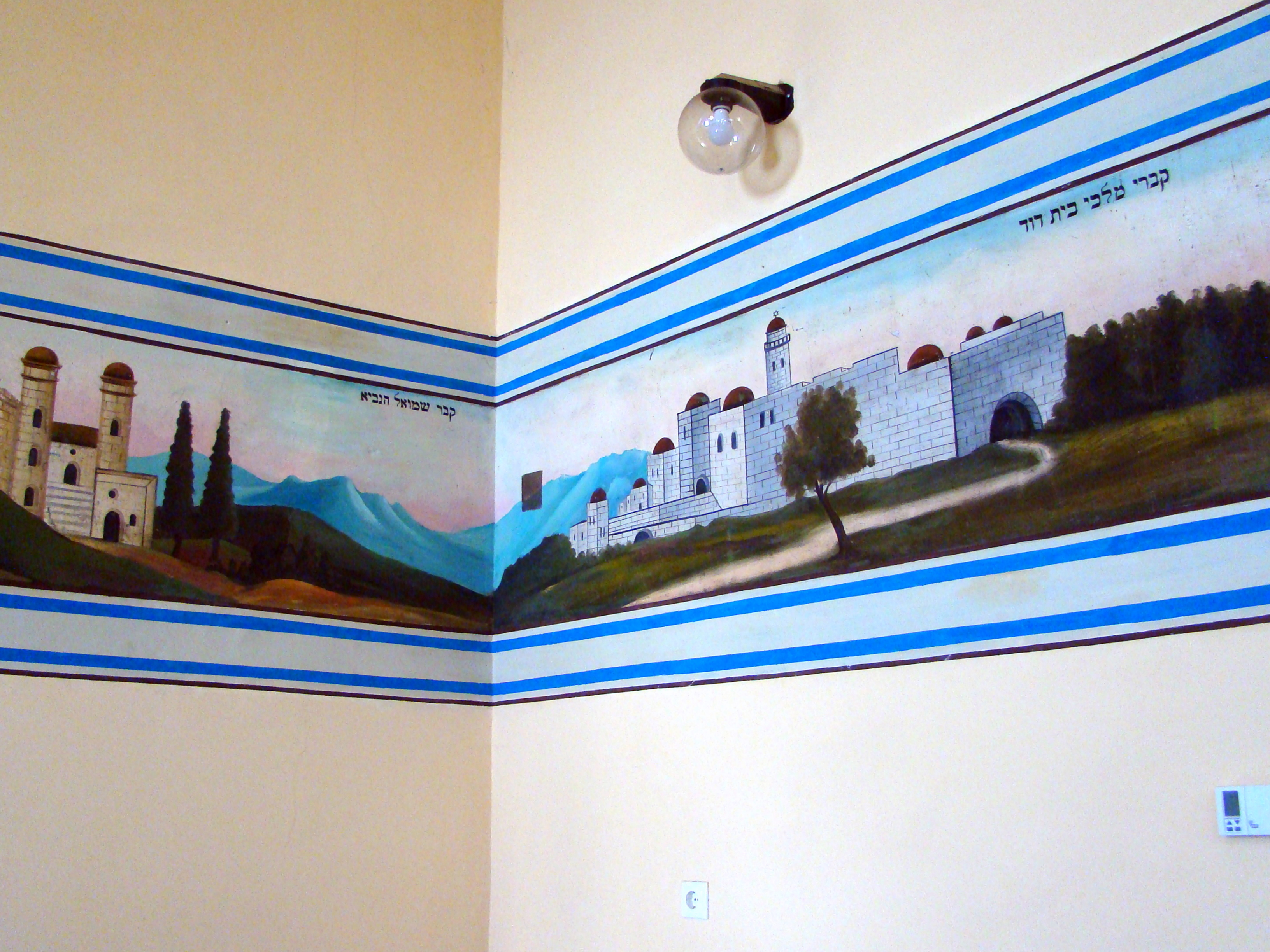
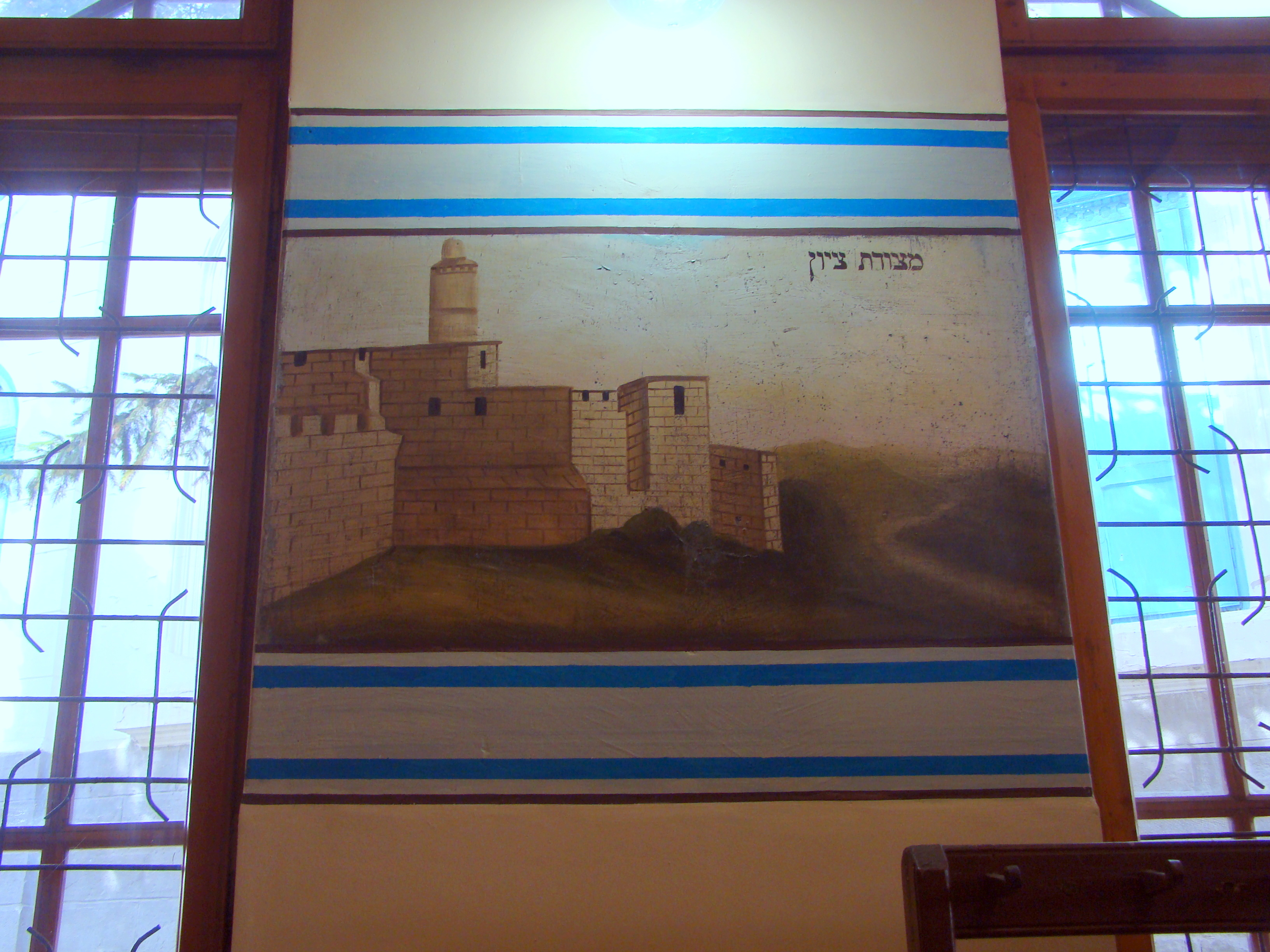
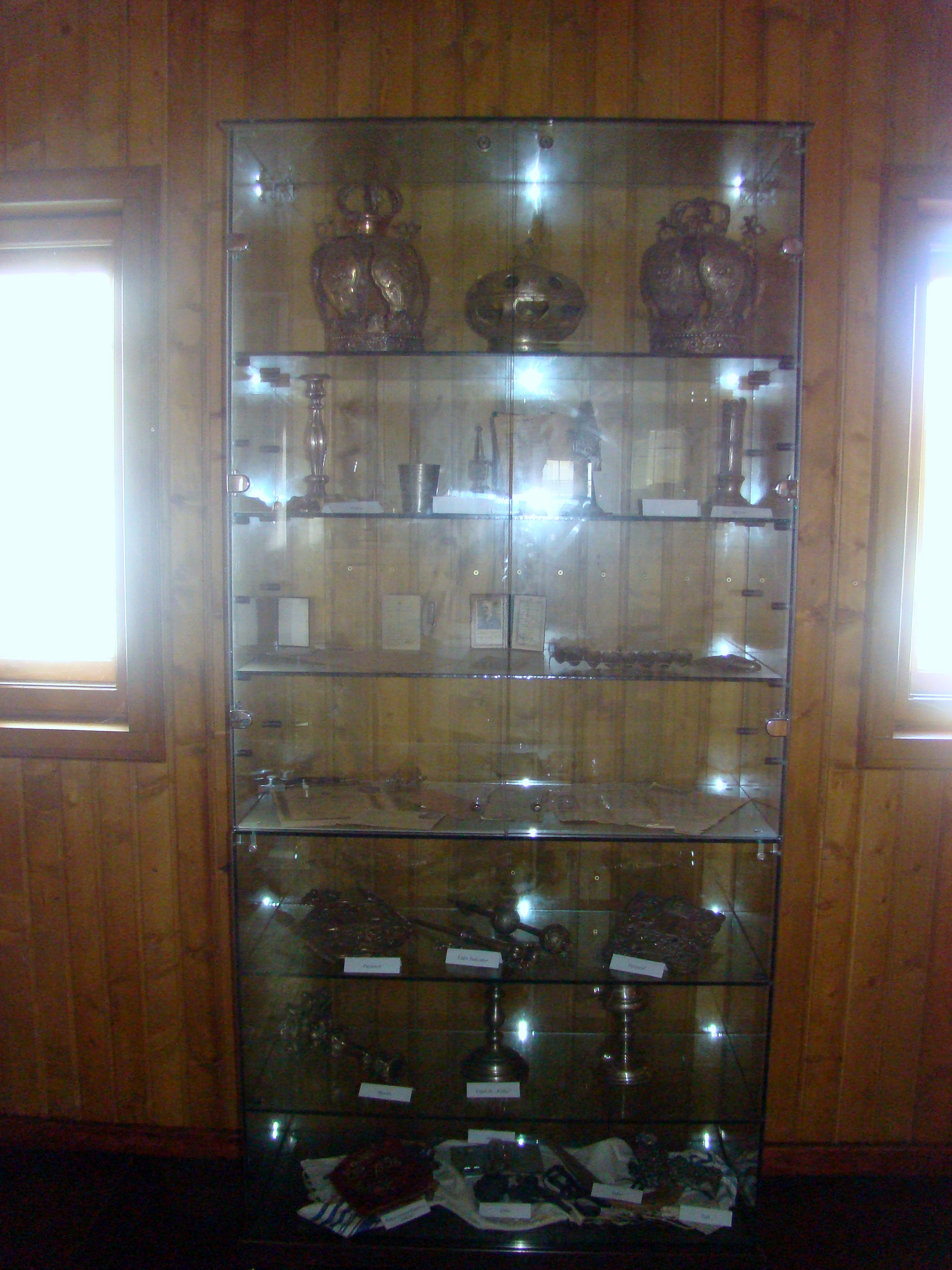
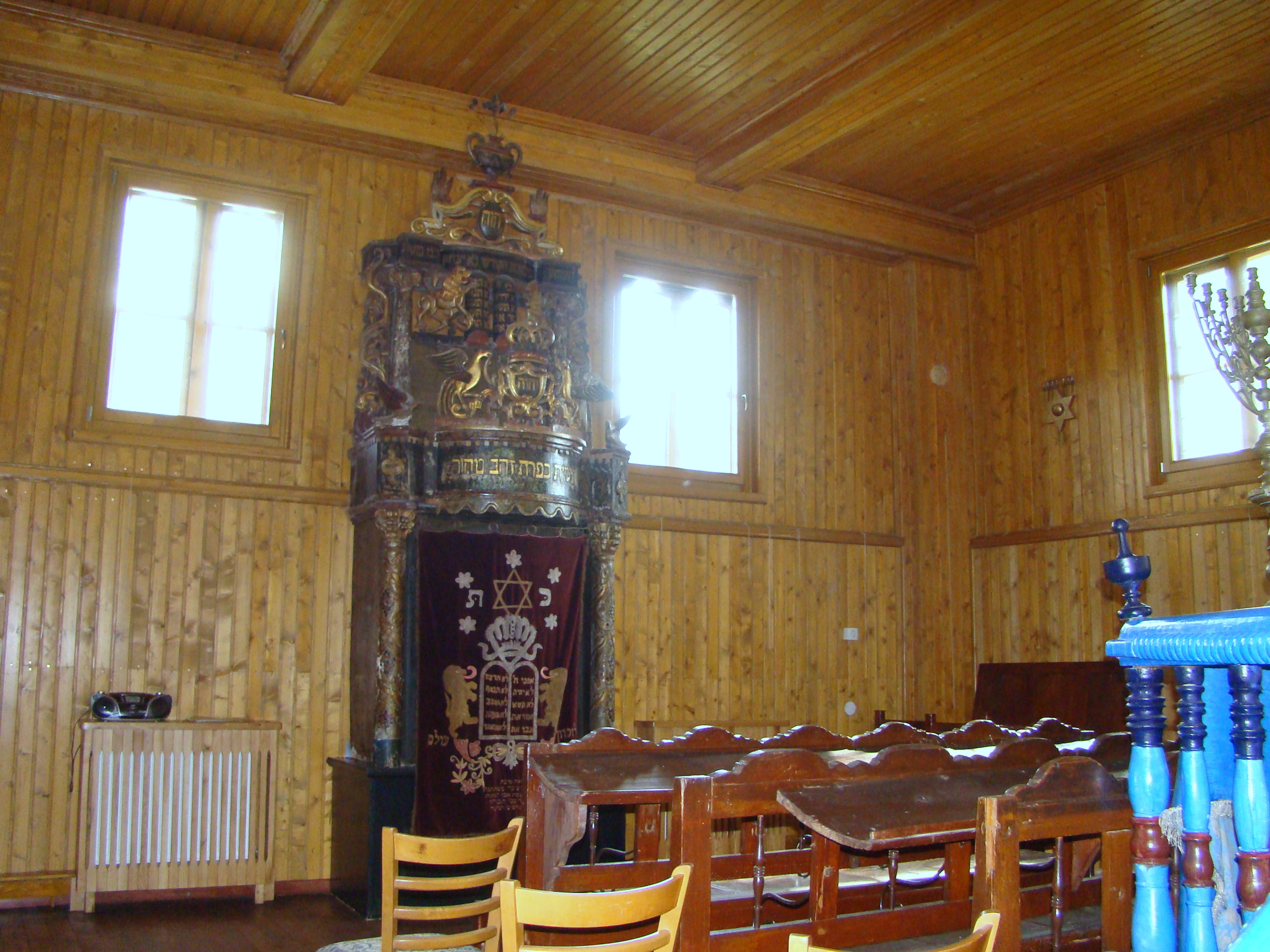

## Legături externe
- Fișă de monument